# WWEに所属する人物一覧
WWEに所属する人物一覧（WWEにしょぞくするじんぶついちらん）は、WWEに所属している人物の一覧である。本項では所属している人物及びかつて所属していた人物について扱う。

## メインロスター

### Raw

#### 男子選手

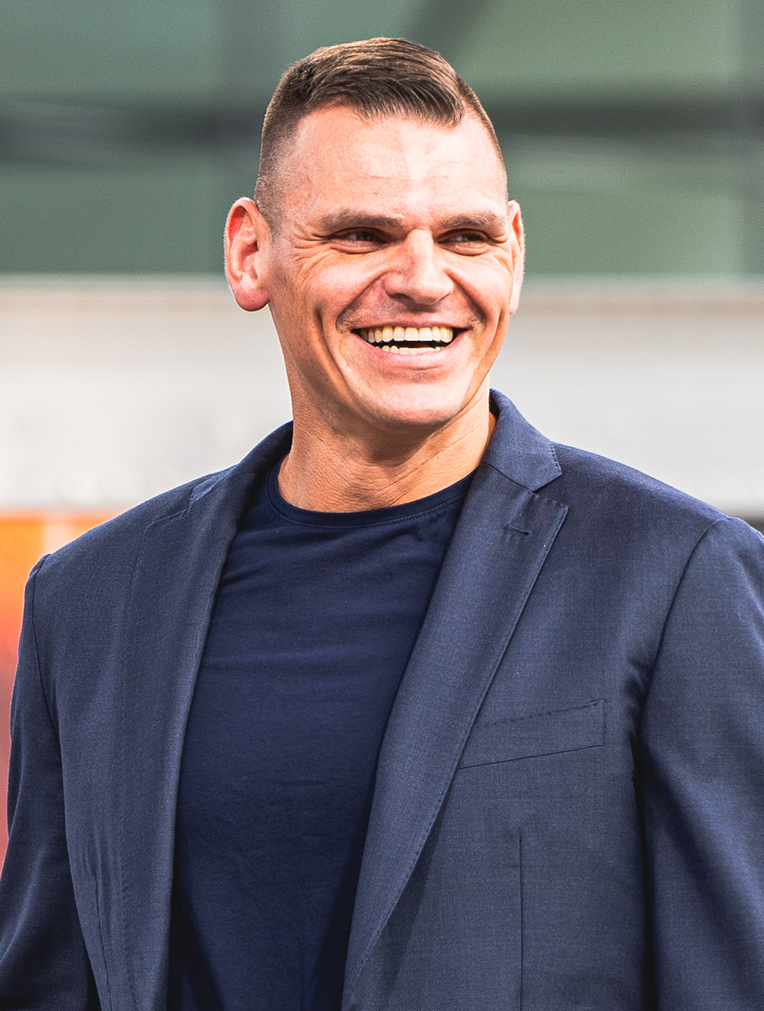
世界ヘビー級王者のグンター

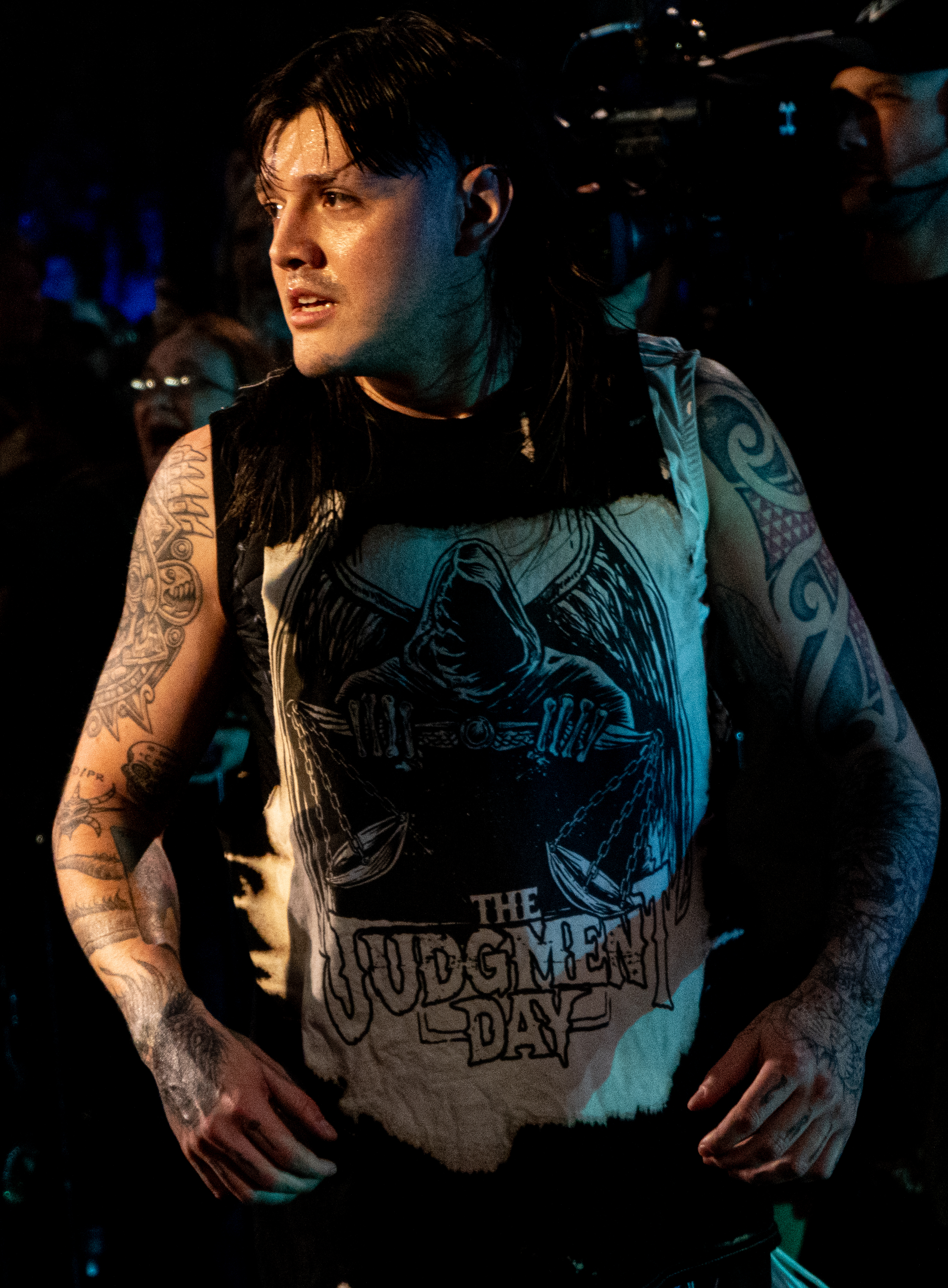
WWEインターコンチネンタル王者のドミニク・ミステリオ

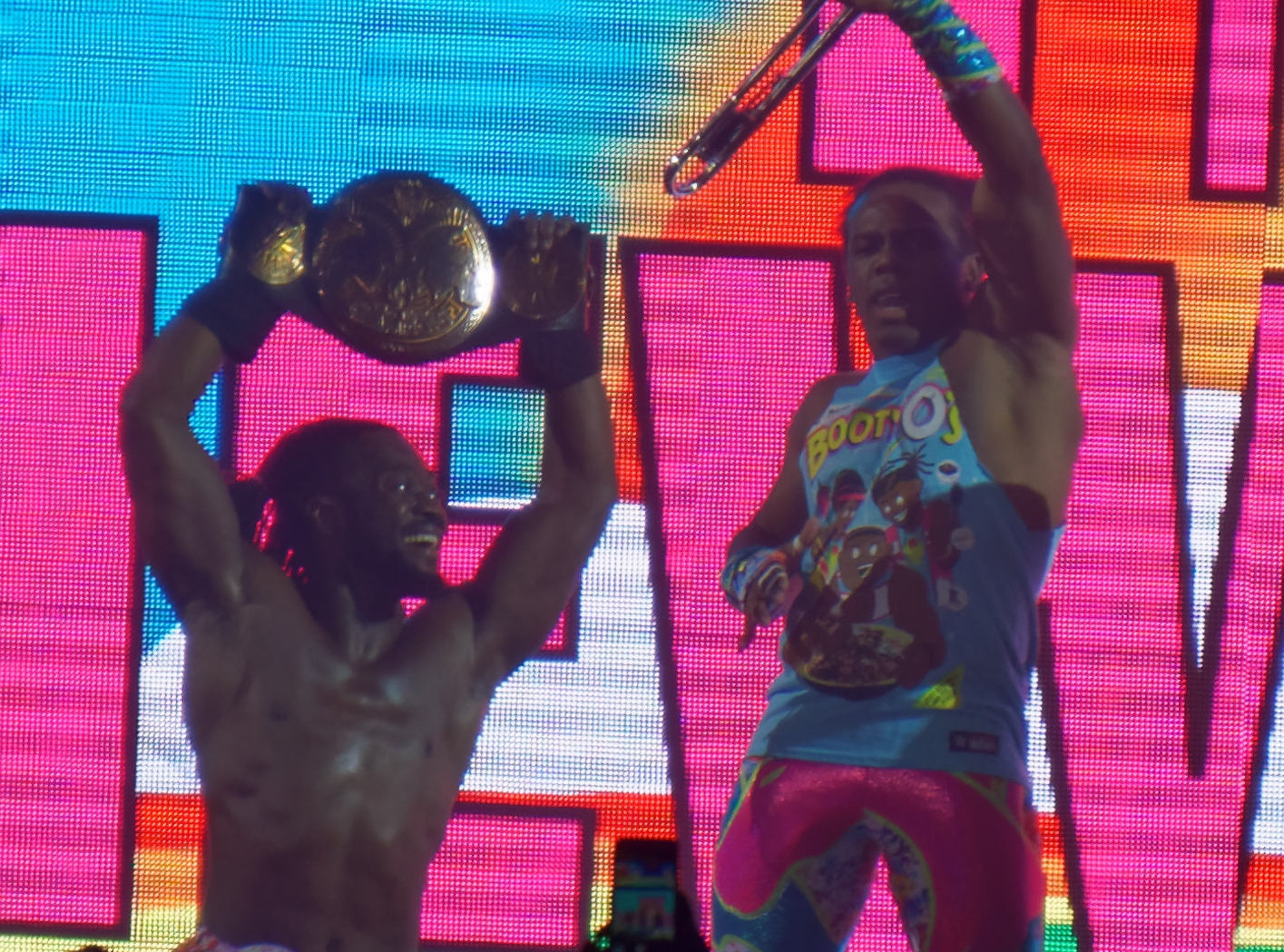
世界タッグチーム王者のコフィ・キングストン(左)とエグゼビア・ウッズ

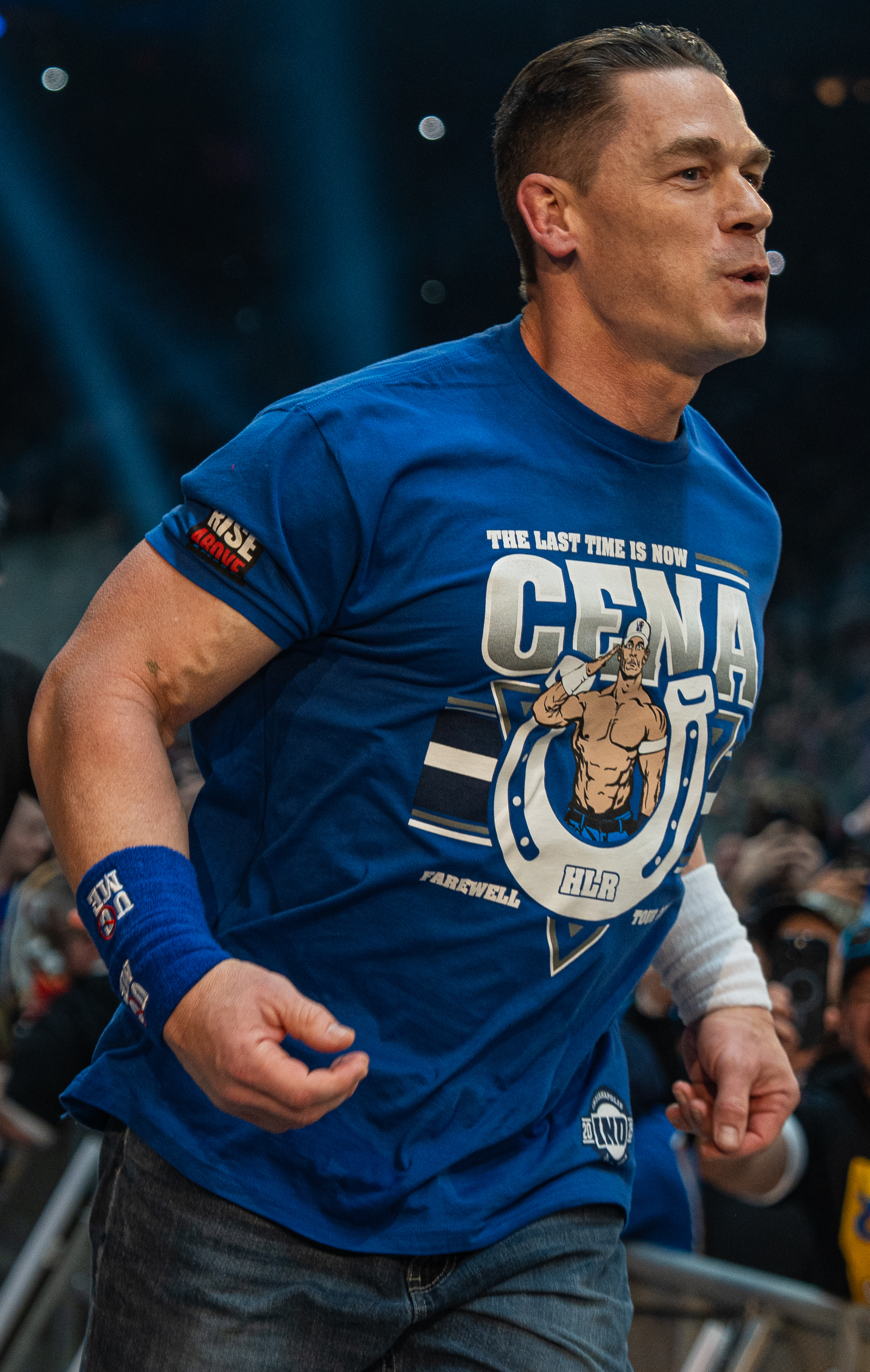
統一WWE王者のジョン・シナ

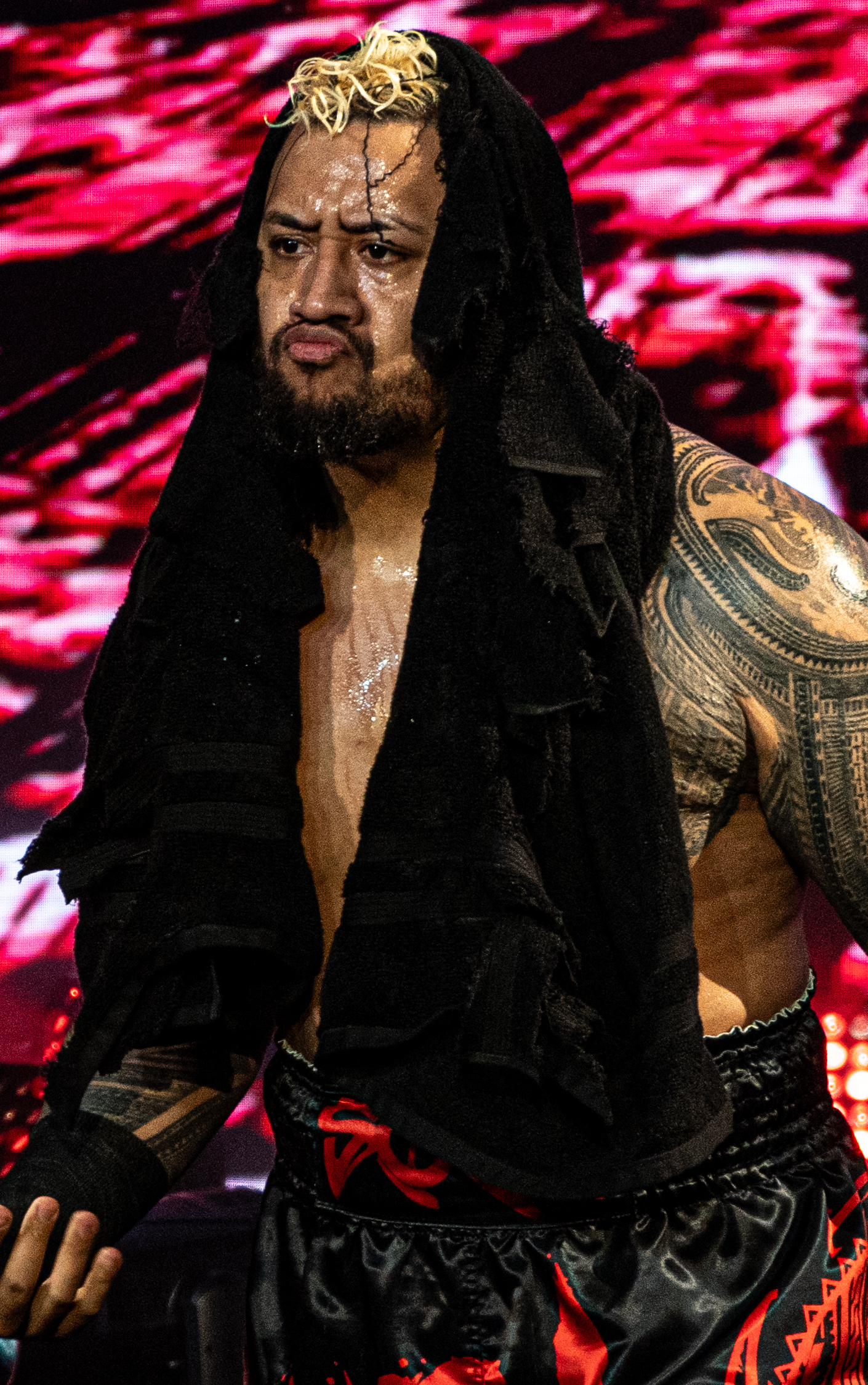
WWEユナイテッドステイツ王者のソロ・シコア

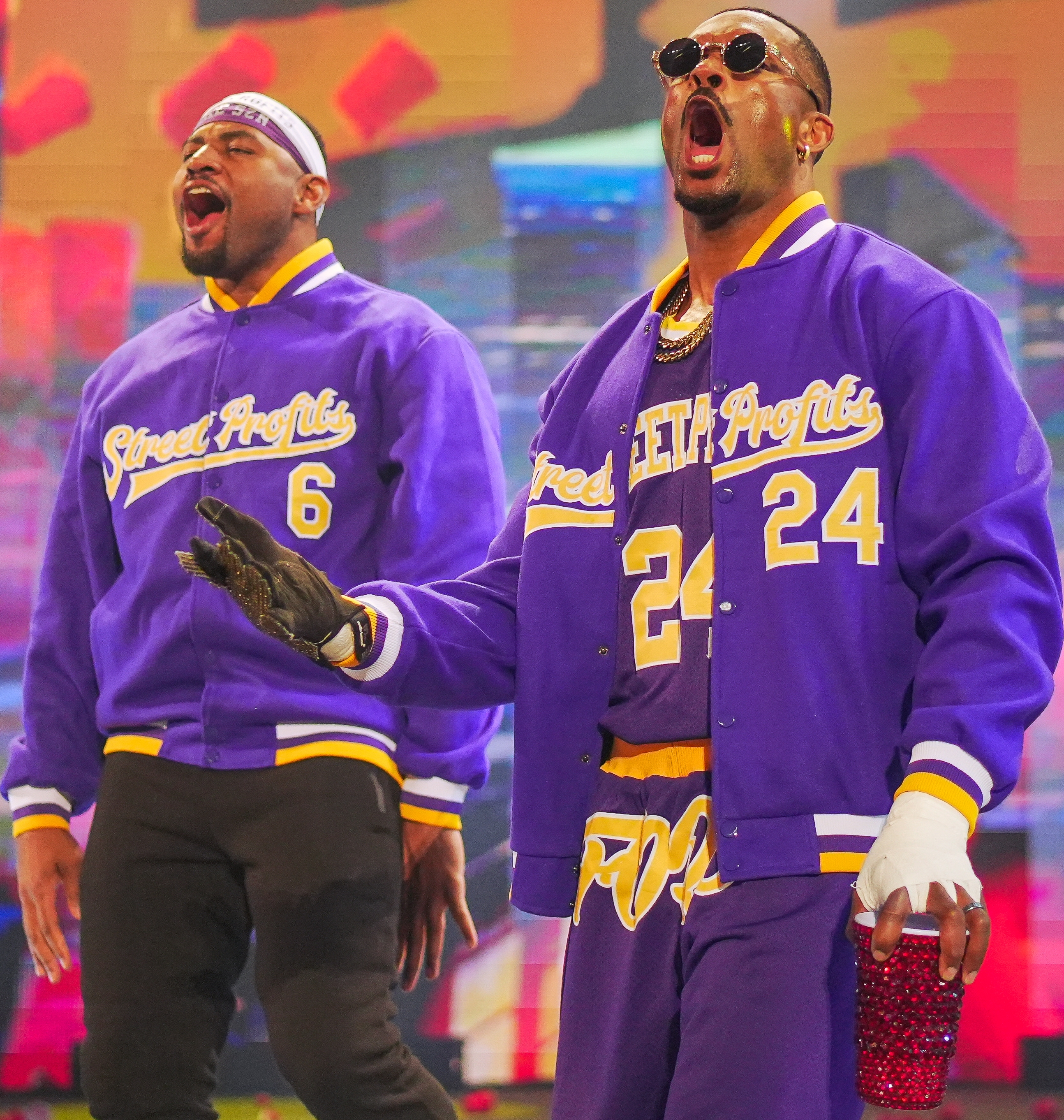
WWEタッグチーム王者のアンジェロ・ドーキンス(左)とモンテス・フォード(右)

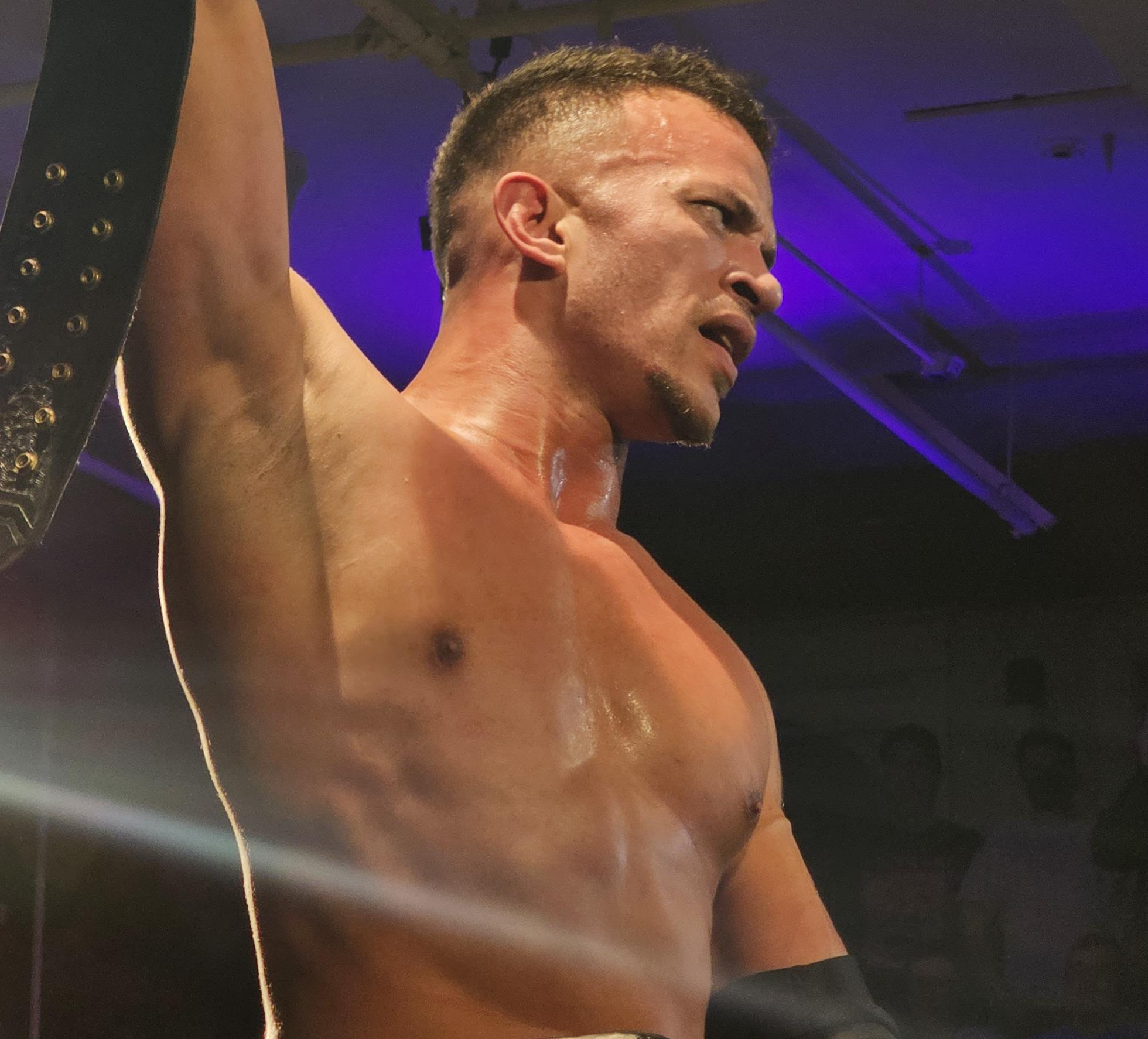
NXT北米王者のリッキー・セインツ

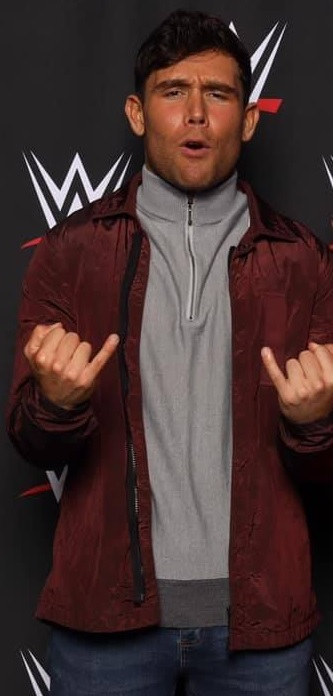
NXTヘリテージ・カップ王者のノーム・ダー

| リングネーム           | 本名                           | 備考                                                                                 |
| ---------------------- | ------------------------------ | ------------------------------------------------------------------------------------ |
| AJスタイルズ           | アレン・ジョーンズ             |                                                                                      |
| 戸澤陽                 | 戸澤陽                         |                                                                                      |
| オースティン・セオリー | オースティン・ホワイト         |                                                                                      |
| ブロン・ブレイカー     | ブロンソン・レックスタイナー   |                                                                                      |
| ブロンソン・リード     | ジャーメイン・ヘイリー         |                                                                                      |
| ブルータス・クリード   | ドリュー・カスパー             |                                                                                      |
| チャド・ゲイブル       | チャールズ・ベッツ             | WWEスピード王者 エル・グランデ・アメリカーノのリングネームで覆面レスラーとしても活動 |
| CMパンク               | フィリップ・ブルックス         |                                                                                      |
| クルーズ・デル・トロ   | ラウル・メンドーサ             |                                                                                      |
| ドミニク・ミステリオ   | ドミニク・グティエレス         | WWEインターコンチネンタル王者                                                        |
| ドラゴン・リー         | 非公開                         |                                                                                      |
| エリック               | レイモンド・ロウ               |                                                                                      |
| フィン・ベイラー       | ファーガル・デヴィット         |                                                                                      |
| グレイソン・ウォーラー | マシュー・ファレリー           |                                                                                      |
| グンター               | ウォルター・ハーン             | 世界ヘビー級王者                                                                     |
| イリヤ・ドラグノフ     | イリヤ・ルコベル               | 前十字靱帯断裂により離脱中                                                           |
| アイバー               | トッド・スミス                 |                                                                                      |
| JDマクドナー           | ジョーダン・デブリン           |                                                                                      |
| ジェイ・ウーソ         | ジョシュア・ファトゥ           |                                                                                      |
| ホアキン・ワイルド     | マイケル・パリス               |                                                                                      |
| ジュリアス・クリード   | ジェイコブ・カスパー           |                                                                                      |
| カリオン・クロス       | ケビン・ケサー                 |                                                                                      |
| コフィ・キングストン   | コフィ・サルコディ＝メンサー   | 世界タッグチーム王者                                                                 |
| ローガン・ポール       | ローガン・ポール               |                                                                                      |
| ルドウィグ・カイザー   | マーセル・バーゼル             |                                                                                      |
| オーティス             | ニコラ・ボゴジェビッチ         |                                                                                      |
| ペンタ                 | 非公開                         |                                                                                      |
| ピート・ダン           | ピーター・イングランド         |                                                                                      |
| レイ・ミステリオ       | オスカー・グティエレス・ルビオ | 股関節を痛め離脱中 WWE殿堂者                                                         |
| ルセフ                 | ミロスラフ・バルニャシェフ     | [ 47 ]                                                                               |
| サミ・ゼイン           | ラミ・セベイ                   |                                                                                      |
| セス・ロリンズ         | コルビー・ロペス               |                                                                                      |
| シェイマス             | スティーブン・ファレリー       |                                                                                      |
| タイラー・ベイト       | タイラー・ベイト               |                                                                                      |
| エグゼビア・ウッズ     | オースティン・ワトソン         | 世界タッグチーム王者                                                                 |

#### 女子選手

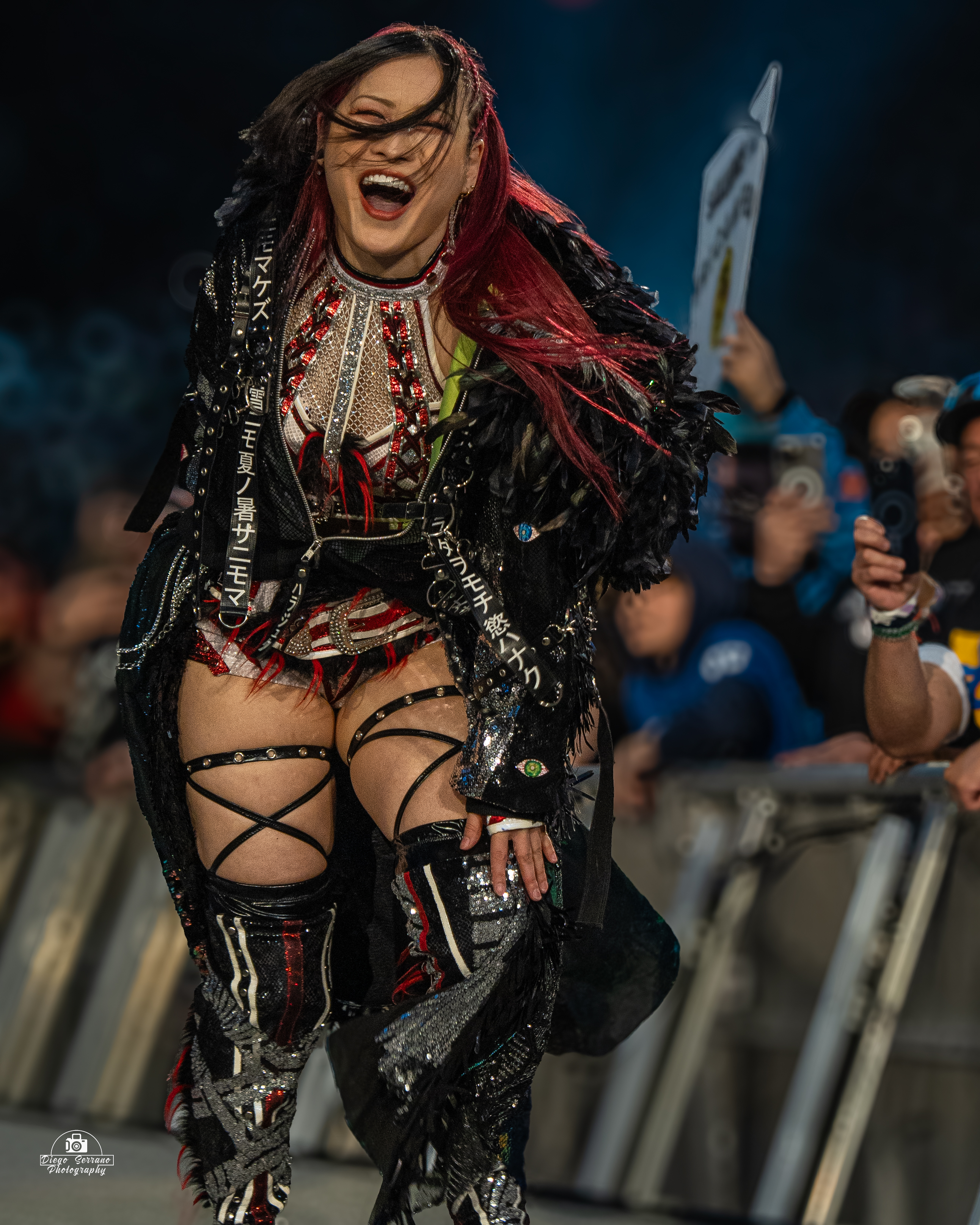
女子世界王者のイヨ・スカイ

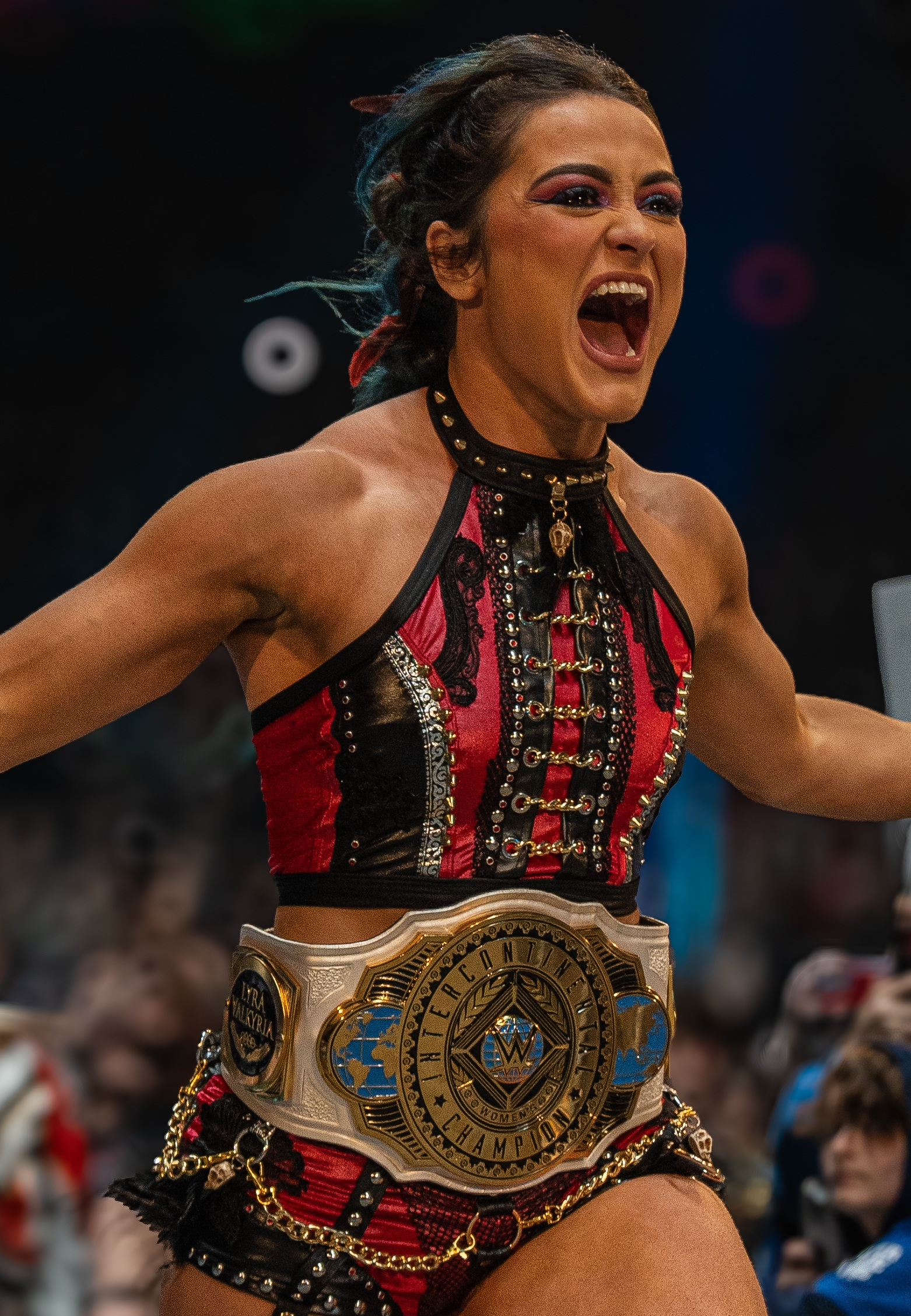
WWE女子インターコンチネンタル王者のライラ・ヴァルキュリア

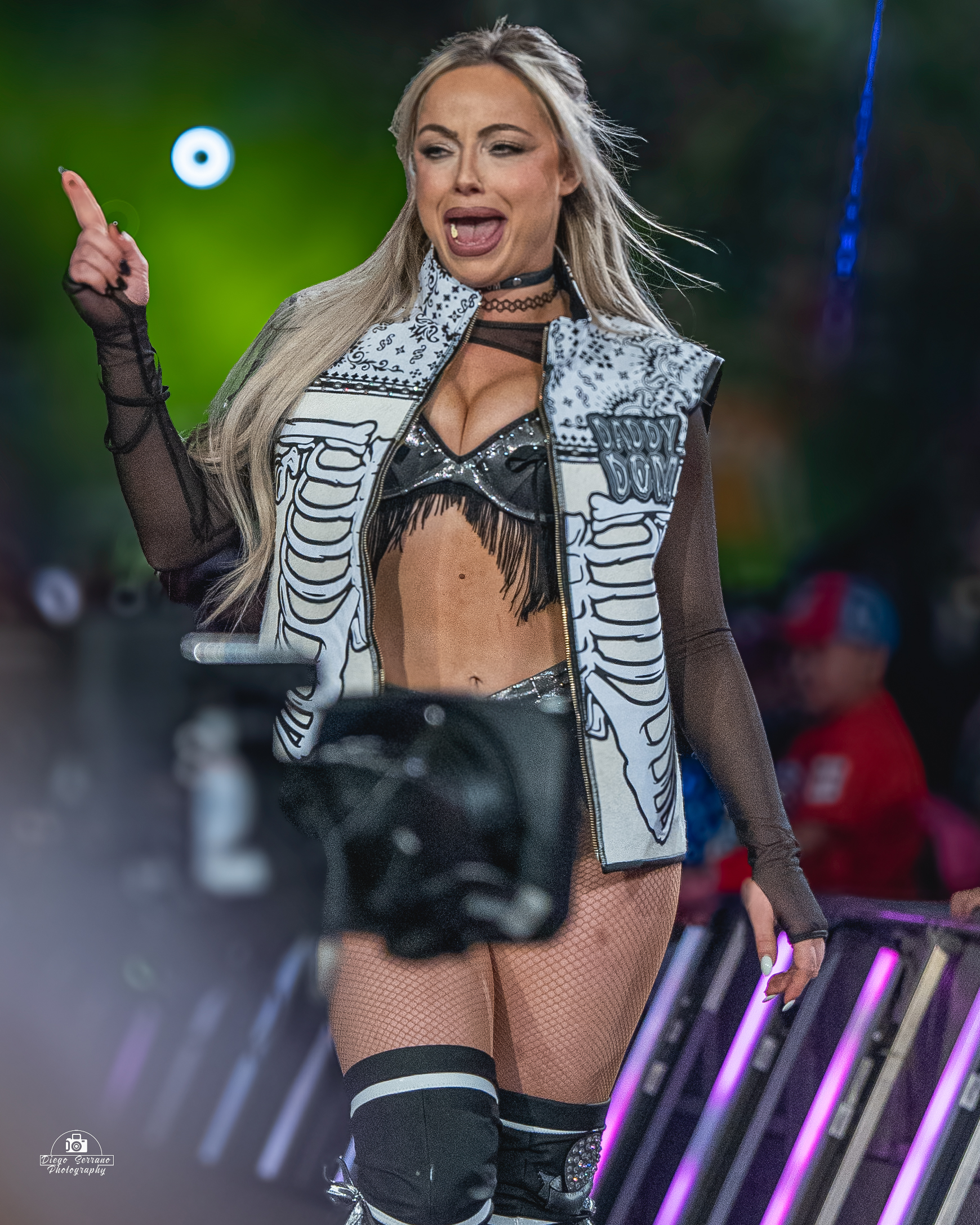
WWE女子タッグチーム王者のリヴ・モーガン

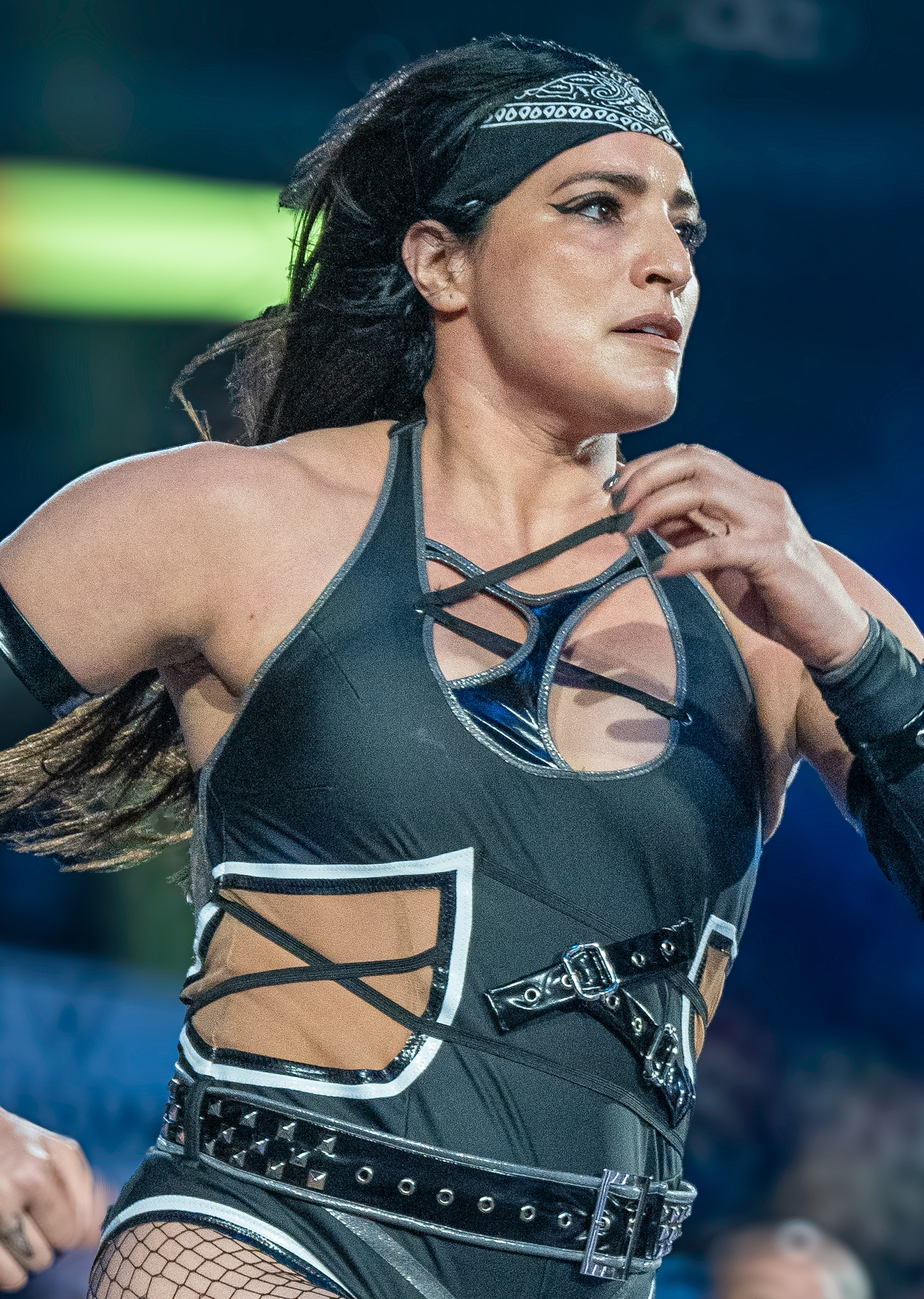
WWE女子タッグチーム王者のラケル・ロドリゲス

WWE女子王者のティファニー・ストラットン

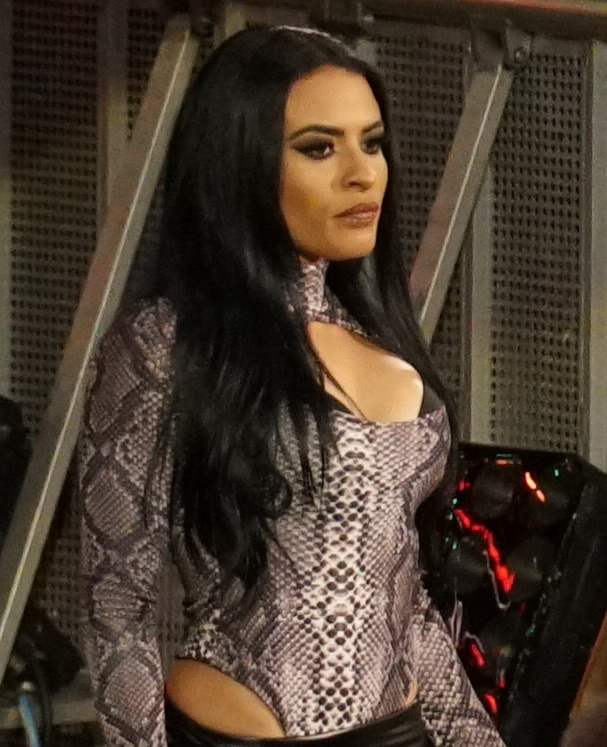
WWE女子ユナイテッドステイツ王者のゼリーナ・ベガ

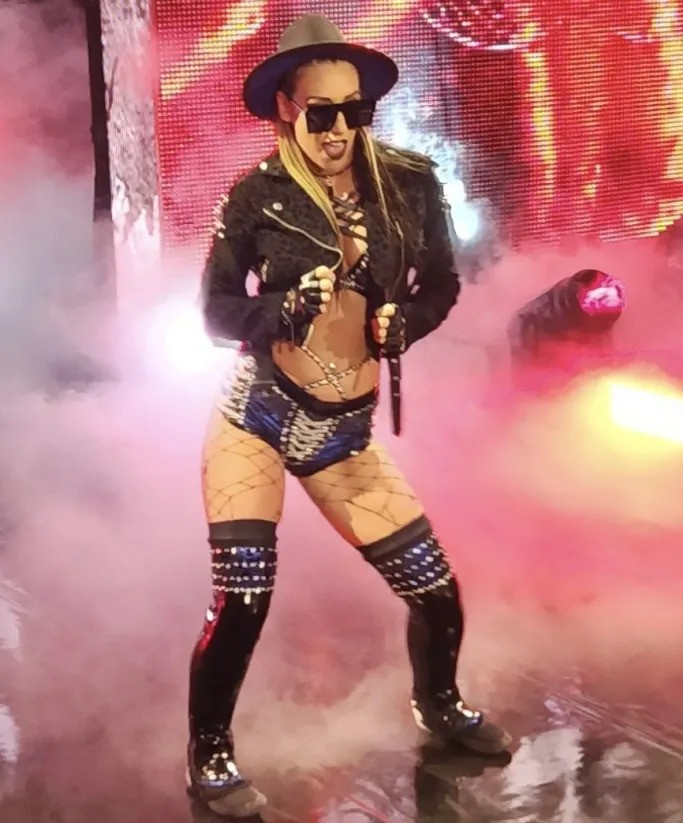
NXT女子王者のジェイシー・ジェイン

| リングネーム           | 本名                               | 備考                              |
| ---------------------- | ---------------------------------- | --------------------------------- |
| ASUKA                  | 浦井佳奈子                         |                                   |
| ベイリー               | パメラ・マルティネス               |                                   |
| ベッキー・リンチ       | レベッカ・クイン                   |                                   |
| アイビー・ナイル       | エミリー・アンジュリス             |                                   |
| イヨ・スカイ           | 大館昌美                           | 女子世界王者                      |
| カイリ・セイン         | 宝迫香織                           |                                   |
| キアナ・ジェームス     | カイラ・クリンゲンスミス           | 足の怪我により離脱中              |
| リヴ・モーガン         | ジオナ・ダディオ                   | WWE女子タッグチーム王者           |
| ライラ・ヴァルキュリア | アオイフェ・クサック               | WWE女子インターコンチネンタル王者 |
| マキシン・デュプリ     | シドニー・ズムゼル                 |                                   |
| ナタリア               | ナッティ・ナイドハート＝ウィルソン |                                   |
| ラケル・ロドリゲス     | ビクトリア・ゴンザレス             | WWE女子タッグチーム王者           |
| リア・リプリー         | デミ・ベネット                     |                                   |
| スカーレット           | エリザベス・チハイア＝ケサー       |                                   |
| ゾーイ・スターク       | テレサ・セラーノ                   |                                   |

#### その他出演者
| リングネーム     | 本名             | 備考                                                       |
| ---------------- | ---------------- | ---------------------------------------------------------- |
| アダム・ピアース | アダム・ピアース | ゼネラルマネージャー                                       |
| ポール・ヘイマン | ポール・ヘイマン | セス・ロリンズ、ブロン・ブレイカーのマネージャー WWE殿堂者 |

### SmackDown

#### 男子選手
| リングネーム                        | 本名                             | 備考                        |
| ----------------------------------- | -------------------------------- | --------------------------- |
| アレイスター・ブラック              | トム・バッジェン                 |                             |
| アレックス・シェリー                | パトリック・マーティン           |                             |
| アンドラーデ                        | マヌエル・アンドラーデ・オロペサ |                             |
| エンジェル                          | ウンベルト・ガルサ・ソラーノ     |                             |
| アンジェロ・ドーキンス              | ゲイリー・ゴードン               | WWEタッグチーム王者         |
| アポロ・クルーズ                    | セス・ウーハー                   | 胸部の怪我により離脱中      |
| アクシオム                          | カルロス・ルイス                 |                             |
| ベルト                              | ウンベルト・ガルサ・カリーヨ     |                             |
| ボー・ダラス (アンクル・ハウディー) | テイラー・ロタンダ               |                             |
| カーメロ・ヘイズ                    | クリスチャン・ブリガム           |                             |
| クリス・セイビン                    | ジョシュア・ハーター             |                             |
| コーディ・ローデス                  | コーディ・ローデス               |                             |
| ダミアン・プリースト                | ルイス・マルティネス             |                             |
| デクスター・ルミス                  | サミュエル・ショー               |                             |
| ドリュー・マッキンタイア            | アンドリュー・ギャロウェイ4世    |                             |
| エルトン・プリンス                  | ルイス・ハウリー                 |                             |
| エリック・ローワン                  | ジョセフ・ルード                 |                             |
| ジェイコブ・ファトゥ                | ジェイコブ・ファトゥ             |                             |
| ジェフ・コブ                        | ジェフリー・コブ                 |                             |
| ジミー・ウーソ                      | ジョナサン・ファトゥ             |                             |
| ジョー・ゲイシー                    | ジョセフ・ルビー                 |                             |
| ジョン・シナ                        | ジョン・シナ                     | 統一WWE王者                 |
| ジョニー・ガルガノ                  | ジョン・ガルガノ                 |                             |
| ケビン・オーエンズ                  | ケビン・スティーン               | 首の怪我により離脱中        |
| キット・ウィルソン                  | サム・ストッカー                 |                             |
| LAナイト                            | ショーン・リッカー               |                             |
| ザ・ミズ                            | マイケル・ミザニン               |                             |
| モンテス・フォード                  | ケネス・クロフォード             | WWEタッグチーム王者         |
| ネイサン・フレイジャー              | ベンジャミン・ティムズ           |                             |
| ランディ・オートン                  | ランダル・オートン               |                             |
| レイ・フェニックス                  | 非公開                           |                             |
| ローマン・レインズ                  | リーチ・アノアイ                 |                             |
| ロニー・キリングス                  |                                  |                             |
| サントス・エスコバー                | ホルヘ・アルカンター・ボリー     |                             |
| 中邑真輔                            | 中邑真輔                         |                             |
| ソロ・シコア                        | ジョセフ・ファトゥ               | WWEユナイテッドステイツ王者 |
| タマ・トンガ                        | アリパテ・フィフィタ・レオン     | 非公開の怪我により離脱中    |
| トマソ・チャンパ                    | トマソ・ウィットニー             |                             |
| トンガ・ロア                        | テビタ・フィフィタ               |                             |

#### 女子選手
| リングネーム               | 本名                           | 備考                            |
| -------------------------- | ------------------------------ | ------------------------------- |
| アルバ・ファイアー         | ケイレイ・ケール               |                                 |
| アレクサ・ブリス           | アレクシス・カブレラ           |                                 |
| B-ファブ                   | ブリアナ・ブレンディ           |                                 |
| ビアンカ・ベレアー         | ビアンカ・ブレアー             | 手の怪我により離脱中            |
| キャンディス・レラエ       | キャンディス・レラエ・ドーソン |                                 |
| シャーロット・フレアー     | アシュリー・フレアー           |                                 |
| チェルシー・グリーン       | チェルシー・カルドナ           |                                 |
| ジェイド・カーギル         | ジェイド・カーギル             |                                 |
| ミチン                     | ステファニー・リー             |                                 |
| ナオミ                     | トリニティ・ファトゥ           |                                 |
| ナイア・ジャックス         | サブリナ・ファネーネ           |                                 |
| ニッキー・クロス           | ニコラ・グレンクロス           |                                 |
| パイパー・ニーヴェン       | キンバリー・ベンソン           |                                 |
| ティファニー・ストラットン | ジェシカ・ウォイニルコ         | WWE女子王者                     |
| ゼリーナ・ベガ             | テア・トリニダッド・バッジェン | WWE女子ユナイテッドステイツ王者 |

#### その他出演者
| リングネーム         | 本名                   | 備考                 |
| -------------------- | ---------------------- | -------------------- |
| ニック・オールディス | ニコラス・オールディス | ゼネラルマネージャー |

### フリーエージェント
Raw、SmackDownのどちらにも割り当てられていない選手で、両番組へ出演可能。

#### 男子選手
| リングネーム       | 本名                   | 備考    |
| ------------------ | ---------------------- | ------- |
| ブロック・レスナー | ブロック・レスナー     | [ 185 ] |
| オモス             | トゥルオペ・オモベヒン | [ 188 ] |

#### 女子選手
| リングネーム | 本名                     | 備考    |
| ------------ | ------------------------ | ------- |
| タミーナ     | サロナ・スヌカ＝ポラマル | [ 191 ] |
| バルハラ     | サラ・ロウ               | 産休    |

## 育成ロスター

### NXT
WWEによる育成システムの最終段階で、選手は将来的なRaw、SmackDownへの昇格を目指す。
2024年からTNAと提携しており、TNAの選手がNXTに登場したり、NXTの選手がTNAに登場することがある。

#### 男子選手
| リングネーム                       | 本名                         | 備考                      |
| ---------------------------------- | ---------------------------- | ------------------------- |
| アンドレ・チェイス                 | チャンス・バロー             |                           |
| アシャンテ・アドニス               | テフティ・マイルズ           |                           |
| ブロンコ・ニマ                     | エドウィン・グランデ         |                           |
| ブルックス・ジェンセン             | ベンジャミン・ブキャナン     |                           |
| チャニング・"スタックス"・ロレンゾ | ミッチェル・ラバレー         |                           |
| チャーリー・デンプシー             | ベイリー・マシューズ         |                           |
| カトラー・ジェームズ               | ジョナ・ニーセンバウム       |                           |
| ダンテ・チェン                     | ショーン・ハオ               |                           |
| ディオン・レノックス               | アンジェイ・ヒューズ＝マレー |                           |
| エドリス・エノフェ                 | イニエン・ウモ               |                           |
| イーサン・ペイジ                   | ジュリアン・ミセブスキ       |                           |
| ハンク・ウォーカー                 | ジョセフ・スカルソープ       | NXTタッグチーム王者       |
| ジェボン・エバンス                 | マラカイ・ジェファーズ       |                           |
| ジョシュ・ブリッグス               | ジョシュア・ブランズ         |                           |
| ケール・ディクソン                 | ケイレブ・バルガード         |                           |
| レクシス・キング                   | ブライアン・ピルマン         |                           |
| ルカ・クルシフィーノ               | ロマン・メイセック           |                           |
| ルーシエン・プライス               | ナムディ・オグアヨ           |                           |
| マリーク・ブレイド                 | ジョシュ・ドーキンス         |                           |
| マイルズ・ボーン                   | デビッド・ボスチャン3世      |                           |
| ニコ・バンス                       | スカイラー・クリントン       |                           |
| ノーム・ダー                       | ノーム・ダー                 | NXTヘリテージ・カップ王者 |
| オバ・フェミ                       | アイザック・オドゥベサン     | NXT王者                   |
| オシリス・グリフィン               | ジョシュ・ブラック           |                           |
| リッキー・セインツ                 | リチャード・スタークス       | NXT北米王者               |
| リッジ・ホランド                   | ルーク・メンジーズ           |                           |
| セイクワン・シュガーズ             | コープランド・バービー       |                           |
| ショーン・スピアーズ               | ロニー・アルニール           |                           |
| タンク・レジャー                   | ジョセフ・スピバク           | NXTタッグチーム王者       |
| タビオン・ハイツ                   | トレイシー・ハンコック       |                           |
| トニー・ディアンジェロ             | ジョセフ・アリオラ           |                           |
| トリック・ウィリアムズ             | マトリック・ベルトン         |                           |
| タイリーク・イグウェ               | チュクソム・エネクウェチ     |                           |
| タイソン・デュポン                 | リックセン・オポン           |                           |
| ウリア・コナーズ                   | ブロガン・フィンレー         |                           |
| ウェス・リー                       | デボン・エイケンス           |                           |

#### 女子選手
| リングネーム           | 本名                         | 備考                                |
| ---------------------- | ---------------------------- | ----------------------------------- |
| アドリアナ・リゾ       | アナ・キーファー             |                                     |
| アリアナ・グレイス     | ビアンカ・カレリ             |                                     |
| ブリンリー・リース     | ブレアナ・ルギエロ           |                                     |
| カーリー・ブライト     | ケネディ・カミンズ           |                                     |
| ファロン・ヘンリー     | サリサ・シュエスラー         |                                     |
| ジュリア               | 松戸英美                     |                                     |
| イジー・デイム         | フランキ・ストレフリング     |                                     |
| ジェイシー・ジェイン   | テイラー・グラド             | NXT女子王者                         |
| ジェイダ・パーカー     | ティアナ・カフィー           |                                     |
| ジャスミン・ニックス   | ジェイド・ジェンティル       |                                     |
| ジョーダン・グレイス   | パトリシア・グレシャム       |                                     |
| カーメン・ペトロビッチ | モニカ・クリサラ             |                                     |
| ケラニ・ジョーダン     | リー・ミッチェル             |                                     |
| ケンダル・グレイ       | ペイトン・プルッシン         |                                     |
| ラッシュ・レジェンド   | アンリエル・ハワード         |                                     |
| ローラ・バイス         | バレリー・ロウレダ           |                                     |
| ニキッタ・ライオンズ   | ファイス・ジェフェリーズ     |                                     |
| ロクサーヌ・ペレス     | カーラ・ゴンザレス           |                                     |
| ソル・ルカ             | カリックス・ハンプトン       | NXT女子北米王者 WWE女子スピード王者 |
| ステファニー・バッケル | ステファニー・バッケル       |                                     |
| テイタム・パクスリー   | ナタリー・ホランド           |                                     |
| テア・ヘイル           | マディソン・ナイズリー       |                                     |
| ウェンディ・チョー     | カレン・ユー                 |                                     |
| ウレン・シンクレア     | マディソン・ドンブコウスキー |                                     |
| ザリア                 | ダリア・ホッダー             |                                     |

## スタッフ

### レフェリー

#### RAW
- チャド・パットン（Chad Patton）
- ダン・イングラー（Dan Engler）（ルディ・チャールズ）
- デリック・ムーア（Darrick Moore）
- ジョン・コーン（John Cone）
- ロッド・サパタ（Rod Zapata）（ロデリック・ザパタ）
- ショーン・ベネット（Shawn Bennett）

#### SmackDown
- チャールズ・ロビンソン（Charles Robinson）（チャールズ・シェーン・ロビンソン）
- ダニーロ・エンフィビオ（Danilo Anfibio）（ダン・デラネイ、ダン・エッコス、ダン・マクガイア、ダニーE、ダニー・エッコス）
- ジェイソン・アイアース（Jason Ayers）（ジェイソン・ハーディング）
- ライアン・トラン（Ryan Tran）（バンザイ、ブルース・ビカキ、バオ・グエン、バンザイ・ブルース、バンザイ・ブルース・ビカキ、ブルース・グエン）

### インタビュアー

#### RAW
- キャシー・ケリー（Cathy Kelley）
- サラ・シュライバー（Sarah Schreiber）（PPV）
- マイク・ローム（Mike Rome）（オースティン・ロメロ）（MAINEVENTのリングアナウンサー & NXTのリングアナウンサー & PPV）

#### SmackDown
- メーガン・モラント（Megak Morant）
- カイラ・ブラックストン（Kayla Braxton）（カイラ・ベッカー）（NXTのリングアナウンサー & PPV）

### 実況

#### RAW・SmackDown
- マイケル・コール（Michael Cole）（PPV）

### 解説

#### RAW
- コリー・グレイブス（Corey Graves）（スターリング・ジェームス・キーナン）（PPV）
- ジョー・テシトーレ（英語版）（Joe Tessitore）（PBP）
- バイロン・サクストン（Byron Saxton）（マイケル・ケイド、ブライアン・ケリ（MAINEVENTの解説 & PPV）
- パット・マカフィー （Pat McAfee）（解説）
- ジェリー・ソト（Jerry Soto）（スペイン語解説 & PPV）
- マルセロ・ロドリゲス（Marcelo Rodriguez）（スペイン語解説 & PPV）

#### SmackDown
- ウェイド・バレット（Wade Barrett）

#### PPV
- シュン・ヤマグチ（Shun Yamaguchi）（日本語実況）
- FUNAKI（船木勝一、モンゴリアン勇牙2号、ショー・フナキ、クン・フー・ナキ）（日本語解説）
- レイモンド・ルージョー（Raymond Rougeau）（レイ・ルージョー）（フランス語解説）

### PPVプレショーアナリスト
- ペーター・ローゼンバーグ（Peter Rosenberg）
- ジェリー・ローラー（Jerry "The King" Lawler）（マスクドスーパースター2号、ハワイアン・フラッシュ、キング・キラー、"キング"ジェリー・ローラー）

### AFTERBURNホスト
- スコット・スタンフォード（Scott Stanford）

### アンバサダー
- ジ・アンダーテイカー（The Undertaker）（テキサス・レッド、マスター・オブ・ペイン、パニッシャー・ダイス・モーガン、ザ・パニッシャー、マーク・キャラス）
- イヴ（Eve）（イヴ・トーレス）
- ケビン・ナッシュ（Kevin Nash）（マスターブラスター・スティール、オズ[注釈 1]、ビニー・ベガス、ディーゼル）
- サージェント・スローター（Sgt. Slaughter）
- ショーン・ウォルトマン（Sean Waltman）（ライトニング・キッド、1-2-3キッド、キャノンボール・キッド、カミカゼ・キッド、ザ・キッド、シックス、Xパック、シックスパック、X）
- ジョン・ブラッドショー・レイフィールド（John "Bradshaw" Layfield）（ブラッドショー、ブラックジャック・ブラッドショー、ジャスティン "ホーク" ブラッドショー、ジョン・ホーク、ビッグ・ジョニー・ホーク、デスマスク）
- グレン・ルース（Glen Loose）（フランキー・フェイバート、グレン・ルース、ガーディアン#2、ザ・ロイヤル・スパイダー、ザ・スパイダー、スパイダー#2）
- タイタス・オニール（B）（Titus O'Neil）
- タタンカ（Tatanka）（ウォー・イーグル、"ウォー・イーグル"クリス・チェイヴィス）
- 藤波辰爾（Tatsumi Fujinami）
- ブギーマン (The Boogeymann)　(スライサー、ナイトクロウラー)
- ベス・フェニックス (Beth Phoenix)  (フェニックス、ファイヤーバード、ファビュラス・ファイヤーバード)
- ボブ・バックランド（Bob Backlund）（ミスター・ボブ・バックランド）
- マリース (Maryse)
- マリア・メノウナス（Maria Menounos）
- リッキー・スティムボート（Ricky "The Dragon" Steamboat）

### 裏方
- トニー・チメル（Tony Chimel）（リングチーフ）
- レックス・ルガー（Lex Luger）（ザ・ナルシスト）（ウェルネスカウンセラー）

### 制作
- ブルース・プリチャード（Bruce Prichard）（ブラザー・ラブ）（シニアディレクター）
- ドレイク・マーベリック（Drake Maverick）（スパッド、ロックスター・スパッド、スパイダーマン）
- ロード・ドッグ（Road Dogg）（ブライアン・アームストロング、ザ・ローディー、ジェシー・ジェイムス、BGジェイムス）（ライブイベント統括）

### プロデューサー
- ウィリアム・リーガル（William Regal）
- クリス・パークス（Chris Parks）（アビス、ジョセフ・パーク）（プロデューサー）
- ケニー・ダイクストラ（Kenny Dykstra）（ケン・フェニックス、ケン・ドーン、スタン・シューター）
- サラ・アマート（Sara Amato）（プロデューサー）
- サラ・ストック（Sarah Stock）（プロデューサー）
- ジェイソン・ジョーダン（Jason Jordan）（プロデューサー）[注釈 2]
- ジェイミー・ノーブル（Jamie Noble）（プロデューサー）
- スティーブ・コリノ（Steve Corino）（NXTトレーナー & NXTプロデューサー）
- タイソン・キッド（Tyson Kidd）（TJウィルソン）（プロデューサー）
- トニー・ガレア（Tony Garea）
- マイケル・ヘイズ（Michael Hayes）（ドク・ヘンドリクス）（シニアプロデューサー）
- デイブ・フィンレー（Dave Finlay）（フィンレー、フィット・フィンレー、ベルファスト・ブルーザー）（プロデューサー）
- シェイン・ヘルムズ（Shane Helms）（ザ・ハリケーン、グレゴリー・ヘルムズ）（プロデューサー）
- ビリー・キッドマン（Billy Kidman）（プロデューサー）
- ショーン・デバリ（Shawn Daivari）（デバリ）（プロデューサー）
- ロバート・ルード（Robert Roode）（リー・オーサム、ルビー・ルード、ボビー・ルード）

### パフォーマンスセンター
- キャニオン・シーマン（Canyon Ceman）（タレント育成担当シニアディレクター）
- サラ・ストック（Sarah Stock）（ダーク・エンジェル、サラ・ストーン、サラ・スウェイズ、スイート・サラ、サラ・ラ・カナディエンセ、サリータ、ナターシャ・グレイヴス、サラ・グリフィン）（トレーナー）
- サラ・デル・レイ（Sara del Rey）（アメリカン・エンジェル、ニック・グリムス）（アシスタントヘッドトレーナー）
- ジェラルド・ブリスコ（Gerald Brisco）（ジェリー・ブリスコ）（リクルーター）
- ショーン・マイケルズ（Shawn Michaels）（トレーナー、コーチ）
- ジョニー・モス（Johnny Moss）（ザ・ヴィジランテ、ジョン・モス）（トレーナー、アシスタントコーチ）
- デヴィッド・ベイリー（David Bailey）（WWEパフォーマス・センターGM）
- テリー・テイラー（Terry Taylor）（ザ・レッドルースター、テレンス・テイラー、ドクター・フィール・グッド）（トレーナー、コーチ）
- ノーマン・スマイリー（Norman Smiley）（ブラック・マジック、ロード・ノーマン、"スクリーミン"ノーマン・スマイリー）（トレーナー、コーチ）
- ハートリー・ジャクソン（Hartley Jackson）（ジャグ、ジャッコ・カーリガン、ブレット・ジェイムズ）（トレイナー、アシスタントコーチ）
- マット・ブルーム（Matt Bloom）（バルド、ザ・モンゴリアン、プリンス・アルバート、アルバート、Aトレイン、ジャイアント・バーナード、バーナード、ヒガンテ・ベルナルド、ロード・テンサイ、テンサイ、ヒップホップ・ヒッポ、ジェイソン・アルバート、トレイン）（ヘッドコーチ）
- ライアン・カッツ（Ryan Katz）（GQマネー、"デビリッシュ"リー・ハンサム、ファビアン・ケーリン、ザ・レモン、ミニオン、ラク・リクセルプリクス、スタイルズ・モンロー）（プロモトレーナー、アシスタントプロデューサー）
- ロビー・ブルックサイド（Robbie Brookside）（トレーナー、アシスタントコーチ）

## マクマホンファミリー

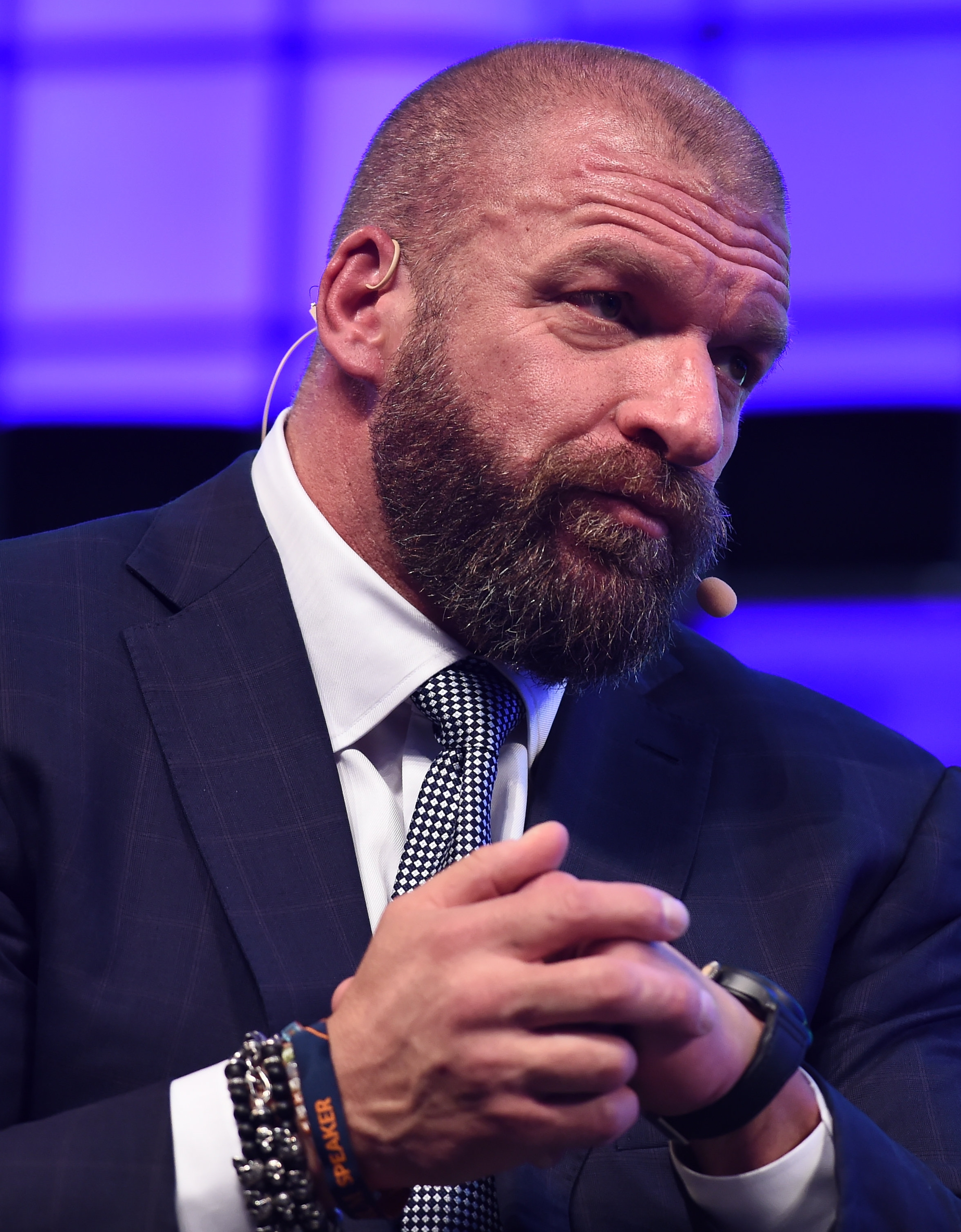
トリプルH

ファミリーでRAWとSmackDownを共同運営している。
- トリプルH（Triple H）（テラ・ライジング、ジャン・ポール・レヴェック、ハンター・ハースト・ヘルムスリー）

## 歴代所属選手（スーパースター）・スタッフ
ビンセント・ケネディ・マクマホンによる新体制の下てNWAを脱退して全米侵攻を開始した1984年から記述している（離脱後も単発的に登場する人物も含む）。年号はWWEを退団した年である。

### 1984年
- インベーダー1号（Invader #1）（ホセ・ゴンザレス、サブー・シン、マニー・クルーズ）（1973年 - 1974年、1976年 - 1977年、1983年 - 1984年）
- インベーダー2号（Invader #2）（ロベルト・ソト、ハリケーン・ソト、ジ・インベーダー）（1975年 - 1977年、1978年 - 1980年、1983年 - 1984年）
- ブッチャー・バション（Butcher Vachon）（ポール・バション、ニコライ・ゾロトフ、ニキタ・ゾロトフ、ザ・ブッチャー、オキ・ヤマ、スポイラー2号）（1975年、1978年、1983年 - 1984年）（2024年2月29日死去）
- スパイク・ヒューバー（Spike Huber）（マイク・ヒューバー）（1984年）
- エイブ・ジェイコブス（Abe Jacobs）（アベ・ヤコブ、レッド・ピンパーネル）（1984年）[2023年8月21日死去]
- アル・マドリル（Al Madril）（アルバート・マドリル、レオ・マドリル）（1984年）
- ブッチ・モファット（Butch Moffat）（カール・モファット、ハンス・ヘルマン、ザ・ジャッカル、ザ・スポイラー、ジェイソン・ザ・テリブル）（1984年）[注釈 3]
- バズ・ソイヤー（Buzz Sawyer）（1984年）（1992年2月7日死去）
- "ホット・スタッフ" エディ・ギルバート（"Hot Stuff" Eddie Gilbert）（トミー・ギルバート・ジュニア、ザ・ブギーマン、マイケル・マイヤーズ）（1982年 - 1984年）[1995年2月18日死去]
- ボボ・ブラジル（Bobo Brazil）（ヒューストン・ハリス）（1963年 - 1978年、1970年、1984年）（1998年1月20日死去）
- ビリー・ジョー・トラヴィス（Billy Joe Travis）（ビリー・トラヴィス、BTエクスプレス、ビル・トラヴィス）（1984年）[2002年11月22日死去]
- ジャック・ブリスコ（Jack Brisco）（マスクド・オーキー）（1984年）（2010年2月1日死去）
- "バロン" ミケル・シクルナ[注釈 4]（"Baron" Mikel Scicluna）（マイク・ヴァレンチ、ミカエル・ヴァレンチーノ、ミケル・ヴァレンチーノ、バロン・シクルナ、ミケル・シクルナ、リッパー・セキュナ、ブラック・デモン、デモン1号）（1965年 - 1984年）（2010年3月20日死去）
- バディ・ロバーツ（Buddy Roberts）（デイル・ヘイ、デイル・ロバーツ、バディ・スミス、デイル・ヴァレンタイン、ザ・レベル、バディ・ジャック・ロバーツ）（1984年）（2012年11月29日死去）
- アンジェロ・モスカ（Angelo Mosca）（キングコング・モスカ、ザ・マイティ・ハーキュリーズ）（1970年、1972年、1981年、1984年）（2021年11月6日死去）

### 1985年
- デビッド・シュルツ（David Schultz）（ロードアイランド・レッド、デイヴ・シュルツ、デヴィット・フォン・シュルツ）（1983年 - 1985年）
- ウェンディ・リヒター（Wendi Richter）（1982年 - 1985年）
- ペギー・リー（Peggy Lee）（ペギー・リー・レザー、ペギー・リー・プリングル、レディX、アマゾン・クィーン、スング、マーガレット・リー）（1980年 - 1982年、1984年 - 1985年）[2023年5月22日死去]
- リチャード・カミングス（Richard Cummings）（1984年 - 1985年）
- ポール・ガーナー（Paul Garner）（1985年）
- アンジェロ・モスカ・ジュニア（Angelo Mosca Jr.）（1984年 - 1985年）
- リック・マクグロウ（Rick McGraw）（1980年 - 1982年、1984年 - 1985年）（1985年11月1日死去]）
- フランク・ウィリアムズ（Frank Williams）（フランキー・ウィリアムズ）（1975年 - 1980年、1982年 - 1985年）[1991年4月23日死去]
- ディック・マードック（Dick Murdoch）（ロン・カーソン、ザ・レベル、ブラック・エース、ザ・テキサン、インヴェイダー、マスクド・トルネード）（1984年 - 1985年）（1996年6月15日死去）
- スウェード・ハンソン（Swede Hanson）（スウェード・サムソン、ミスターX、バウンティ・ハンター）（1979年 - 1980年、1982年 - 1985年）（2002年2月19日死去）
- ザ・スポイラー（The Spoiler）（ドン・ジャーディン、ソニー・クーパー、ザ・ブッチャー、ザ・パンサー、スポイラー1号、ザ・スーパー・デストロイヤー）（1972年、1984年 - 1985年）（2006年12月16日死去）
- ミッシング・リンク（The Missing Link）（バイロン・リチャーズ、バイロン・ロバートソン、デューイ・ロバートソン、ザ・クルセイダー、マスクド・クルセイダー、JJシャープ、トロイ・スティール）（1985年） [2007年8月16日死去]
- ビリィ・レッド・ライオン（Billy Red Lyons）（レッド・ライオン、ビリィ・ライオン、マスクド・クルセイダー1号、ブルー・デモン、ウィリアム・ライオン）（1976年、1978年 - 1979年、1982年 - 1985年）（2009年6月22日死去）
- エドワード・カーペンティア（Édouard Carpentier）（エドゥアール・カルペンティア）（1963年、1968年、1973年、1975年、1985年）（2010年9月30日死去）
- チャーリー・フルトン（Charlie Fulton）（ガリー・フルトン、マイティ・ヤンキー2号、チャールズ・モアレル、USSR、ブラック・デモン、デモン2号）（1968年、1971年、1980年、1982年 - 1985年）[2016年3月12日死去]
- スネイク・ブラウン（Snake Brown）（ラーマ・ブラウン）（1985年）[2019年4月29日死去]
- “ソウルマン” ロッキー・ジョンソン（"Soulman"Rocky Johnson）（スウィート・エボニィ・ダイアモンド）（1983年 - 1985年）[2020年1月15日死去]
- ミスター・レスリング2号（Mr. Wrestling II）（ジョニー・ウォーカー、ザ・グラップラー、ミスター・レスリング）（1985年）（2020年6月10日死去）

### 1986年
- コーポラル・カーシュナー（Cpl. Kirchner）（RTレイノルズ、マイク・カーシュナー、レザーフェイス、スーパー・レザー、スーパー・レザーフェイス）（1984年 - 1986年）（2021年12月22日死去）
- ジョージ・ウェレズ（George Welles）（マスターG、ジョージ・ウェルズ、マスター・ジー）（1984年 - 1986年）
- ラニー・キーン（Lanny Kean）（ラニー・N・キーン、カズン・ジュニア、ハーリー・ホッグ、キング・ハーリー・ホッグ、ムーンドック・クージョ、ビッグ・ダディ・サイラス、オックス・ブロディ）（1984年 - 1986年）（2009年1月13日死去）
- ロブ・ヴァンウィンケル（Rob Van Winkel）（ロバート・ヴァンウィンクル、ピンク・アサシン、ボブ・シュウ、ジム・モウキー、ロブ・ヴァンウィンクル、レスリング・スクール・ドロップアウト）（1986年）
- サイレント・ブライアン・マックネイ（Silent Brian Mackney）（ブライアン・マックネイ、サイレント・マックネイ、ジ・アサシン、マスクドＸ、エイジアン・キラー）（1976年 - 1977年、1984年 - 1986年）
- ジョー・マーカス（Joe Marcus）（1977年 - 1978年、1984年 - 1986年）
- ボブ・マーカス（Bob Marcus）（1977年、1984年 - 1986年）
- セイル・ギー（Sal Gee）（1985年 - 1986年）
- ルディ・ダイアモンド（Rudy Diamond）（1983年 - 1984年、1986年）
- ロン・ショウ（Ron Shaw）（ジ・エクスキューショナー）（1980年 - 1986年）
- サージ・ジョードイン（Serge Jodoin）（1985年 - 1986年）
- ジョン・リッゾ（John Rizzo）（JAリッゾ）（1985年 - 1986年）
- ボブ・ボイアー（Bob Boyer）（ボビィ・ボルド・イーグル、チーフ・ボルド・イーグル、ロバート・ボイアー）（1963年 - 1967年、1971年、1984年 - 1986年）
- ボビィ・バス（Bobby Bass）（パーシィ・プリングル、テキサス・アウトロウ、ボビィ・キンケイド、ロブ・ビュトラー）（1982年、1984年 - 1986年）
- ミスターT（Mr.T）（1985年 - 1986年）
- トニィ・ステットソン（Tony Stetson）（トニィ・マテオ、ブロード・ストレイト・バリィ）（1985年 - 1986年）
- ジンボ・コヴァート（Jimbo Covert）（1986年）
- ラス・フランシス（Russ Francis）（1986年）
- アンクル・エルマー（Uncle Elmer）（カントリー・プラウボーイ、スタンリー・フレイジャー、カントリーボーイ、エド・ヤンガー、スタン・フレイジャー、ザ・コンビクト、ジャイアント・フレイジャー、ビッグ・テクス、ティニィ・フレイジャー、ミシシッピー・プラウボーイ、テキサス・プラウボーイ、ファーマーボーイ・フレイジャー、パスカグーラ・プラウボーイ、プラウボーイ・フレイジャー、プレイボーイ・フレイジャー、カマラ2号、Aチーム2号、ザ・ジャイアント・レベル、ジャイアント・ヒルビリー、ビルビリー・エルマー）（1985年 - 1986年）（1992年7月1日死去）
- トニー・パリシ（Tony Parisi）（トニー・カルザ、アントニオ・プーリアゼ、アントニオ・パリシ、トニー・パグ）（1964年、1966年 - 1969年、1971年、1973年、1975年 - 1976年、1983年 - 1986年）（2000年8月19日死去）
- ハーヴェイ・マーティン（Harvey Martin）（1986年）（2001年12月24日死去）
- "ビッグ・キャット"アーニー・ラッド（"Big Cat"Ernie Ladd）（ブラック・アサシン）（1964年、1968年 - 1973年、1975年 - 1981年、1986年）（2007年3月10日死去）
- ランディ・バーバー（Randy Barber）（ジ・イリミネーター、ミスター・コンチネンタル）（1985年 - 1986年）（2008年1月1日死去）
- アーニー・ホームズ（Ernie Holmes）（1986年）（2008年1月17日死去）
- ジェリー・バリアント（Jerry Valiant）（ガイ・ヒル、ガイ・ミッチェル、ザ・デストロイヤー、シカゴ・アサシン1号、アサシン1号、ジ・アサシン、ガイ・ヒーナン、マスクド・アサシン、ザ・ストンパー、ミスターX、レッド・デヴィル、ザ・ストラングラー、マッドマン・ミッチェル）（1979年、1984年 - 1986年）（2010年3月11日死去）
- カズン・ルーク（Cousin Luke）（ジン・ルイス、ブルーザー・ケリー、ジン・ケリー、ザ・モンク、ザ・モンゴル、カルマ、ミッドナイトライダー、モロカイ、テキサス・レッド）（1985年 - 1986年）（2013年9月29日死去）
- マッドドッグ・バション（Mad Dog Vachon）（モーリス・バション）（1984年 - 1985年、1986年）（2013年11月21日死去）
- エレクシス・スミルノフ（Alexis Smirnoff）（ミシェル・デュボア、マイク・デュボア、セシル・デュボア）（1984年 - 1986年）（2019年1月5日死去）

### 1987年
- キラー・カーン（Killer Khan）（小沢正志、テモジン・エル・モンゴル）（1980年 - 1981年、1987年）
- タイガー・チャン・リー（Tiger Chung Lee）（戸口正徳、キム・ドク、タイガー戸口、ヤマトー、アイ・オニ）（1983年 - 1987年）
- "ミスター・ワンダフル"ポール・オーンドーフ（"Mr.Wonderful"Paul Orndorff）（1984年 - 1987年）（2021年7月12日死去）
- スコット・マギー（Scott McGhee）（ガリィ・ポーツ、スコット・シャノン）（1985年 - 1987年）
- ジミー・ジャック・ファンク（Jimmy Jack Funk）（ジェシー・バー、ミスター・レスリング、ミスター・アサシン）（1986年 - 1987年）
- ニック・キニスキー（Nick Kiniski）（1986年 - 1987年）
- トム・マギー（Tom Magee）（トム・マクギー、メガ・マン）（1987年）
- ブラッド・レイガンズ（Brad Rheingans）（1987年）
- ザ・ハイチ・キッド（The Haiti Kid）（タヒチアン・キッド、ザ・タヒチ・キッド、レイモンド・ケスラー）（1971年 - 1972年、1975年 - 1977年、1981年 - 1987年）
- デイヴ・バービー（Dave Barbie）（アドルフ・バービー）（1984年 - 1987年）
- ジム・ヤング（Jim Young）（1984年 - 1987年）
- アドリアン・アドニス（Adrian Adonis）（キース・フランクス、キース・フランク）（1975年、1981年 - 1982年、1984年 - 1987年）（1988年7月4日死去）
- リトル・ビーヴァー（Little Beaver）（1963年、1966年 - 1973年、1976年、1982年 - 1983年、1985年、1987年）（1995年12月4日死）
- ムーンドッグ・スポット（Moondog Spot）（ラリー・ブッカー、ラリー・ラザム）（1981年、1984年 - 1987年）（2003年11月29日死去）
- キング・カーティス・イアウケア（King Curtis Iaukea）（キング・カーティス、カーティス・イアウケア、プリンス・クヒオ、プリンス・カーティス・イアウケア、プリンス・イアウケア、ザ・ウィザード）（1966年、1972年、1973年、1987年） [2010年12月4日死去]
- ドナ・クリスタネーロ（Donna Christanello）（ドナ・クリスティアン、ドナ・クリスティアネーロ、ドナ・コステロ、ドナ・アルフォンシ）（1965年 - 1977年、1981年 - 1987年）（2011年8月25日死去）
- ニック・ボックウィンクル（Nick Bockwinkel）（ディック・ワーレン、ニック・ワーレン、ニック・ボック、ロイ・ダイアモンド）（1987年[注釈 5]） [2015年11月14日死去]
- ブラックジャック・マリガン（Blackjack Mulligan）（ボブ・ウィンダム、ミスター・テキサン、ビッグマシーン）（1971年、1975年、1982年、1985年、1986年 - 1987年）（2016年4月7日死去）
- トム・ジンク（Tom Zenk）（Zマン、オンブレ2号）（1987年）（2017年12月9日死去）
- "ザ・レベル"ディック・スレイター（"The Rebel"Dick Slater）（ミスター・フロリダ、ミスター・ミステリー）（1986年 - 1987年）（2018年10月18日死去）
- レス・ソントン（Les Thornton）（アンリ・ピエロッツ、ザ・プロフェッショナル）（1984年 - 1987年）[2019年2月1日死去]
- ペドロ・モラレス（Pedro Morales）（ジョニー・コモ）（1958年 - 1964年、1970年 - 1974年、1975年、1980年 - 1987年）（2019年2月12日死去）
- ムーンドッグ・レックス（Moondog Rex）（ジャック・ダルトン、スポイラー2号、メディコ2号、アサシン2号、ランディ・コリー、ランディ・コリンズ、ランディ・キュリー、ジ・アサシン、アサシン1号、ムーンドック・ホーキンス、ランディ・ザ・モウニア、ザ・チャンピオン、エクスキューショナー、ナイトメア、シャドウ1号、スマッシュ、デトロイト・デモリッション、ブラック・スコーピオ、ドクターX、ザ・シャドウ、デッドアイ・ディック）（1980年 - 1981年、1984年 - 1987年）（2019年12月14日死去）
- シルバノ・ソウザ（Silvano Sousa）（エル・ロコ、ウィリアム・ソウザ）（1974年 - 1980年、1983年 - 1984年、1987年）[2020年11月18日死去]

### 1988年
- バロン・フォン・ラシク（Baron Von Raschke）（ジム・ラシク、フリッツ・フォンラシク）（1968年、1975年、1988年）
- ケン・パテラ（Ken Patera）（1976年 - 1977年、1980年 - 1981年、1984年、1987年 - 1988年）
- シカ・アノアイ（Sika Anoa'i）（シカ、シカ・アロファ・アノアイ）（1979年 - 1980年、1983年 - 1988年）
- "ザ・マグニフィセント"ドン・ムラコ（"The Magnificent"Don Muraco）（ミスターX、ドクターX、アカオニ）（1981年 - 1988年）
- ジェシー"ザ・ボディ"ベンチュラ（Jesse"The Body"Ventura）（サーフ・ベンチュラ）（1981年 - 1982年、1984年 - 1988年 ※その後2000年代よりスポット的に登場）
- キラー・ビー（Killer Bee）（ブライアン・ブレアー、ビー・ブライアン・ブレアー、ザ・チャンプ）（1983年 - 1988年）
- デビッド・サンマルチノ（David Sammartino）（ブルーノ・サンマルチノJr.、デビッド・ラゴゴ）（1984年 - 1986年、1987年 - 1988年）
- テリー・ギッブス（Terry Gibbs）（ジョージア・ジョウジャッカー）（1984年 - 1988年）
- ビリー・ジャック・ヘインズ（Billy Jack Haynes）（ビル・ヘインズ、ビリー・ジャック、ブラック・ブラッド）（1986年 - 1988年）
- 立野記代（Noriyo Tateno）（1987年 - 1988年）
- 山崎五紀（Itsuki Yamazaki）（1987年 - 1988年）
- アル・ナバーロ（Al Navarro）（1985年 - 1988年）
- ドン・ドリッガー（Don Driggers）（1985年 - 1988年）
- ベン・バッサラブ（Ben Bassarab）（カナディアン・ルイス）（1984年 - 1986年、1988年）
- アウトバック・ジャック（Outback Jack）（1986年 - 1988年）
- ジャンクヤード・ドッグ（The Junkyard Dog）（シルベスター・リッター、レロイ・ロチェスター、シルベスター・デリッター、ビッグ・ダディ・リッター、スタッガー・リー、JYD）（1984年 - 1988年）（1998年6月2日死去）
- ザ・クラッシャー（The Crusher）（レジー・ルソウスキィ、キラー・ルソウスキィ、クラッシャー・ルソウスキィ、クラッシャーマシーン）（1986年、1988年） [2005年10月22日死去]
- サー・オリバー・フンパーディンク（Sir Oliver Humperdink）（オリバー・フンパーディンク、ルースター・フンパーディンク、ビッグ・ダディ・ディンク）（1987年 - 1988年）（2011年3月20日死去）
- ロード・リトルブルック（Lord Littlebrook）（ロード・クレイトン・リトルブック、ロジャー・リトルブック、ロード・ランドール）（1964年 - 1965年、1975年 - 1976年、1978年、1986年 - 1988年）（2016年9月9日死去）
- ムース・モロウスキィ（Moose Morowski）（スタン・マイキートヴィッチ、スタン・ザ・ムース、ドクターデス、スタン・モロウスキィ、マイク・モンロー、ジ・アヴェンジャー、ブラック・アヴェンジャー、ブラック・ホワイト・アヴェンジャー、ムース・モンロー）（1971年、1985年 - 1986年、1988年）（2016年9月10日死去）
- ジョニーV（Johnny V）（ジョン・L・サリヴァン、ジョニー・ヴァリアント、ジョン・サリヴァン）（1967年 - 1975年、1978年 - 1981年、1984年 - 1988年）[2018年4月4日死去]
- ブルーノ・サンマルチノ（Bruno Sammartino）（1963年 - 1981年、1984年 - 1988年） [2018年4月18日死去]
- ダイナマイト・キッド（Dynamite Kid）（トミィ・ビリング）（1984年 - 1988年） [2018年12月5日死去]
- リック・オリヴァー（Rick Oliver）（リップ・オリヴァー、ザ・サムライ、ゲスタポ[ゲシュタポ]、スーパー・ニンジャ）（1987年 - 1988年）（2020年3月5日死）
- ラスティ・ブルックス（Rusty Brooks）（スーパー・デューパー・マリオ）（1984年 - 1986年、1988年）（2021年2月11日死去）

### 1989年
- タリー・ブランチャード（Tully Blanchard）（ブラック・スタリオン、ザ・ミッドナイト・スタリオン）（1988年 - 1989年）
- ジュディ・マーチン（Judy Martin）（1978年 - 1979年、1981年 - 1989年）
- クレイグ・デジョージ（Craig DeGeorge）（1986年 - 1989年）
- ダニー・デイヴィス（Danny Davis）（ダニー・リトルウルフ、ミスターＸ、ダニー・マーシュ）（1984年 - 1989年）
- ダニー・デイヴィス（Danny Davis）（サージェント・ダニー・デイヴィス、ナイトメア、ナイトメア1号、ギャラクシアン1号、ジャガー、ファントム・オブ・ザ・オペラ、ザ・ギャラクシアン、アメリカン・イーグル1号、アメリカン・イーグル2号）（1987年、1989年）[注釈 6]
- ロッキン・ロビン（Rockin' Robin）（1987年 - 1989年）
- ティム・ホーナー（Tim Horner）（1988年 - 1989年）
- ボブ・エモリー（Bob Emory）（1988年 - 1989年）
- トレント・ナイト（Trent Knight）（1988年 - 1989年）
- クーガー・ジェイ（Cougar Jay）（1989年）
- ビッグ・ジョン・スタッド（Big John Studd）（チャック・オコーナー、マイティ・ミントン、エクスキューショナー2号、ビッグ・ジョン、キャプテンUSA、ジョン・スタッド、マスクド・スーパースター2号）（1976年 - 1977年、1983年 - 1989年）（1995年3月20日死去）
- リトル・トーキョー（Little Tokyo）（トーキョー・ジョー、トーキョー）（1974年 - 1975年、1977年 - 1980年、1986年 - 1989年）（2011年9月6日死去）[注釈 7]
- "アウトロー" ロン・バス（"Outlaw"Ron Bass）（ロニー・バス、ビッグO、サム・オリバー・バス）（1987年 - 1989年）（2017年3月7日死去）
- ハーリー・レイス（Harley Race）（ジャック・ロング、グレイト・モーティマー、ハンサム・ハーリー）（1986年 - 1989年）（2019年8月1日死去）

### 1990年
- ジョゼ・エストラダ（José Estrada）（カルロス・ホセ・エストラーダ、ホワイト・エンジェル、スーパー・メディコ1号、スーパー・メディコ、ザ・コンキスタドール、コンキスタドール・ドス[2号][注釈 8]、カルロス・エストラダ・シニア、ジョゼ・エストラダ・シニア）（1975年 - 1983年、1985年、1987年 - 1990年）
- マスクド・スーパースター（Masked Superstar）（ビル・イーディー、ボロ、ボロ・モンゴル、マスクド・スーパースター1号、ビリー・クラッシャー、スーパー・マシーン、ザ・スーパースター、アックス、デモリッション・アックス、アクシズ・ザ・デモリッシャー）（1983年 - 1984年、1986年 - 1990年）
- ヒルビリー・ジム（Hillbilly Jim）（ハーレー・ダビッドソン、ジム・モリス）（1984年 - 1990年[注釈 9]）
- “ジ・アフリカン・ドリーム”アキーム（"The African Dream" Akeem）（クラッシャー・ブルームフィールド、ジョージ・ザ・ジャイアント、カナディアン・バンブルビー、ワンマン・ギャング）（1987年 - 1990年）
- ボリス・ズーコフ（Boris Zhukov）（ジム・ネルソン、プライベート・ジム・ネルソン、プライベート・ネルソン、ボリス・ザルコフ、ミスター・ロシア、ジェイソン）（1987年 - 1990年）
- "ラゲッド"ロニー・ガーヴィン（"Rugged"Ronnie Garvin）（ロン・ガーヴィン、ミスター・フォート・マイアース、ミスター・ノックスヴィル、ミスター・パイクヴィル、ミス・アトランタ・ライヴリィ）（1988年 - 1990年）
- ブラック・バート（Black Bart）（リック・ハリス、リッキー・ハリス、エル・ロド、ビッグ・トレイン・バート）（1990年）
- ヘクター・ゲレロ（Héctor Guerrero）（ラセルトロン、ザ・ゴブリディ・グッカー）（1990年）
- ヴェルヴェット・マッキンタイア（Velvet McIntyre）（1983年 - 1990年）
- ピットブル1号（Pitbull #1）（ゲイリー・ウルフ、アメリカン・ブルドック・レックス、ピットブルドック・レックス、ピットブル・レックス、ピットブル・サイコ・レックス）（1989年 - 1990年）
- ビル・モーキー（Bill Mulkey）（1988年、1990年）
- ペテ・サンチェス（Pete Sánchez）（ペテ・カルーゾ、ジノ・カルーゾ）(1963年 - 1971年、1974年 - 1977年、1979年、1982年 - 1984年、1990年)[注釈 10]
- ジェリィ・プライス（Jerry Price）（スウィート・エボニー・アサシン）（1989年 - 1990年）
- トニー・シュバーニ（Tony Schiavone）（1989年 - 1990年）
- アル・ペレス（Al Pérez）（ブラック・スコーピオ）（1989年 - 1990年）
- JTスミス（JT Smith）（ザ・ブラック・キャット、イタリアン・スタリオン[注釈 11]）（1990年）
- アンドレ・ザ・ジャイアント（André the Giant）（モンスター・ロシモフ、ジーン・フェレ、アンドレ・ロシモフ、ポリッシュ・ジャイアント、アンデレ・エル・ヒガンテ、ジャイアント・マシーン）（1973年 - 1990年）（1993年1月29日死去）
- サファイア（Sapphire）（スィート・サファイア、プリンセス・ダーク・クラウド）（1989年 - 1990年）（1996年9月10日もしくは11日死去）
- ブラディ・ブーン（Brady Boone）（コマンド・ブーン、バトル・カット、ファイア・キャット）（1987年 - 1988年、1990年）［1998年12月16日死去］
- ピットブル2号（Pitbull #2）（トニー・デュランテ、アメリカン・ブルドッグ・スパイク、ピットブルドック・スパイク、ピットブル・スパイク、マッドブル・バスター、ピットブル・サイコ・スパイク）（1989年 - 1990年）（2003年9月25日死去）
- バッドニュース・ブラウン（Bad News Brown）（バファロー・アレン、バッド・ニュース・アレン、アレン・コージ、バッド・ニュース・コージ）（1978年、1980年、1988年 - 1990年）（2007年3月6日死去）
- フレンチ・マーチン（Frenchy Martin）（フランソワ・マーキィ、フレンチ・マハタン、ドン・ガニエ、ピエール・マーテル、ザ・ディストイア）（1988年 - 1990年）（2016年10月21日死去）

### 1991年
- ジェネラル・アドナン・フセイン（General Adnan Hussein）（アドナン・アル＝ケイシー、アドナン・ケイシー、ビリー・ホワイト・ウルフ、チーフ・ホワイト・ウルフ、シーク・オブ・シークス・オブ・バグダッド、シーク・アドナン・アル＝ケイシー、シーク・アドナン・エル＝ケイシー）（1976年 - 1977年、1990年 - 1991年）（2023年9月6日死去）
- ポール・ローマ（Paul Roma）（1985年 - 1991年）
- サム・ヒューストン（Sam Houston）（ミッドナイト・ライダー）（1987年 - 1990年、1991年）
- ホセ・ルイス・リベラ（Jose Luis Rivera）（ブラック・デモン、マック・リベラ、コンキスタドール・ウノ[1号]、レッド・デモン、シャドウ2号、ブラック・エンジェル、スルタン・ホセ・ルイス・リベラ）（1970、1975、1982-1990、1991）
- スコット・ケーシー（Scott Casey）（テキサス・ロングライダー）（1987年 - 1991年）
- マリオ・マンチニ（Mario Mancini）（1970年、1984年 - 1991年）
- アレン・マーティン（Allen Martin）（アラン・マーティン、フェイク・フレディ、グラップラー、ケヴィン・デリンジャー、スコーピオ、ザ・テロリスト、ウィリアム・アレン・マーティン）（1986年、1990年 - 1991年）
- ジョー・クルズ（Joe Cruz）（ザ・マスクド・レッカー、カウボーイ・ジョー・クルズ）（1988年 - 1989年、1991年）
- シヴァ・アフィ（Siva Afi）（デューク・コノ、ジミー・アフィ、スーパーフライ・アフィ、ハイ・チーフ・アフィ、タトゥー・サモア、マックス・タムブーラ、シヴィ・アフィ）（1986年 - 1988年、1991年）
- S・D・ジョーンズ（S.D. Jones）（ルーズベルト・ジョーンズ、ロージー・ジョーンズ、スペシャル・デリバリー・ジョーンズ）（1974年頃 - 1991年）（2008年10月26日死去）
- "プレイボーイ"バディ・ローズ（"Playboy"Buddy Rose）（ポール・パーシュマン、ジ・エクスキューショナー）（1982年 - 1983年、1985年、1990年 - 1991年）（2009年4月28日死去）
- ジョン・トロス（John Tolos）（ザ・コーチ）（1963年 - 1964年、1973年、1974年、1991年）（2009年5月28日死去）
- ビッグ・バリィ・ビューシック（Big Bully Busick）（マイク・ビューシック、ニック・ビューシック、コムレイド・ビューシック、"パワーハウス"ビューシック）（1978年 - 1979年、1980年 - 1981年、1991年（2018年5月8日死）
- サルヴァトーレ・ベロモ（Salvatore Bellomo）（アドニス・ロマノ、サル・マチノ、サルバト・マチノ、ドン・ベロモ、センチュリアン・マーセラ、セイ・ベロモ、スーパー・デストロイヤー3号、クレイジィ・ベロモ、ティノ・ベロモ、ワイルドマン・ベロモ）（1982年 - 1987年、1991年）（2019年2月9日死去）
- バリーO（Barry O）（バリー・オートン、ゾディアック、バリー・ガスパー、バリー・オートン、ベリィ・オートン）（1985年 - 1987年、1990年 - 1991年）（2021年3月19日死去）

### 1992年
- グレッグ"ザ・ハンマー"バレンタイン（Greg"The Hammer"Valentine）（ベイビーフェイス・ファーゴ、ベイビーフェイス・ネルソン、ジョニー・ファーゴ、ジョニー・バレンタイン・ジュニア、ジョン・ファーゴ、ヒロシマ・ジョー、ザ・ブルー・ナイト）（1978年 - 1979年、1981年、1984年 - 1992年）
- “ジャンピング”ジム・ブランゼル（"Jumpin'" Jim Brunzell）（1985年 - 1989年、1992年）
- ラニー・ポッフォ（Lanny Poffo）（リーピング・ラニー、ラニー・ホリデイ、ザ・ジニアス）（1985年 - 1992年）（2023年2月2日死去）
- ザ・バーバリアン（The Barbarian）（トンガ・ジョン、キング・コンガ、コンガ・ザ・バーバリアン、シオネ[ヘッドシュリンカー・シオネ]、スーパーアサシン1号、ヨキノシマ）（1988年 - 1992年）
- ザ・ウォーロード（The Warlord）（バイオレンス・ウォーロード、スーパーアサシン2号）（1988年 - 1992年）
- パトリック・タナカ（Patrick Tanaka）（パット・タナカ、タナカ、タナカ-サン、エル・ガト、GOKU-DO）（1989年 - 1992年）
- ネイルズ（Nailz）（ソー、ケビン・ケリー、ケヴィン・ザ・マグニフィセント、ケヴィン・ワコーズ、ザ・プリズナー）（1992年）
- グレン・ギルバーネッティ（Glen Gilbernetti）（ディスコ・インフェルノ、ブルックリン・スタッド、ラ・クカラチャ、ディスクォ、グレン・ギルバーティ、ザ・ブギーマン）（1992年）
- ペテ・ドハーティ（Pete Doherty）（ペテ・ドウハーティ、ザ・エクスキューショナー、デザイネイテッド・ヒットマン、ザ・ゴールデン・テラー）（1973年 - 1992年）
- ペテ・サンチェス（Pete Sánchez）（1987年 - 1988年、1991年 - 1992年）[注釈 12]
- エド・ロビンソン（Ed Robinson）（1992年）
- ボブ・ブラッドレイ（Bob Bradley）（ザ・タイガー、レッド・デモン、ボビィ・ブラッドレイ、バトル・カット、ロベルト・マルコヴィッチ）（1982年 - 1987年、1989年 - 1992 年）
- ザ・テキサス・トルネード（The Texas Tornado）（ケリー・フォンエリック）（1990年 - 1992年）（1993年2月18日死去）
- ディノ・ブラボー（Dino Bravo）（1977年 - 1978年、1987年 - 1992年）（1993年3月11日死去）
- アート・バー（Art Barr）（ザ・ビートルジュース、ザ・ジュース、ザ・ラブマシーン、ザ・アメリカン・ラブマシーン[注釈 13]、ザ・イントルーダー、ザ・ウィッチャー）（1992年）（1994年11月23日死去）
- ハーキュリーズ（Hercules）（ハーキュリーズ・ヘルナンデス、アサシン2号、レイ・ヘルナンデス、ミスター・レスリング2号、シーク・ハーキュリーズ・ヘルナンデス、スーパー・インヴェーダー）（1985年 - 1992年）（2004年3月6日死去）
- エンジェル・オブ・デス（Angel of Death）（イラニアン・シーク、ルシアン・アサシン1号、デイヴ・シェルドン）（1991年 - 1992年）（2007年11月25日死去）
- ジミー・スヌーカ（Jimmy Snuka）（グレート・スヌーカ、ラニ・ケアロハ）（1982年 - 1985年、1989年 - 1992年）（2017年1月15日死去）

### 1993年
- 初代マックス・ムーン（Max Moon）（コナン、コナン・ザ・グレイト、コメット・キッド、ラティン・フーリィ、レランパゴ、エル・センチュリオン、チャールズ・アシノフ、コナン・エル・バルバロ）（1992年 - 1993年）
- ブルータス"ザ・バーバー"ビーフケーキ（Brutus"The Barber"Beefcake）（エディ・ボウルダー、ディジィ・ホーガン、エディ・ホーガン、エド・レスリー、ザ・ブッチャー、マン・ウィズ・ノーネイム、ザ・ゾディアック）（1984年 - 1993年）
- ジミー・ハート（Jimmy Hart）（1985年 - 1993年、2000年代からスポット的に登場）
- エル・マタドール（El Matador）（メルセド・ソリス、リチャード・ブラッド、ディノ・サンタナ、ティト・サンタナ）（1979年 - 1980年、1983年 - 1993年）
- カマラ（Kamala）（シュガー・ベア・ハリス、アグリー・ベア・ハリス、ジム・ハリス、初代ジャイアント・キマラ）（1984年、1986年 - 1988年、1992年 - 1993年）（2020年8月9日死去）
- バリー・ダーソウ（Barry Darsow）（クラッシャー・ダーソウ、マン・マウンテン・ダーソウ、クラッシャー・クルスチェフ、スマッシュ、リポマン、ブラックトップ・ブリー）（1987年 - 1993年）
- ポール・ダイヤモンド（Paul Diamond）（カトー、マックス・ムーン、ザ・スター・チェイサー、ハイト、ヴェノム）（1990年 - 1993年）
- ブライアン・ノッブス（Brian Knobbs）（ザ・テロリスト）（1990年 - 1993年）
- ジェリー・サッグス（Jerry Sags）（ジェローム・サガノウィッチ、ジェリー・サガノウィッチ）（1990年 - 1993年）
- ザ・バーザーカー（The Berzerker）（ザ・バーバリアン、ジョン・ノード、ノード・ザ・バーバリアン、ユーコン・ジョン・ノード、ザ・ヴァイキング、ビッグ・ジョン・ノード）（1991年 - 1993年）
- ボウ・ビバリー（Beau Beverly）（ウェイン・ブルーム）（1991年 - 1993年）
- ブレイク・ビバリー（Blake Beverly）（マスクド・スカイスクレイパー、マイク・イーノス、ザ・モーラー）（1991年 - 1993年）
- スリック（Slick）（1986年 - 1991年、1993年）
- ランス・キャシディ（Lance Cassidy）（ミスター・アラバマ、スティーブ・アームストロング、ファルコン、スティーブ・ジェイムス、バレット）（1992年 - 1993年）
- マイク・マクガーク（Mike McGuirk[注釈 14]）（1987年 - 1993年）
- ショーン・ムーニィ（Sean Mooney）（1988年 - 1993年）
- マーク・ミング（Mark Ming）（1988年 - 1991年、1993年）
- ダスティ・ウルフ（Dusty Wolfe）（ダスティ・ウッズ、デイル・ウルフ、ミスター・レスリング3号、ドインク・ザ・クラウン[注釈 15]）（1987年 - 1993年）
- ダミエン・デメント（Damien Demento）（モンド・クレエル、モンド・フィル、3D）（1992年 - 1993年）
- リオ・ロード・オブ・ジャングル（Rio Lord of the Jungle）（リック・ウィルソン、ザ・レネゲイド[注釈 16]、フェイク・ウォリアー）（1993年）（1999年2月23日死去）
- "センセーショナル"シェリー・マーテル（"Sensational"Sherri Martel）（シェリー・マーテル、センセーショナル・シェリー、クィーン・シェリー、センセーショナル・クイーン・シェリー）（1987年 - 1993年）（2007年6月15日死去）
- ジャイアント・ゴンザレス（Giant Gonzales）（エル・ヒガンテ）（1993年）（2010年9月22日死去）
- マット・ボーン（Matt Borne）（ビッグ・ジョシュ、初代ドインク・ザ・クラウン、ボーン・アゲイン、ザ・オリジナル・クラウン）（1985年、1993年）（2013年6月28日死去）

### 1994年
- ココ・B・ウェア（Koko B Ware）（ココ・ウェア、スィート・ブラウン・シュガー、スタッガー・リー）（1986年 - 1994年）
- リック・スタイナー（Rick Steiner）（ロバート・レクスタイナー、ロブ・レクスタイナー、ジ・エンフォーサー）（1992年 - 1994年）
- アファ・アノアイ（Afa Anoa'i）（アファ）1980年 - 1981年、1983年 - 1984年、1992年 - 1994年）
- サムラ・アノアイ（Samula Anoa'i）（ザ・サモアン、サム・ザ・サモアン、サムゥ、サムラ、ワイルド・サモアン、タヒチアン・プリンス、プリンス・サムゥ、サミー・ザ・シルク、スータースター・タイガー）（1983年 - 1984年、1992年 - 1994年）
- フレッド・オットマン（Fred Ottman）（ビッグ・ブバ、ジークフリード・ザ・ジャイアント、USスティール、ビッグ・スティール・マン、タグボート、タグボート・トーマス、タイフーン、ザ・ショックマスター）（1989年、1990年 - 1993年、1994年）
- レイラニ・カイ（Leilani Kai）（パティ・ストーングラインダー）（1975年 - 1979年、1981年 - 1989年、1994年）
- ハイジ・リー・モーガン（Heidi Lee Morgan）（デイジィ・メイ）（1993年 - 1994年）
- オースティン・スティール（Austin Steele）（ダニー・ディーズ）（1994年）
- ジム・パワーズ（Jim Powers）（ジェイムズ・マンレイ）（1984年 - 1994年）
- デビィ・コムブス（Debbie Combs）（レディ・サタン、デビィ・クームブス、ウォマン・イン・レッド、プリンセスＤ、デブラァ・スゾステスキ）（1987年 - 1988年、1994年）
- ジョーイ・マレラ（Joey Marella）（1983年 - 1994年）（1994年7月4日死去）
- ジョーイ・マッグス（Joey Maggs）（ジョセフ・マグリアーノ、ジョーイ・ナイト）（1992年 - 1994年）（2006年10月15日死去）
- "キャプテン"ルー・アルバノ（"Captain"Lou Albano）（ルイス・アルバノ）（1960年代 - 1986年、1994年）（2009年10月14日死去）
- ルドヴィッグ・ボルガ（Ludvig Borga）（トニー・ホーム、ザ・ヴァイキング、フィンランド・ソー）（1993年 - 1994年）（2010年1月8日死去）
- バスチャン・ブーガー（Bastion Booge）（クロンダイク・マイク、マイク・ショウ、マイク・ストライカー、マン・マウンテン・マイク、マーカン・シン、ジェド・グランディ、ノーマン・ザ・ルナティク、トラッカー・ノーム、アーロン・グランディ、マッド・モンク、フライアー・ファーガソン） （1993年 - 1994年）（2010年9月11日死去）
- ヴァル・プッチオ（Val Puccio）（ザ・ヘンクマン、ビッグ・モウレイ、ビッグ・ヴァル）（1991年 - 1994年）（2011年1月7日死去）
- "マッチョマン" ランディ・サベージ（"The Macho Man" Randy Savage）（ジ・エクスキューショナー、ザ・スパイダー、ランディ・ポッフォ、ミスター・マッドネス）（1985年 - 1994年）（2011年5月20日死去）
- ボビー"ザ・ブレイン"ヒーナン（Bobby"The Brain"Heenan）（ロイ・ヒーナン）（1984年 - 1994年）（2017年9月17日死去）

### 1995年
- "ザ・モデル"リック・マーテル（"The Model"Rick Martel）（1980年 - 1981年、1987年 - 1995年）
- ウェイロン・マーシー（Danny Spivey）（スターシップ・イーグル、ダニー・スパイビー、ダン・スパイビー）（1985年 - 1988年、1995年）
- 佐藤昭雄（Akio Sato）（アキオ・サトー、ミスター・サトー、ミスター・ライジング・サン、ミスター・シマ、センシ、ショーグン、ザ・グレート・シンジャ、シンジャ）（1989年 - 1995年）
- ディーン・ダグラス（Dean Douglas）（マイク・ケリー、トロイ・マーティン、トロイ・オーンドーフ、ブルース・ウェイン、"ザ・フランチャイズ" シェーン・ダグラス）（1990年 - 1991年、1995年）
- アランドラ・ブレイズ（Alundra Blayze）（メデューサ、メデューサ・ミセリ）（1993年 - 1995年）
- “ザ・ナルシシスト”レックス・ルガー（"The Narcissist" Lex Luger）（ザ・トータル・パッケージ）（1993年 - 1995年）
- “スィート”スタン・レーン（"Sweet" Stan Lane）（スタンリー・レイン）（1993年 - 1995年）
- チャーリー・ハンター（Charlie Hunter）（ジェフ・ブラッドリー、ダッドリー・ダッドリー、イービル・スナック、バッドボーイ・ブラッドリー、ODD、ブルーザー・ブラッドリー、ブルーザー・コング、マン・マウンテン・コング）（1993年 - 1995年）
- ポール・マクダール（Paul McDale）（ポール・ヴァンデーロ、ポール・ヴァンダール、ポール・ヴァンドウ、ポール・ヴァンダム）（1988年 - 1989年、1992年 - 1995年）
- ドインク・ザ・クラウン（Doink the Clown[注釈 17]）（レイ・アポロ、サージェント・クルーガー、レイ・リアチェリ、レイ・リアチェリ・アポロ）
- ベン・ジョーダン（Ben Jordan）（1991年 - 1992年、1994年 - 1995年）
- マン・マウンテン・ロック（Man Mountain Rock）（ダリル・ピーターソン、マックス・ペイン[注釈 18]、バッファロー・ピーターソン、ビーター）（1988年 - 1989年、1995年）[注釈 19]
- ラリー・サントォ（Larry Santo）（ラリー・サンタナ、ブラック・ニンジャ）（1995年）
- オスカー（Oscar）（オスカー・ハーレラ）（1993年 - 1995年）
- キューバン・アサシン[注釈 20]（Cuban Assassin）（デヴィッド・パターソン、ザ・デストロイアー、デヴィッド・シエラ、ジ・アサシン、ザ・セント、フィデル・シエラ、トップ・ガン、エル・ディアブロ、ヒットマン、エル・クバノ、エル・ボリクア、キューバン・テロリスト、ザ・テロリスト、トップ・ガン・アサシン、フィデル・バルリオ、ミスター・プエルト・リコ、エル・シエラ、キューバン・アサシン2号、キューバズ・トップ・ガン、エスペリキトス2号、ザ・パニッシャー）（1993年 - 1995年）
- ロード・アルフレッド・ヘイズ（Lord Alfred Hayes）（アル・ヘイズ、アルフレッド・ヘイズ、アリ・ヘイズ）（1982年 - 1995年）（2005年7月21日死去）
- バンバン・ビガロ（Bam Bam Bigelow）（クラッシャー・ユアコフ）（1987年 - 1988年、1993年 - 1995年）[2007年1月19日死去]
- スティーヴン・ダン（Steven Dunn）（スティーヴ・ドール）（1993年 - 1995年）［2009年3月22日死去］
- ジミー・デル・レイ（Jimmy Del Ray）（ジミー・ランドルフ、ジム・バックランド、ジミー・バックランド、ジュモ・ケニヤ、ジミー・リッチランド、マスクド・ジゴロ、ジミー・グラフィティ、ジム・リッチランド、ジェイムス・リッチランド）（1993年 - 1995年）（2014年12月6日死去）
- "アイアン"マイク・シャープ（"Iron"Mike Sharpe）（1983年 - 1995年）[2016年1月17日死去]
- ティモシー・ウェル（Timothy Well）（レックス・キング）（1993年 - 1995年）（2017年1月9日死去）
- ニコライ・ボルコフ[注釈 21]（Nikolai Volkoff）（ジョー・クロアチアン、ジョー・ペルーゾビク、ベポ・モンゴル、ビッグO、ベポ、ボリス・ブレズニコフ、スーパー・デストロイヤー、エクスキューショナー3号）（1970年 - 1971年、1974年、1976年 - 1979年、1984年 - 1992年、1994年 - 1995年）（2018年7月29日死去）
- ブリックハウス・ブラウン（Brickhouse Brown）（ブレイクダンサー1号、ザ・ブラック・プリンス、バンクハウス・ブラウン、MCジャマー、MCスラマー、ブラック・オリンピア、ロナルド・ブラウン、ザ・プリンス）（1986年、1995年）（2018年7月29日死去）
- キングコング・バンディ（King Kong Bundy）（ビッグ・ダディ・バンディ、クリス・キャニオン、マンマウンテン・カノン、ブーム・ブーム・バンディ）（1985年 - 1988年、1994年 - 1995年）（2019年3月4日死去）

### 1996年
- ドリー・ファンク・ジュニア（Dory Funk Jr.）（ホス・ファンク、ミスター・パンハンドル、ザ・アウトロー）（1986年、1996年、以後は若手選手のコーチも務めた）
- JJディロン（J.J. Dillon）（ジム・ディロン、ジム・モリソン、ジェイムズ・ディロン、ジェイムズ・J・ディロン、ネイチャー・ボーイ・ディロン）（1989年 - 1996年）
- ブッシュワッカー・ブッチ（Bushwhacker Butch）（ザ・タイガー、ブッチ・ミラー、ニック・カーター、ボブ・ミラー、ブルート・ミラー、ブッチ・ドインク）（1988年 - 1996年）（2023年4月3日死去）
- ブッシュワッカー・ルーク（Bushwhacker Luke）（ルーク・ウィリアムス、スウィート・ウィリアムス、ルーク・ドインク、ルーク・ダッドリー、プリティ・ボーイ・フロイド）（1988年 - 1996年）
- モー（Mo）（ボビー・ナイト、デス・スカッド2号、モー・ドインク、サー・モハメッド、サー・モー、バズ、BJオーサム）（1993年 - 1996年）
- 白使（Hakushi）（モンゴリアン勇牙、新崎人生、ミスター・ニホン・カミカゼ、四国衛門三郎、三郎）（1994年 - 1996年）
- テッド・デビアス（"The Million Dollar Man" Ted DiBiase）（テッド・デビアス・シニア）（1979年、1987年 - 1996年）
- デューク・ドローズ（Duke Droese）（マーシャル・デューク、ロッコ・ジブラルタル、ガービッジ・マン）（1994年 - 1996年
- タヒチアン・サヴェイジ（Tahitian Savage）（アロファ、サモアン・ウォリアー、タヒチアン・ウォリアー、ロイド・アノアイ、LAスムース、タヒチ、ヘッドシュリンカー・アロファ、アロファ・ザ・サモアン・タンク、ザ・サモアン・タンク）（1993年、1995年 - 1996年）
- トラヴィス（Travis）（チャド・フォーチュン）（1995年 - 1996年）
- トロイ（Troy）（エリック・ワッツ、アマリロ・スリム）（1995年 - 1996年）
- ディンク・ザ・クラウン（Dink the Clown）（ティニィ・ティム、タイガー・ジャクソン、イーヴィル・ディンク・ザ・クラウン、リトル・ハルクスター、リトル・マッチョマン、ザ・マッチョ・ミゼット）（1982年 - 1985年、1992年 - 1996年）
- ジョージ・サウス（George South）（グラディエーター2号、クルーエル・コミッション2号、ジ・エクスキューショナー、ルシアン・アサシン）（1988年 - 1990年、1993年 - 1994年、1996年）
- ルイー・スピコリ（Louie Spicolli）（ルイス・スピコリ、ロウ・タフィロニ、メルセナリオ3号、ザ・ボディスナッチャー、ホワイト・アフリカン、キラー・ブロンド、マドンナズ・ボーイフレンド、ラッド・ラドフォード、キューティパイ、ゾディアック）（1988年 - 1996年）（1998年2月15日死去）
- ジ・エクスキューショナー（The Executioner）（テリー・ゴディ）（1984年、1996年）[2001年7月16日死去]
- ベルサ・フェイ（Bertha Faye）（モンスター・リッパー、ラ・モンストラ、ロンダ・シン、ベルタ・ファイェ）（1995年 - 1996年）（2001年7月27日死去）
- スキップ（Skip）（クリス・キャンディード、ブロンド・ボンバー、ジ・アヴェンジャー、ボディドナー・スキップ）（1995年 - 1996年）（2005年4月28日死去）
- アルティメット・ウォリアー（The Ultimate Warrior）（ジャスティス、ブレード・ランナー・ロック、ディンゴ・ウォリアー、ジム・ヘルウィッグ、ウォリアー）（1987年 - 1991年、1992年、1996年）（2014年4月8日死去）
- ミスター・フジ（Mr. Fuji）（ハリー・フジワラ、ミスター・フジワラ、グレート・フジ、グレート・フジワラ、シンタロー・フジ、マサ・フジ）（1972年 - 1973年、1977年 - 1978年、1981年 - 1996年）（2016年8月28日死去）

### 1997年
- サイコ・シド（Psycho Sid[注釈 22]）（ロード・ヒューモンガス、シド・ビシャス、シド・ジャスティス、シコ・シド、シド、ビシャス・ウォリアー）（1991年 -1992年、1995年 - 1997年）（2024年8月26日死去）
- フィル・ラフォン（Phil Lafon）（フィル・ラフラー、ロッキー・ベンチューロ、ダン・クロファット、ブラック・サバス、カンナム・エクスプレス2号、ブルー・ブレザー2号、ダニー・クロファット）（1996年 - 1997年）
- ザ・グーン（The Goon）（ビル・アーウィン、スーパーデストロイヤー2号、ブラック・スコーピオ）（1996年 - 1997年）
- ジェイク"ザ・スネーク"ロバーツ（Jake"The Snake"Roberts）（ジェイク・スミスJr.、ザ・テキサン、エル・ディアブロ）（1986年 - 1992年、1996年 - 1997年）
- ザ・アイアン・シーク（The Iron Sheik）（アリ・バジリ、コシロ・バジリ、フセイン・コシロ・アリ・バジリ、アイアン・シーク・ファルーク、ムハマド・ファルーク、シーク・ファルーク、ザ・グレート・フセイン・アラブ、フセイン・アラブ、カーネル・ムスタファ）（1979年 - 1980年、1983年 - 1986年、1991年 - 1992年、1997年）（2023年6月7日死去）
- イワン・プトスキー（Ivan Putski）（ジョー・ベドナースキ）（1975年 - 1987年、1997年）
- レネ・グレイ（Rene Goulet）（サージェント・ジャック・グレイ、ジャック・グレイ）（1971年 - 1972年、1979年 - 1997年 [注釈 23]）（2019年5月25日死去）
- ホセ・ロザリオ（Jose Lothario）（ロサリオ、グレート・ロサリオ、エル・グラン・ロサリオ、ジョー・ガルシア、ガルシア・ラタリオ、ジョー・ラタリオ、テクサ・ランゲール）（1996年 - 1997年）（2018年11月6日死去）
- フレディ・ジョー・フロイド（Freddy Joe Floyd）（トレイシー・スマザーズ、ニュー・ジェイソン・ザ・テリブル、シャキール・アリ、アサシン、ゴールデン・ヴァンパイア13号）（1996年 - 1997年）（2020年10月28日死去）
- JCアイス（JC Ice）（ジェイミー・ダンディ、グーン1号、ザ・コンヴィクト、サイバーパンク・アイス）（1996年 - 1997年）
- ウルフィーD（Wolfie D）（サイバーパンク・ファイア、スラッシュ、セレバス）（1996年 - 1997年）
- パトリオット（デル・ウィルクス、ドリーム・ウェイヴァー、ザ・トルーパー、レスリングマシーン2号、デル・リオス）（1997年）（2021年7月1日死去）
- フェイク・レイザー・ラモン（タイタン、ビッグ・タイタン [注釈 24]、メガマスク、ビッグ・タイトン、リック・タイタン、タイ道）（1996年 - 1997年）（2019年9月20日死去）
- ザ・ジャッカル（The Jackal）（ドン・キャリス、ザ・ナチュラル、サイドワインダー・シン、ザ・ジェネラル、ジャッキル、サイラス、サイラス・ザ・ヴァイラス［サイラス・ザ・ヴィールス］、ドン・カサブランカス）（1996年 - 1997年）
- TLホッパー（T.L. Hopper）（トニー・アンソニー、グラップラー2号、ダーティ・ホワイト・ボーイ、マイティ・ヤンキー、アメリカン・イーグル2号、アンクル・クレタス）（1996年 - 1997年）
- スコット・プトスキー（Scott Putski）（コナン・ドス・ミル［コナン2000］）（1991年、1993年 - 1994年、1997年）
- タンク（Tank）（ブルーザー・マスティノ、メンター、ターミネーター・マスティノ、マフィオソ・マスティノ）（1994年 - 1997年）（2023年7月11日死去）
- トニー・ロイ（Tony Roy）（アントイン・ロイ）（1989年、1992年 - 1997年）
- ベルト・センテノ（Bert Centeno）（ブルト・センテノ、エル・マスカラド、ノルベルト・センテノ）（1988年 - 1989年、1993年 - 1997年）
- アクション・ジャクソン（Action Jackson）（ペリー・ジャクソン、オリジナルＴＮＴ）（1990年、1992年 - 1993年、1997年）
- ボビィ・フルトン（Bobby Fulton）（ボブ・フルトン、ジミィ・ハイネス）（1979年、1984年、1997年）
- クリアランス・メイスン（Clarence Mason）（J.ビッグス）（1995年 - 1997年）
- カリーム・オラジュウォン（Kareem Olajuwon）（レジー・B.ファイン、キャンディマン、レジナルド・ウォーカー、キング・レジナルド、マスターB、レギナB、レグ・ウォーカー）（1995年 - 1997年）
- ダイアナ・ハート（Diana Hart）（1992年、1994年 - 1997年）
- ブライアン・ピルマン（Brian Pillman）（フライン・ブライアン、イエロー・ドッグ）（1996年 - 1997年）（1997年10月5日死去）
- "ラヴィシング"リック・ルード（"Ravishing"Rick Rude）（リック・ルッド、リッキー・ルード）（1987年 - 1990年、1997年）（1999年4月20日死去）
- クリス・ダフィ（Chris Duffy）（バウンサー）（1986年 - 1994年、1997年）（2000年8月25日死去）
- ダグ・ファーナス（Doug Furnas）（カンナムエクスプレス1号）（1996年 - 1997年）（2012年3月2日死去）
- ジム・ナイドハート（Jim "The Anvil" Neidhart）（ターグ、フー）（1985年 - 1992年、1994年 - 1996年、1997年）（2018年8月13日死去）
- スティーヴ・ケイシー（Steve Casey）（スティーヴン・ケイシー、スティーヴン・ダン）(1997年)（2020年12月死去[注釈 25]）

### 1998年
- ホンキー・トンク・マン（Honky Tonk Man）（エル・ディアブロ、ザ・キッサー、ウェイン・ファリス、ウェイン・フェリス、ダニー・コンドリー、ホンキー・トンク・ウェイン）（1986年 - 1991年、1997年 - 1998年、以降も単発的に登場）
- チェインズ（Chainz）（ブライアン・リー、イーヴィル・アンダーテイカー）（1994年、1997年 - 1998年）
- アーメッド・ジョンソン（Ahmed Johnson）（モアディブ、トニー・ノリス、ビッグ・T）（1995年 - 1998年）
- トム・ブランディ（Tom Brandi）（ジョニー・ガン、サルヴァトーレ・シンセア、ザ・パトリオット）（1996年 - 1998年）
- サビオ・ベガ（Savio Vega）（エル・コルサリオ、クワン、ザ・カリビアン・キッド、TNT）（1993年 - 1998年）
- トニー・アンソニー（Tony Anthony）（ダーティ・ホワイト・ボーイ、T・L・ホッパー、アンクル・クレタス）（1996年 - 1998年）
- ブラッカス（Brakkus）（アルゴー、ブラックス、アキム・アルブレヒト）（1997年 - 1998年）
- ジャック・ルージョー（Jacques Rougeau）（ジミー・ルージョー、ジェリー・ロバーツ、ジャック・ルージョーJr.、ジ・マウンティー、ケベッカー・ジャック、ジャック・ザ・マウンティ）（1986年 - 1994年、1998年）
- ダン"ザ・ビースト"スバーン（Dan"The Beast"Severn）（1998年）
- MEN'Sテイオー（Men's Teioh）（オオツカ、テリー・ボーイ、テリー・オオツカ、フレンチ・エンペラー、パリ・テイオー）（1998年）
- ディック東郷（Dick Togo）（魁巌鉄、SATO、フランシスコ・トーゴー、レイ・クバノ、カンクン、プリンス・トーゴー、Pトーゴー、ロシ・トーゴー、フランシス・トーゴー、デューク・トーゴー、ニンジャ・ウォリアー、レヴォリューション）（1998年）
- リッキー・モートン（Ricky Morton）（リック・モートン、リチャード・モートン）（1993年 - 1994年、1998年）
- サニー（Sunny）（タミー・リンチ、タミー・リン・シッチ、タミー・フィッチ）（1993年 - 1998年）
- スナイパー（Sniper）（ルック・ポワリエ、ランボー[注釈 26]）（1997年 - 1998年）
- テネシー・リー（Tennessee Lee）（ロバート・フラー、カーネル・ロバート・パーカー、ロバート・パーカー）（1998年）
- ヴァイオレットJ（Violent J）（ジョー・ブルース、3D、ヘクター・ハチェット、コーポラル・ダレル・ダニエルズ、コーポラル・ダリル・ダニエルズ、ダイアモンド・ドノヴァン、ダイアモンド・ドノヴァン・ダグラス、ダグラス、ドロップキック・ダニエルズ）（1998年）
- シャギー・2・ドープ（Shaggy 2 Dope）（セアー・ドゥエラ、グゥィイド、ハンサム・ハリー・グゥエステロ）（1998年）
- フランク・ストーレット（Frank Stalletto）（フランク・スティレット）（1994年、1996年 - 1998年）
- ロイ・レイモンド（Roy Raymond）（ストームトルーパー、レイモンド・ロイ、レイ・ロイ）（1993年 - 1998年）
- ブライアン・ウオルシュ（Brian Walsh）（ビリー・パール）（1993年 - 1998年）
- ボブ・ブラッドレイ（Bob Bradley）（ザ・タイガー、レッド・デモン、ボビー・ブラッドレイ、バトル・カット、ロバート・マーコヴィッチ）（1982年 - 1986年、1989年 - 1992年、1998年）
- ミセス・ヤマグチ・サン（Mrs. Yamaguchi-San）（1998年）
- ヨコズナ（Yokozuna）（グレート・コキーナ、サモアン・コキーナ、ジャイアント・コキーナ、コキーナ・マキシモ、ロドニー・アァガツプ・アノアイ）（1992年 - 1998年）（2000年10月23日死去）
- "ドクター・デス"スティーブ・ウィリアムス（"Dr. Death"Steve Williams）（1998年）（2009年12月29日死去）
- ベイダー（Vader）（レオン・ホワイト、ビッグ・バン・ベイダー）（1996年 - 1998年）（2018年6月18日死去）
- ヤマグチ・サン（Yamaguchi San）（ミスター・トヨタ、ウォーリー山口）（1998年）（2019年3月10日死去）
- テリー・ファンク（Terry Funk）（ザ・テキサン、ドクター・ノウズ・イット・オール、チェインソー・チャーリー）（1985年 - 1986年、1998年）（2023年8月23日死去）

### 1999年
- バート・ガン（Bart Gunn）（ブレット・コルト、ブラック・バート、ボタシウス・バート、マイク・バートン）（1993年 - 1999年）
- 8ボール（8-Ball）（ドン・ブルース、ドン・ハリス、ジェイコブ・ブル、ジャロッド・グリム、ジェラルド、ヒーヴィD）（1995年 - 1996年、1996年 - 1999年）
- スカル（Skull）（ロン・ブルース、ロン・ハリス、イーライ・ブル、ジェイソン・グリム、パット、ビッグ・ロン）（1995年 - 1996年、1996年 - 1999年）
- マーク・メロ（Marc Mero）（ジョニー・B・バッド）（1996年 - 1999年）
- スコーピオ（Scorpio）（ブラック・スコーピオ、[2・コールド・スコーピオ、トゥー・コールド・スコーピオ[注釈 27]]、ブラック・ワズマ、フラッシュ・ファンク）（1996年 - 1999年）
- ケン・シャムロック（Ken Shamrock）（ヴィンス・トレリ、ウェイン・シャムロック）（1997年 - 1999年）
- クルガン（Kurrgan）（ジ・アカディアン・ジャイアント、ゴライアス・エル・ヒガンテ、ザ・インテロゲーター）（1997年 - 1999年）
- ジャイアント・シルバ（Giant Silva）（ジャイアント・キング、パウロ・シルヴァ、ヒガンテ・シルヴァ、大魔神、シルヴァ28号、ドクター中松アサシン）（1998年 - 1999年）
- ダレン・ドロズドフ（Darren Drozdov）（ドロズ、ピューク）（1997年 - 1999年 [注釈 28]）（2023年6月30日死去）
- ヘスス・カスティージョ（Jesús Castillo）（ヘスス・カスティージョ・ジュニア、ウラカン・カスティージョ、エル・オリンピコ、エル・メレングェロ、エル・マカラカチムバ）（1997年 - 1999年）
- ジョゼ・エストラダ（José Estrada）（ジョゼ・エストラダ・ジュニア、ザ・クリプトキーパー、フォーリン・エクスチェンジ、ハルコン・ネグロ、ブラック・ハヤブサ）（1997年 - 1999年）
- キー（Key）（ヴィク・グリムス、ヴィク・マードック、グリムス）（1999年）
- マリアンナ・コムロス（Marianna Komlos）（マリアンナ、ミセス・クリーヴェイジ）（1999年）
- バブ（Babu）（パブロ・マルクェス、エル・プエルト・リクゥエーニョ、ウバス、ガイジン、パブロ、ラ・パンテーラ・エクゥアトリアナ）（1997年 - 1999年）
- ロッコー・ロック（Rocco Rock）（ケン・ペニー、ザ・チータキッド、Col.デクラーク、マリオ・サヴォルディ、フライボーイ・ロッコ）（1993年、1999年）
- エース・ダーリング（Ace Darling）（マイク・モラルド、SMW版ドインク・ザ・クラウン、レイ・ダーリング）（1992年 - 1994年、1997年 - 1999年）
- ジョニー・パラダイス（Johnny Paradise）（クリス・ハウン、クリス・ハーン）（1990年 - 1993年、1998年 - 1999年）
- ショーン・キャセイ（Sean Casey）（KCサンシャイン）（1997年 - 1999年）
- ロウ・マルコニ（Lou Marconi）（ビーフ・ステュー・ロウ・マルコニ）（1994年、1996年 - 1999年）
- アリシア・ウェッブ（Alicia Webb）（ライアン・シャムロック、シンフォニー）（1999年）
- マリア・ホサカ（Malia Hosaka）（1999年）
- ブランディ・アレキサンダー（Brandi Alexander）（1999年）
- オーエン・ハート（Owen Hart）（オーウェン・ジェイムズ、ジ・アヴェンジャー、ザ・ブルー・エンジェル、ブルー・ブレイザー）（1989年、1991年 - 1999年）（1999年5月23日死去）
- ゴリラ・モンスーン（Gorilla Monsoon）（ボブ・マレラ、ジノ・マレラ）（1963年 - 1999年 [注釈 29]）（1999年10月6日死去）
- ロード・ウォリアー・ホーク（Road Warrior Hawk）（クラッシャー・ヘイグ、ホーク、ホーク・ウォリアー）（1991年 - 1992年、1997年 - 1999年）（2003年10月19日死去）
- ジョニー・グランジ（Johnny Grunge）（ジョニー・ロッテン、エクゥアリザー・ザップ、マイク・ダーラム、トロイ・ダーラム）（1990年 - 1991年、1993年、1999年）（2006年2月16日死去）
- アースクエイク（Earthquake）（ビッグ・ジョン・テンタ、ジョン・テンタ、カナディアン・アースクェイク、アースクェイク・エヴァンス、ジ・アヴァランチェ、ザ・シャーク、ガーゴイル、ゴルガ）（1989年 - 1993年、1998年 - 1999年）（2006年6月7日死去）
- チーフ・ジェイ・ストロンボー（Chief Jay Strongbow）（ルー・スカルパ、ルイージ・スカルパ、ジョー・スカルパ、プロウド・レベル、ジェイ・ストロンボウ）（1970年 - 1999年 [注釈 30]） [2012年4月3日死去]
- "ネイチャー・ボーイ"バディ・ランデル（"Nature Boy"Buddy Landel）（バディ・ループ）（1995年、1999年）（2015年6月22日死去）
- ジョージ"ジ・アニマル"スティール（George"The Animal"Steele）（ザ・スチューデント、アニマル・マシーン）（1967年 - 1981年、1984年 - 1989年、1998年 - 1999年）（2017年2月16日死去）
- ニコル・バス（Nicole Bass）（1999年（2017年2月17日死去）

### 2000年
- カール・ウエレ（Carl Oulette）（バッシュ・ザ・ターミネーター、キラー・カール・ウォレス、ケベッカー・ピエール、ジャン＝ピエール・ラフィット、カール・ウエレ、ピエール・カール・ウォレテ、クリス・キャノンボール、X、PCO）（1993年 - 1995年、1998年 - 2000年）
- ミディオン（Mideon）（クラッシャー・デニス、デニス・ナイト、テックス・サリンジャー、テックス・スラシンジャー、レザーフェイス、フィニアス・I・ゴドウィン、デニス・パワー・ゴート）（1996年 - 2000年）
- BB（カズン・ブランディー、ブランディ・メイ、バーバラ・ブッシュ、ミスB、パパヤ、テイラー・ヴォーン）（1999年 - 2000年）
- ジャスト・ジョー（Just Joe）（カウボーイ・ビリー・ジョンソン、ドラゴン、ジョー・エース、ジョー・E・レジェンド、ジョー・レジェンド、ジャスト・ジョー）（2000年）
- ゴッドファーザーズ・ホー（Godfather's Ho）（ボブキャット、バルーム・バービー、プッシー・ウィロウ、プリンシパル・ラザルス、シンディ・ボブキャット、ボビー・バードット）（1999年 - 2000年）
- ブリティッシュ・ブルドッグ（The British Bulldog）（デイビーボーイ・スミス）（1986年 - 1992年、1994年 - 1997年、1999年 - 2000年）（2002年5月17日死去）
- ルナ・バション（Luna Vachon）（エンジェル・バション、ルナ、ドーター・オブ・ダークネス）（1993年 - 1994年、1997年 - 2000年）（2010年8月27日死去）

### 2001年
- ザ・キャット（The Kat）（ラブリー・ステイシー、ステイシー・カーター、ミス・キティ）（1999年 - 2001年）
- バフ・バグウェル（Buff Bagwell）（ハンサム・ストレンジャー、マーカス・アレキサンダー・バグウェル、ファビアン）（2001年）
- ピート・ギャス（Pete Gas）（1999年 - 2001年）
- ロドニー（Rodney）（ロッド・レイジャス）（1999年 - 2001年）
- ジョーイ・アドス（Joey Abs）（ジェイソン・アーント、ヴェノム）（1999年 - 2001年）
- トーリー（Tori）（テイラー・メイド・メディナ、テリー・パワー）（1998年 - 2001年）
- エッセ・リオス（Essa Rios）（ミステル・アギラ、アギラ、パピ・チューロ）（1997年 - 2001年）
- ブライアン・クラーク（Bryan Clark）（ナイトウォーカー、アダム・ボム、ラス、ブライアン・クラーク）（1993年 - 1995年、2001年）
- スペル・バインダー（Spellbinder）（デル・リオス、ザ・レッドナイト、ファンタズミオ、ファンタジオ、エリージャ、ストリーク）（1995年、2001年）
- キッド・ロメオ（Kid Romeo）（ロメオ）（2001年）
- ブライアン・アダムス（Brian Adams）（アメリカン・ニンジャ、ザ・ミッドナイト・ソルジャー、クラッシュ、デモリッション・クラッシュ）（1990年 - 1998年、2001年）（2007年8月13日死去）
- チャイナ（Chyna）（ジョーニー・リー、ジョーニー・ローラー）（1997年 - 2001年）（2016年4月20日死去）

### 2002年
- レイモンド・ルージョー（Raymond Rougeau）（レイ・ルージョー）（1986年 - 2002年）[注釈 31]
- ハク（Haku）（プリンス・トンガ、トンガ・フィフィタ、タマ・トンガ、キング・トンガ、キング・ハク、ミング）（1986年 - 1992年、2001年 - 2002年）
- ザ・ゴッドファーザー（The Godfather）（ソウルテイカー、バロン・サメディ、サー・チャールズ、パパ・シャンゴ、カマ・ムスタファ、カマ、ザ・グッドファーザー）（1992年 - 1993年、1995年 - 2002年）
- TAKAみちのく（Taka Michinoku）（ブルーK、グレート・タカスケ、ミスターT、ロボ・みちのく、ガイ・みちのく、ぺぺ・みちのく、ピザ・みちのく、ザ・グレート・TAKAみちのく、TAKA・サウス・アメリカ）（1997年 - 2002年）
- タイガー・アリ・シン（Tiger Ali Singh）（タイガー・ジート・シン・ジュニア）（1997年 - 2002年）
- スティーブ・ブラックマン（Steve Blackman）（リーサル・ウェポン）（1997年 - 2002年）
- ショーン・スタージャック（Shawn Stasiak）（ミート）（1999年、2001年 - 2002年）
- ダイヤモンド・ダラス・ペイジ（Diamond Dallas Page）（フェイク・ラ・パルカ、DDP）（2001年 - 2002年）
- ジェリー・リン（Jerry Lynn）（アヴェンジャー、ダイアモンド・リン、サルタン・ガルゴラ、ゴーガサン・クロス、JL、ミスターJL）（2001年 - 2002年）
- ペリー・サターン（Perry Saturn）（サターン、ザ・ガーゴイル）（2000年 - 2002年）
- サイモン・ダイアモンド（Simon Diamond）（ジャパニーズ・アサシン、ランス・ダイアモンド、エンパイア・セイント、パット・ケニィ）（1998年 - 1999年、2002年）
- ミスター・パーフェクト（"Mr. Perfect"Curt Hennig）（カート・ヘニング）（1982年、1989年 - 1996年、2002年）（2003年2月9日死去）
- マイク・オーサム（Mike Awesome）（ザ・プロ、ザ・グラジエーター）（2001年 - 2002年）（2007年2月17日死去）
- スコット・ホール（Scott Hall）（スターシップ・コヨーテ、ロード・ヒューモンガス、テキサス・スコット、ダイヤモンド・スタッド、"バッド・ガイ"レイザー・ラモン）（1992年 - 1996年、2002年）（2022年3月14日死去）

### 2003年
- ブル・ブキャナン（Bull Buchanan）（パニッシャー、スタッド、リーコン、ブキャナン、B-2、B2、B-スクエアド、バリー・ブキャナン）（1997年 - 2003年）
- レイヴェン（Raven）（スコット・レビー、スコッティ・ザ・ボディ、スコット・アンソニー、スコッティ・フラミンゴ、ジョニー・ポロ）（2000年 - 2003年）
- デブラ（Debra）（デブラ・マクマイケル、デブラ・マーシャル、デブラ・ゲイル・マーシャル、デブラ・ウィリアムス、デブラ・クィーン）（1998年 - 2003年）
- エリック・アングル（Eric Angle）（2000年 - 2003年）
- ネイサン・ジョーンズ（Nathan Jones）（2003年）
- BJペイン（BJ Payne）（ペイン）（2001年、2003年）
- デイヴィッド・フレアー（David Flair）（2002年 - 2003年）
- フレッド・ブラッシー（Fred Blassie）（フレディ・ブラッシー、ビル・ブラッシー、セイラー・ブラッシー、フレディ・マクダニエル）（1963年 - 2003年）（2003年6月2日死去）[注釈 32]
- クラッシュ（Crash）（クラッシュ・ホーリー、エリン・オグラディ、マッド・マイキー）（1998年 - 2003年）（2003年11月6日死去）
- ビッグ・ボスマン（Big Boss Man）（ビッグ・ブーバー、ビッグ・ブーバー・ロジャース、ブーバー・ロジャース、レイ・トレイラー、ウォーマシーン、ザ・ボス、ガーディアン・エンジェル）（1988年 - 1993年、1998年 - 2003年）（2004年9月22日死去）
- クリス・キャニオン（Chris Canyon）（モーティス、キャニオン、ダークバード、C.C.K.、クリスＫ、クリス・モーガン、クリストファー・クロウクサリティス）（1993年 - 1994年、2001年 - 2003年）（2010年4月2日死去）
- ロディ・パイパー（Roddy Piper）（ロドニー・パイパー、スーパー・スコーピオン、ザ・カナディアン、マスクド・カナディアン、パイパーマシーン）（1984年 - 1996年、2003年）（2015年7月30日死去）

### 2004年
- リキシ（Rikishi）（ファトゥ、ザ・サルタン、JRスムース、ザ・キシュ、キシ、スモー・リキシ、リキシ・ファトゥ）（1992年 - 2004年）
- ギルバーグ（Gillberg）（ドゥエイン・ギル、ジ・エクスキューショナー1号、ロード・オブ・ダークネス・ペイン、ペイン）（1992年 - 1994年、1998年 - 2000年、2003年 - 2004年）
- スコット・スタイナー（Scott Steiner）（レスリングマシーン1号）（1993年 - 1994年、2002年 - 2004年）
- テリー（Terri）（マレーナ、アレキサンドラ・ヨーク、テリー・ラネルズ）（1996年 - 2004年）
- セイブル（Sable）（1996年 - 1999年、2003年 - 2004年）
- ニディア（Nidia）（2001年 - 2004年）
- リコ（Rico）（リコ・コンスタンティーノ）（2002年 - 2004年）
- ジョニー・スタンボリ（Johnny Stamboli）（ジョニー・ザ・ブル、グレート・ムタ、レッドラム、レリック）（2002年 - 2004年）
- シャニークワ（Shaniqua）（リンダ・マイルズ）（2002年 - 2004年）
- アーネスト "ザ・キャット" ミラー（Ernest "The Cat" Miller）（2002年 - 2004年）
- ザック・ゴーウェン（Zach Gowen）（テネイシャスZ）（2003年 - 2004年）
- ウルティモ・ドラゴン（Último Dragón）（浅井嘉浩、ザ・タイガー）（2003年 - 2004年）
- ルー・デボナ（Rue DeBona）（2003年 - 2004年）
- スコット・アンドリュース（Scoot Andrews）（ザ・ブラック・ネイチャー・ボーイ）（1999年 - 2004年）
- ジャクリーン（Jacqueline）（スウィート・ジョージア・ブラウン、ミス・テキサス、イースター・バニー、サージェント・ロック、ジャッキー、ジャッキー・ムーア、ジャクリーン・ムーア、ミス・テネシー、ミス・ジャクリーン、クィーン・モイシャ）（1998年 - 2004年）
- ショーン・オヘア（Sean O'Haire）（2001年 - 2004年）（2014年9月8日死去）
- チャボ・クラシック（Chavo Classic）（チャボ・ゲレロ・シニア、チャボ・ゲレロ）（2017年2月11日死去）
- グランドマスター・セクセイ（Grandmaster Sexay）（ブライアン・クリストファー、ネブラ、ブライアン・ローラー）（1997年 - 2001年、2004年）（2018年7月29日死去）
- ライアン・サコダ（Ryan Sakoda）（ケイジ・サコダ、ヴェイパー、サコダ）（2003年 - 2004年）（2021年9月2日死去）

### 2005年
- ヘスース（Jesús）（ハードコア・キッド、アーロン・アギレラ、バルラバス、ヘスース・アギレラ、ゾディアック、ルホ・エスキーレ）（2004年 - 2005年）
- モーリー・ホーリー（Molly Holly）（スターラ・サクストン、ミス・マッドネス、レディー・オフィーリア、モナ、マイティ・モーリー、ノラ・グリーンワルド）（1999年 - 2005年）
- ルーサー・レインズ（Luther Reigns）（ホーシュー、インスペクター・インパクト）（2004年 - 2005年）
- ケンゾー・スズキ（Kenzo Suzuki）（鈴木健三、鈴木健想、KENSO）（2004年 - 2005年）
- ミス・ジャッキー（Miss Jackie）（ジャッキー、ジャッキー・ゲイダ、ジャッキー・ハース）（2002年 - 2005年）
- ジョイ・ジョバンニ（Joy Giovanni）（2004年 - 2005年）
- エイミー・ウェバー（Amy Weber）（2004年 - 2005年）
- スパイク・ダッドリー（Spike Dudley）（マット・ハイソン、ブラザー・ラント）（2001年 - 2005年）
- ドーン・マリー（Dawn Marie）（タミー・リン・ビッチ）（2002年 - 2005年）
- ヒロコ（Hiroko）（ヒロコ・スズキ）（2004年 - 2005年）
- マーク・ジンドラック（Mark Jindrak）（マルコ・コルレオーネ、ソドム）（2001年 - 2005年）
- マット・モーガン（Matt Morgan）（ゴモラ）（2003年 - 2005年）
- メイヴェン（Maven）（2001年 - 2005年）
- アール・ヘブナー（Earl Hebner）（1988年 - 2005年）
- アイボリー（Ivory）（ニナ、ティナ・モレッティ）（1999年 - 2005年）
- フランキー・カザリアン（Frankie Kazarian）（フランキー、カザリアン、カズ、スーサイド）（2005年）
- ブルー・ミーニー（The Blue Meanie）（ブライアン・ロリンズ、ゼブラ・キッド、ブルーダスト、ダ・ブルー・ガイ、ブルー・ボーイ）（1998年 - 1999年、2005年）
- ダニエル・ピューダー（Daniel Puder）（2004年 - 2005年）
- モハメド・ハッサン（Muhammad Hassan）（マーク・マグナス）（2004年 - 2005年）
- クリスティ・ヘンミ（Christy Hemme）（2004年 - 2005年）
- ローレン・ジョーンズ（Lauren Jones）（2004年 - 2005年）
- ロッチェル・ローウェン（Rochelle Loewen）（ロッチェル）（2004年 - 2005年）
- ジム・コルネット（Jim Cornette）（ジェームズ・E・コルネット）（1993年 - 2005年）
- ジョニー・キャンディード（Johnny Candido）（ジョニー・キャンディート）（2005年）
- ダミアン・アダムス（Damian Adams）（ルイス・オルモドバル）（2005年）
- アレックス・シェリー（Alex Shelley）（@LXシェリー）（2005年[注釈 33]）
- エディ・ゲレロ（Eddie Guerrero）（マスカラ・マギカ、2代目ブラック・タイガー、エル・カリエンテ、エル・グラン・ルチャドール）（2000年 - 2001年、2002年 - 2005年）（2005年11月13日死去）
- アクセル・ロッテン（Axl Rotten）（1993年、2005年）（2016年2月4日死去）
- デイヴ・ヘブナー（Dave Hebner）（1986年 - 2005年）（2022年6月17日死去）

### 2006年
- フベントゥ（Juventud）（フベントゥ・ゲレーラ）（2005年 - 2006年）
- ハイデンライク（Heidenreich）（ビッグ・バッド・ジョン、ジョン・ハイデンライク）（2003年 - 2006年）
- アントニオ（Antonio）（アントニオ・トーマス、トーマス・サンテル）（2005年 - 2006年）
- ロミオ（Romeo）（ジョニー・ハートブレイカー、ジョヴァンニ・ロゼリー、ロメオ・ロゼリー）（2005年 - 2006年）
- ボブ・オートン（"Cowboy" Bob Orton）（ボブ・オートン・ジュニア、ビリー・ガスパー）（1982年、1984年 - 1987年、2005年 - 2006年）
- ママ・ベンジャミン（Momma Benjamin）（2006年）
- ジェームズ・ディック（James Dick）（タンク・トゥーランド）（2005年 - 2006年）
- チャド・ディック（Chad Dick）（ビリー・クリプトナイト、チャド・ウィックス、チャド・トゥーランド、クリプトナイト）（2005年 - 2006年）
- パーマー・キャノン（Palmer Canon）（ブライアン・ブラック、ブライアン・メイロート）（2005年 - 2006年）
- オーランド・ジョーダン（Orlando Jordan）（2003年 - 2006年）
- ジョニー・パリシ（Johnny Parisi）（ジョニー・パラダイス、ジョニー・スウィンガー、ベビー・ワルター）（2005年 - 2006年）
- ステイシー・キーブラー（Stacy Keibler）（スーパー・ステイシー、ミス・ハンコック、スカイ）（2001年 - 2006年）
- ガンナー・スコット（Gunner Scott）（ビニー・ヴァレンティーノ、ブレント・オルブライト、ヴァンス・ヴェイン、スター・ヴェイン、スモーク、ウェイン・ゲイター）（2006年）
- トリッシュ・ストラタス（Trish Stratus）（1999年 - 2006年）
- キッド・キャッシュ（Kid Kash）（デヴィッド・モートン、ザ・クロウ、デイヴィー・ピサノ、デビッド・ジェリコ、デビッド・キャッシュ、キャッシュ、キッド・クラッシュ）（2005年 - 2006年）
- ジャスティン・クレディブル（Justin Credible）（PJウォーカー、アルドー・モントーヤ、PG-187、PJポラコ）（1994年 - 1997年、2001年 - 2003年、2006年）
- マーティ・ジャネッティ（Marty Jannetty）（マーティ・オーツ）（1987年、1988年 - 1996年、2005年 - 2006年）
- フランシーン（Francine）（2006年）
- シコシス（初代）（Psicosis）（ニチョ、エル・サルバヘ、サイコシス、ニチョ・エル・ミジョナロ）（2005年 - 2006年）
- ダニー・ドーリング（Danny Doring）（ダニー・モリソン、ダン・モリソン）（2005年、2006年）
- スーパー・ポーキー（Super Porky）（2005年 - 2006年）（2021年7月26日死去）
- ビューラー・マクギリカッティ（Beulah McGillicutty）（テレサ・ピルマン）（1997年、2005年 - 2006年）
- マスカリータ・サグラダ（Mascarita Sagrada）（リトル・ラッキー、ミニ・ノヴァ、ミスター・ラッキー、ノヴァ、ペクゥェーニョ・ラーキー）（1997年 - 1999年、2005年 - 2006年）
- ブレント・オルブライト（Brent Albright）（ヴィニー・ヴァレンチーノ、ヴァンス・ヴェイン、スレイター・ヴェイン、スモーク、ガンナー・スコット、ウェイン・ゲイター、ミスター・エレクトリシティ、ゼン・ウォリアー）（2000年 - 2006年）
- ザ・ゾンビー（The Zombie）（ティム・アルソン、アフターバーン）（2006年）（2015年1月7日死去）
- ロージー（Rosey）（プリンス・クヒオ、マティ・スモールズ、マット・アノアイ、アルマゲドン2号、キモ、マティ・サムゥ、ロズィ）（2002年 - 2006年）（2017年4月18日死去）
- ロード・ウォリアー・アニマル（Road Warrior Animal）（ジョー・ローレン、ザ・ロード・ウォリアー、アニマル、アニマル・ウォリアー）（1990年 - 1992年、1997年 - 1999年、2003年 - 2006年）（2020年9月22日死去）

### 2007年
- ギャングレル（Gangrel）（デビッド・ヒース、ブラックハート・デストラクション、レスタット・ザ・ヴァンパイア、デイブ・ヒース、ヴァンパイア・ウォリアー、ザ・ウォーロック、ブラック・ファントム、ザ・ヴァンパイア）（1998年 - 2000年、2004年、2005年、2007年）
- クリストファー・W・アンダーソン（Christopher W Anderson）（CWアンダーソン）（2006年 - 2007年）
- ショート・スリーブ・サンプソン（Short Sleeve Sampson）（ポケット・ロケット、リトル・ブギーマン）（2003年 - 2005年、2007年）
- ジェイク・ジムナイ（Jake Gymini）（ビフ・ウェントワース、マイク・シェーン、リチャード・ジョンソン）（2006年 - 2007年）
- ジェシー・ジムナイ（Jesse Gymini）（チャズ・ウェントワース、トッド・シェーン、ロッド・ジョンソン）（2006年 - 2007年）
- ジャズ（Jazz）（ジャズミン）（2001年 - 2004年、2006年 - 2007年）
- シルベスター・ターカイ（Sylvester Terkay）（ジ・エスケイピー、ザ・コレクター、ザ・プレデター、スカイ・スクレイパー）（2006年 - 2007年）
- ダグ・バシャム（Doug Basham）（ザ・マシーン、バシャム）（2003年 - 2007年）
- ダニー・バシャム（Danny Basham）（ザ・ダマジャ、ダニー・ホリデイ、ダマジャ）（2003年 - 2007年）
- トニー・ママルーク（Tony Mamaluke）（CGアフィ、トニー・ルーク、アンソニー・ラゴッタ）（2006年 - 2007年）
- ロドニー・マック（Rodney Mack）（レッド・ドッグ、レッド・ドッグ・ベグナウド、バッド・ドッグ、ギャバン・アーチボールド）（2003年 - 2004年、2006年 - 2007年）
- レベッカ（Rebecca）（2006年 - 2007年）
- ロブ・コンウェイ（Rob Conway）（ボークセン・ブラザー2号、コンキスタドール1号、ロバート・コンウェイ）（2003年 - 2007年）
- サブゥー（Sabu）（テリー・イーザー、サムゥ、サンタ-ブゥ）（2006年 - 2007年）
- ヴィトー（Vito）（スカル・フォン・クラッシュ、ザ・ヘイル・クリシュナ、ビッグ・ヴィトー、サンタクロース）（2005年 - 2007年）
- アリエル（Ariel）（デザイア、シェリー、シェリー・マルティネス、クレ・ホ・パトラ、）（2006年 - 2007年）
- ミッチ（Mitch）（ニック・ミッチェル）（2006年 - 2007年）
- トリニティ（Trinity）（ステファニー、ステファニー・スター）（2006年 - 2007年）
- クリス・ケイ（Chris Kay）（2004年 - 2007年）
- レネ・デュプリ（René Duprée）（レネ・ルージョー、レネ・ボナパルト、ゲッドン）（2003年 - 2007年）
- シルヴァン（Sylvan）（スライ、シルヴァン・グラニエ）（2003年 - 2007年）
- ダン・ロッドマン（Dan Rodman）（ダン・ロディマー、ダニエル・ロディマー）（2007年）
- サイモン・ディーン（Simon Dean）（マイク・ブッチ、スーパーノヴァ、ハリウッド・ノヴァ、ノヴァ、マイケル・ブッチ）（2004年 - 2007年）
- サンドマン（Sandman）（ミスター・サンドマン、ハードコア・ハック）（2006年 - 2007年）
- マーカス・コー・ヴァン（Marcus Cor Von）（モンテ・ブラウン、モンティ・ブラウン、マーキス・コー・ヴァン）（2006年 - 2007年）
- シャーメル（Sharmell）（ペイズリー、シスター・シャーメル、クイーン・シャーメル）（2005年 - 2007年）
- クリスタル（Kristal）（クリスタル・ラシュリー、クリスタル・マーシャル）（2005年 - 2007年）
- ブルック（英語版）（Brooke）（ブルック・アダムス、ブルック・テスメイカー、ミス・テスメイカー）（2007年）
- ロバート・ギブソン（Robert Gibson）（ルーベン・ゴールド、リューベン・ゴールドスタイン、リューベン・ギブソン）（1993年、1998年、2006年 - 2007年）
- マーク・カンタベリー（Mark Canterbury）（ロシアン・アサシン、シャンハイ・ピアース、ヘンリー・O・ゴッドウィン）（1994年 - 1998年、2006年 - 2007年）
- クリス・ベノワ（Chris Benoit）（初代ペガサス・キッド、ワイルド・ペガサス、ダイナマイト・クリス、クリス・ベノイ）（2000年 - 2007年）（2007年6月25日死去）
- ファビュラス・ムーラ（The Fabulous Moolah）（リリアン・エリソン、メイ・エリソン、スレイブガール・ムーラ、スパイダー・レディ）（1983年 - 2007年）（2007年11月2日死去）
- テスト（Test）（マーチン・ケイン、アンドリュー・マーチン、TJサンダー）（1998年 - 2004年、2006年 - 2007年）（2009年3月13日死去）

### 2008年
- アナスタシア（Anastacia）（2007年 - 2008年）
- ロードキル（Roadkill）（アミッシュ・ロードキル、アントーニ・ポラスキ、トニー・ブラドック）（2005年 - 2008年）
- アル・スノー（Al Snow）（シノビ、スティーブ・ムーア、アバター、リーフ・キャシディ、ファイブスター・ニンジャ）（1995年 - 1997年、1998年 - 2007年、2007年 - 2008年）
- デイブ・テイラー（Dave Taylor）（"スクワイア" デビッド・テイラー、ティム・シェア）（1991年、2001年 - 2003年、2006年 - 2008年）
- トリー・ウィルソン（Torrie Wilson）（サマンサ）（2001年 - 2008年）
- トレバー・マードック（Trevor Murdoch）（トレバー・ローデス、スタン・ダップ、ジェスロ・ホリディ、ロスコー・ジャクソン）（2001年、2005年 - 2008年）
- ブレイデン・ウォーカー（Braden Walker）（クリス・ハリス）（2008年）
- ドミノ（Domino）（クリフ・コンプトン、ダイス・ドミノ）（2007年 - 2008年）
- シャノン・ムーア（Shannon Moore）（キッド・ダイナモ、エル・グラン・ルチャドール、エニグマ）（2002年 - 2005年、2006年 - 2008年）
- ジェームズ・カーティス（James Curtis）（キャシー・ジェームズ、KCジェームズ）（2006年 - 2008年）
- ニック・パトリック（Nick Patrick）（アサシン3号）（2001年 - 2008年）
- ローリー・マカリスター（Rory McAllister）（2006年 - 2008年）
- ロビー・マカリスター（Robbie McAllister）（ヒルボビー・グラハム、ロバート・グラハム）（2006年 - 2008年）
- チェリー（Cherry）（チェリー・パイ、カラ・スライス）（2006年 - 2008年）
- スティービー・リチャーズ（Stevie Richards）（ビッグ・スティービー・クール、デュード・ラヴ、スティーブン・リチャーズ）（1999年 - 2008年）
- アルマンド・アレハンドロ・エストラーダ（Armando Alejandro Estrada）（ウサマ、アルマンド・エストラーダ）（2006年 - 2008年）
- スペル・クレイジー（Super Crazy）（イステリア、スペル・ロコ、スペル・ウイルス、エル・ロコ）（2005年 - 2008年）
- ポール・ロンドン（Paul London）（エル・グラン・ルチャドール、サイディスティコ）（2003年 - 2008年）
- チャック・パルンボ（Chuck Palumbo）（チャック、ジャングル・ジム）（2001年 - 2004年、2006年 - 2008年）
- イライジャ・バーク（Elijah Burke）（"ザ・ポープ" ディアンジェロ・ディネロ、ダ・ポープ、ジェネラル・ポープ）（2006年 - 2008年）
- レナ・ヤダ（Lena Yada）（2008年）
- スニツキー（Snitsky）（ジーン・スニツキー）（2004年 - 2008年）
- バリー・ウインダム（Barry Windham）（ブラックジャック・マリガン・ジュニア、イエロー・ドッグ、ザ・ストーカー、ブラックジャック・ウインダム、ザ・ウィドゥメーカー）（1984年 - 1985年、1989年、1996年 - 1998年、2007年 - 2008年）
- ジョニー・ジッター（Johnny Jeter）（コンキスタドール2号、ジョニー、ジェイデン・ジッター）（2003年 - 2008年）
- マーティ・ガーナー（Marty Garner）（チャム・ペイン、パック・デュップ、ザック・リー）（1995年 - 1997年、2006年 - 2008年）
- ランス・ケイド（Lance Cade）（ギャリソン・ケイド、マイト・シャープ、カウボーイ・ケイド）（2003年 - 2008年）（2010年8月13日死去）
- ビッグ・ダディV（Big Daddy V）（デス・スカッド1号、ネルソン・ナイト、メイベル・ドインク、メイブル、ヴィセラ、ビッグ・ダディ・ブードゥー）（1993年 - 1995年、1998年 - 2000年、2004年 - 2008年）（2014年2月18日死去）
- ボールズ・マホーニー（Balls Mahoney）（ジョン・レッチャー、アブダー・シン、ブー・ブラッドリー、サンタ・クロース、カホニーズ、アブダー・デイン）（2006年 - 2008年）（2016年4月12日死去）
- アシュリー（Ashley）（アシュリー・マッサーロ）（2005年 - 2008年）（2019年5月16日死去）

### 2009年
- ディーロ・ブラウン（D'Lo Brown）（ADコナー）（1997年 - 2003年、2008年 - 2009年）
- バム・ニーリー（Bam Neely）（ザ・ヘルレイザー、ヘルファイア、ヘルレイザー・ガッツ、マグナス・マキシマムス、ジャスティン・ラローチェ）（2008年 - 2009年）
- ケビン・ソーン（Kevin Thorn）（セブン、ケビン・ファーティグ、モルデカイ、ヴェンジェンス、サーペント）（2004年 - 2005年、2006年 - 2009年）
- ジム・コルデラス（Jim Korderas）（1987年 - 2009年）
- マイク・ポージー（Mike Posey）（スリムP）（2006年 - 2009年）
- クリストファー・ノウィンスキー（Christopher Nowinski）（クリス・ハーバード、クリス・ノウィンスキー）（2001年 - 2009年）
- ロン・シモンズ（Ron Simmons）（ファルーク、ファルーク・アサド）（1996年 - 2009年）
- ビクトリア（Victoria）（クィーン・ヴィクトリア、タラ、ヘッド・ビッチ・イン・チャージ）（2000年 - 2009年）
- ハードコア・ホーリー（Hardcore Holly）（ボブ・ホーリー、サーマン・プラッグ、ボンバスティック・ボブ、スパーキー・プラグ）（1994年 - 2009年）
- マヌ（Manu）（ザ・サモアン・プリンス、アファ・ジュニア、マイタイ・アノアイ、アファ・アノアイ・ジュニア）（2008年 - 2009年）
- スコッティ・ゴールドマン（Scotty Goldman）（コルト・カバナ、クリス・ガイ、マット・クラシック、オフィサー・ジャック・オファーソン、パンチライン）（2008年 - 2009年）
- ブギーマン（The Boogeyman）（ナイト・クローラー、マーティ・ライト）（2005年 - 2006年、2006年 - 2009年）
- タイソン・トムコ（Tyson Tomko）（トラヴィス・バン、トラヴィス・トムコ、トムコ、アルマ）（2004年 - 2006年、2008年 - 2009年）
- キザーニー（Kizarny）（シン、カナディアン・シンナー、ニック・シン、ニコラス・シン、シンデレラ、シン・ボーディ、シン・ボディン）（2008年 - 2009年）
- ライアン・ブラドック（Ryan Braddock）（ブラッド・ブラッドリー、ジェイ・ブラッドリー）（2008年 - 2009年）
- タズ（Tazz）（ザ・タスマニアデビル、タスマニアック、タズマニアック、ピート・タンジーロ）（2000年 - 2009年）
- ミスター・ケネディ（Mr. Kennedy）（カミカゼ・ケン、ケン・アンダーソン、ケン・ケネディ、ミスター・アンダーソン）（2001年 - 2009年）
- シム・スヌーカ（Sim Snuka）（ジミー・スヌーカ・ジュニア、ソロ・スヌーカ、デュース・シェイド、デュース）（2007年 - 2009年）
- キャンディス・ミシェル（Candice Michelle）（2004年 - 2009年）
- リッキー・オルティズ（Ricky Ortiz）（アトラス・ディーボン、アトラス・オルティズ、リッキー・ヤング）（2008年 - 2009年）
- ハクソー・ジム・ドゥガン（Hacksaw・Jim Duggan）（ザ・コンビクト）（1981年、1987年 - 1994年、2005年 - 2009年）
- ヴァル・ヴィーナス（Val Venis）（スコット・ボーダー、ザ・ラヴマシーン2号、ショーン・モーリー、ザ・スティール、ザ・ビッグ・ヴァルボウスキィ、チーフ・モーリー、グラマー・ボーイ・ショーン、トゥー・ヒップ）（1998年 - 2009年）
- ローレン・メイヒュー（Lauren Mayhew）（2009年）
- DJガブリエル（DJ Gabriel）（スティーブ・レウィントン、スティーブ・ソニック、ジャック・ガブリエル、ガブリエル）（2008年 - 2009年）
- ミッキー・ジェイ（Mickey Jay）（ミッキー・ヘンソン、ミッキー・ジェイ・ヘンソン）（1992年 - 1993年、2005年 - 2009年）（2022年2月14日死去）
- マイク・クルーエル（Mike Kruel）（キッド・クルーエル、クルーエル、マイケル・W・クルーエル、マイケル・ワシントン・クルーエル、マイク・マヨ）（2006年 - 2009年）
- チャド・コリアー（Chad Collyer）（チャド・マレンコ、メタルマスター、ザ・スティールス）（2000年 - 2001年、2003年 - 2005年、2007年 - 2009年）
- マイク・アダムル（Mike Adamle）（2008年 - 2009年）
- ウマガ（Umaga）（アルマゲドン1号、エディ・ファトゥ、エクモ、ジャマール）（2002年 - 2003年、2006年 - 2009年）（2009年12月4日死去）
- ティム・ホワイト（Tim White）（1985年 - 2009年）（2022年6月19日死去）

### 2010年
- エリック・エスコバー（Eric Escobar）（エリック・アレクサンデル、エリック・ペレス）（2009年 - 2010年）
- ポール・バーチル（Paul Burchill）（バーチル、ザ・リッパー）（2005年 - 2010年）
- チャーリー・ハース（Charlie Haas）（2002年 - 2005年、2006年 - 2010年）
- スラムマスターJ（Slam Master J）（レイ・ゴーディ、コーシン・クレタス、コーシン・レイ、ジェシー、ジェシー・ダルトン）（2007年 - 2010年）
- ケイティ・リー（Katie Lea）（カット、ニキタ、カタリナ、ケイティ・リー・バーチル、カット・ラルー、ウィンター、カタリナ・リー、カット・ウォーター、カタリナ・レイ、カタリナ・ウォーター）（2008年 - 2010年）
- マイク・ノックス（Mike Knox）（2006年 - 2010年）
- トニー・アトラス（Tony "Mr. USA" Atlas）（トニー・ホワイト、サバ・シンバ）（1980年 - 1984年、1985年 - 1986年、1990年 - 1991年、2008年 - 2010年）
- バージル（Virgil）（ラスコース・ブラウン、ST・ジョーンズ、ヴィンセント、カーリー・ビル）（1987年 - 1994年、2010年）
- サバンナ（Savannah）（アンジェラ、ミス・アンジェラ）（2009年 - 2010年）
- ケイレン・クロフト（Caylen Croft）（クリス・ケイジ、クリス・バンクス、クリストファー・パボーネ）（2009年 - 2010年）
- ジリアン・ホール （Jillian Hall）（マカエラ・メルセデス、ジリアン、ジリアン・フレッチャー）（2005年 - 2010年）
- ヴァンス・アーチャー（Vance Archer）（シャドウ、ダラス、ランス・ホイト、ランス・ロック、ランス・アーチャー）（2009年 - 2010年）
- ジミー・ワン・ヤン（Jimmy Wang Yang）（ジミー・ヤン、ユン・ヤン、アキオ）（2001年、2003年 - 2005年、2006年 - 2010年）
- ブレット・ハート（Bret "The Hit Man" Hart）（バディ・ハート）（1984年 - 1997年、2009年 - 2010年）
- ティファニー（Tiffany）（タリン・テレル）（2008年 - 2010年）
- グース・マホニー（Goose Mahoney）（2010年）
- カヴァル（Kaval）（ロウ・キー、クイックキック、センシ）（2000年 - 2002年、2008年 - 2010年）
- コートニー・テイラー（Courtney Taylor）（デイジー、ウェズレイ・ホリデイ、ベバリー）（2009年 - 2010年）
- ポール・ベアラー（Paul Bearer）（サー・パーシー・プリングル三世）（1991年 - 2002年、2004年 - 2007年、2010年）（2013年3月5日死去）
- シャド・ガスパード（Shad Gaspard）（ダ・ビースト、シャド）（2006年 -2007年、2008年 - 2010年）（2020年5月17日死去）

### 2011年
- ジャクソン・アンドリュース（Jackson Andrews）（サイラス）（2010年 - 2011年）
- ミシェル・マクール（Michelle McCool）（ミシェル・マクール・アレキサンダー）（2004年、2006年 - 2011年）
- マイケル・ターヴァー（Michael Tarver）（タイロン・エヴァンス、タイロン・ジョーンズ、タイロン・ターヴァー、ミスター・ターヴァー）（2010年 - 2011年）
- チャボ・ゲレロ（Chavo Guerrero）（チャボ・ゲレロ・ジュニア、ルーテナント・ロコ、カーウィン・ホワイト、スワガーズ・ソーリング・イーグル）（2001年 - 2011年）
- バル・ビーナス（Val Venis）（スコット・ボーダー、ザ・ラブマシーン2号、ショーン・モーリー、ザ・スティール、ザ・ビッグ・ヴァルボウスキー、チーフ・モーリー）（1998年 - 2009年、2010年 - 2011年）
- ウラジミール・コズロフ（Vladimir Kozlov）（オレッグ・プルディウス、アレクサンダー・コズロフ）（2008年 - 2011年）
- クリス・マスターズ（Chris Masters）（クリス・モルデツキー、クリス・ムーア、クリス・アドニス、アメリカン・アドニス、コンクリート）（2005年 - 2007年、2009年 - 2011年）
- ゲイル・キム（Gail Kim）（ラ・フェリナ）（2003年 - 2004年、2009年 - 2011年）
- メリーナ（Melina）（カイラ、メリーナ・ペレス、メラニー・リトル・ディーア）（2005年 - 2011年）[注釈 34]
- トッド・グリシャム（Todd Grisham）（トッド・アンドリュー・グリシャム）（2000年 - 2011年）
- ナンジオ（Nunzio）（ダミアン・ストーン、ダミエン・ストーン、ジェームズ・ストーン、リトル・グイドー、グイドー・マリタート、ジェイムズ・マリタート、リトル・グイドー・マリタート、トニー・ブロードウェイ）（2002年 - 2008年、2011年）
- ヒューゴ・サビノビッチ（Hugo Savinovich）（1993年 - 2011年）
- ジャック・コーペラ（Jack Korpela）（2011年）

### 2012年
- トム・プリチャード（Tom Prichard）（トム・プライス、ドクター・ベン・キャセイ、ジップ、ドクターX）（1996年 - 2004年、2007年 - 2012年）
- マキシン（Maxine）（キャンディガール、リヴィアナ）（2012年）
- カルマ（Kharma）（アメージング・コング、マルガレーテ、オーサム・コング）（2011年 - 2012年）
- AW（エイブラハム・ワシントン、ブライアン・ジョシー）（2009年 - 2010年、2012年）
- タイラー・レックス（Tyler Reks）（ゲイブ・タフト、タージ・ミラノ）（2009年 - 2012年）
- ケリー・ケリー（Kelly Kelly）（2006年 - 2012年）

### 2013年
- トレント・バレッタ（Trent Barreta）（プラズマ、グレッグ・カルドナ、ザ・ガール・オブ・メキシコ、グレッグ・ジャクソン、トレント・ベレッタ、ミスター・フロリダ、トレント？、バレッタ、グレッグ・マラシウロ、エース・ヴェッター）（2009年 - 2013年）
- ジャック・ドーン（Jack Doan）（1991年 - 2013年）
- ドクター・シェルビー（Dr. Shelby）（2012年 - 2013年）
- アンドレア・リン（Andrea Lin）（2013年）
- サカモト（Sakamoto）（KAZMA、KAZMA SAKAMOTO）（2012年 - 2013年）
- マット・ストライカー（Matt Striker）（ストライカー、マット・ライト、マット・マーテル、マッスルズ・マリナラ）（2005年 - 2013年）
- スティーブ・カーン（Steve Keirn）（ドインク・ザ・クラウン、スキナー、ザ・ゲーター）（1991年 - 1993年、2004年 - 2013年）
- テッド・デビアス（Ted DiBiase）（2008年 - 2013年）
- トニー・ドーソン（Tony Dawson）（2012年 - 2013年）

### 2014年
- ケイトリン（Kaitlyn）（2010年 - 2014年）
- シン・カラ（Sin Cara）（アストロ・ボーイ、こまち、ミスティコ、ミステシス、カリスティコ、シン・カラ・アズール）（2011年 - 2014年）
- エゼキエル・ジャクソン （Ezekiel Jackson）（ビッグ・リック・ヒッツ、リクロン・ステフェンス、リクロン）（2008年 - 2014年）
- メイソン・ライアン（Mason Ryan）（ケルティック・ウォリアー、スマックダウン・ウォリアー、グラディエーター・ゴライアス）（2011年 - 2014年）
- セオドア・ロング（Theodore Long）（テディ・ロング）（1999年 - 2014年）
- JTG（ネイバーフッディー）（2006年 - 2007年、2008年 - 2014年）
- エヴァン・ボーン（Evan Bourne）（マット・サイダル）（2008年 - 2014年）
- ヨシ・タツ（Yoshi Tatsu）（山本尚史、ミスター・ヤマモト、ヤマモト、ヨシタツ・ヤマモト、ヨシタツ）（2009年 - 2014年）
- ブローダス・クレイ（Brodus Clay）（Gリラ、モンストロース・BC、タイラス）（2011年 - 2014年）
- カマーチョ（Camacho）（エージェントT、ドニー・マーロウ、ヌク、トンガ、タンガ・ロア）（2011年 - 2014年）
- アクサナ（Aksana）（2011年 - 2014年）
- マーク・ハリス（Marc Harris）（2013年 - 2014年）
- ヴィッキー・ゲレロ（Vickie Guerrero）（2005年 - 2014年）
- ジョシュ・マシューズ （Josh Mathews）（2004年 - 2014年）
- リカルド・ロドリゲス（Ricardo Rodriguez）（キメラ、エル・ローカル）（2010年 - 2014年）
- ロブ・ヴァン・ダム（Rob Van Dam）（ロブ・ザコウスキー、ロビーV）（2001年 - 2007年、2013年 - 2014年）
- ユージン（Eugene ）（ニック・ディンスモア、ドインク・ザ・クラウン、ユージン・ディンスモア、ドクター・ニコラス・ディンスモア）（2004年 - 2007年、2009年、2013年 - 2014年）
- ジャスティン・ロバーツ（Justin Roberts）（2002年 - 2014年）
- ザ・グレート・カリ（The Great Khali）（ダリップ・シン、ジャイアント・シン、ヒガンテ・シン）（2006年 - 2014年）

### 2015年
- ジャスティン・ガブリエル（Justin Gabriel）（PJブラック、ジャスティン・エンジェル、ポール・ロイド、ザ・バニー）（2010年 - 2015年）
- ビル・デモット（Bill DeMott）（クラッシュ・ザ・ターミネーター、ヒュー・モラス、マン・オブ・クエスチョン、キャプテン・レクション、ジェネラル・ヒュー・レクション）（2001年 - 2007年、2011年 - 2015年）
- AJリー（AJ Lee）（ミス・エイプリル、エイプリル・リー、AJ）（2009年 - 2015年）
- ハルク・ホーガン（Hulk Hogan）（スーパー・デストロイヤー、テリー・ボレア、ザ・マグニフィセント・ハルク、テリー・ボウルダー）（1979年 - 1980年、1983年 - 1993年、2002年 - 2003年、2005年、2006年、2014年 - 2015年）
- レイラ（Layla）（レイラ・ロンドン）（2006年 - 2015年）
- ビリー・ガン（Billy Gunn）（キップ・ウィンチェスター、ロッカビリー、キップ・ジェイムス、キュート・キップ、キップ、キップ・ガン）（1993年 - 2004年、2012年 - 2015年）
- ブラッド・マドックス（Brad Maddox）（ビーフ・ウェリントン、ブレット・ウェリントン、ジョシュア・キングスレイ）（2012年 - 2015年）
- ハービー・ウィップルマン（Harvey Wippleman）（ダウンタウン・ブルーノ、ドクター・ハービー・ウィップルマン、ハービーナ、レナード・スパジンスキー）（1991年 - 2015年）
- ダスティ・ローデス（Dusty Rhodes）（ダスティ・ラネルズ、ユヴァルド・スリム、ミッドナイト・ライダー、フランク・ジェームズ）（1989年 - 1991年、2005年 - 2015年）（2015年6月11日死去）

### 2016年
- トミー・ドリーマー （Tommy Dreamer）（トミー・マディソン、シルバー・ジェット、TDマディソン）（2001年 - 2010年、2015年 - 2016年）
- リッチ・ブレナン（Rich Brennan）（アンソニー・プラット）（2015年 - 2016年）
- カイル・エドワーズ（Kyle Edwards）（アルダ・エカル）（2014年 - 2016年）
- スティーブ・ロンバルディ（Steve Lombardi）（ブルックリン・ブロウラー、キム・チー、ドインク・ザ・クラウン、アビー・ナックルボール・シュワルツ）（1983年 - 2016年）
- ゼブ・コルター（Zeb Coulter）（ウェイン・コーワン、クリス・ギャラガー、ダッチ・マンテル、テキサス・ダート、バーサ・トラビス、アンクル・ゼベカイア）（1994年 - 1997年、2013年 - 2016年）
- ホーンスワグル（Hornswoggle）（ショートスタック、リトル・バスタード、ミニゲーター、ザ・ビッグ・ディール、ディラン・ポスティ、スウォグル、ドインク・ザ・クラウン、ホーンスワグル・マクマホン）（2006年 - 2016年）
- ダミアン・サンドウ（Damien Sandow）（アーロン・スティーブンス、ジ・イースター・バニー、アイドル・スティーブンス、ミスター・ビッグ・タイム、ダミアン・ミズドウ、マッチョ・マンドウ）（2006年 - 2007年、2012年 - 2016年）
- サンティーノ・マレラ（Santino Marella）（ジョー・バスコ、ボリス・アレクシエフ、サンティナ・マレラ）（2007年 - 2016年）
- アレックス・ライリー（Alex Riley）（ケビン・カイリー、カーソン・オークリー）（2010年 - 2016年）
- キャメロン（Cameron）（キャメロン・リン）（2011年 - 2016年）
- エル・トリート（El Torito）（マスカリータ・サグラダ[注釈 35]、マスカリータ・サグラダ・ドス・ミル、マスカリータ・ドラダ、マスカリータ・プラテアダ、エル・バニィ、エル・チャーリット、リル・チキン、エル・ロボ、スピーディ・ゴンザレス）（2013年 - 2016年）
- アダム・ローズ（Adam Rose）（レオ・クルーガー、プレスリー・ジャクソン）（2014年 - 2016年）
- エデン（Eden）(ブランディ、エデン・スタイルズ、ブランディ・ローデス）（2011年、2014年 - 2016年）
- リリアン・ガルシア（Lilian Garcia）（1999年 - 2009年、2011年 - 2016年）
- ライバック（Ryback）（ライアン・リーブス、スキップ・シェフィールド）（2010年 - 2016年）
- ジョーイ・スタイルズ（Joey Styles）（2005年 - 2016年）
- リタ（Lita）（アンジェリカ、ミス・コンジェニアリティ、エイミー・ダーマス）（1999年 - 2006年、2015年 - 2016年）
- ババ・レイ・ダッドリー（Bubba Ray Dudley）（ザ・ターミネーター、バー・バー・レイ・ダッドリー、ババ・レイ、ブラザー・レイ、ブリー・レイ）（1999年 - 2005年、2015年 - 2016年）
- アルベルト・デル・リオ（Alberto Del Rio）（ドス・カラス・ジュニア、ハッスル仮面ゴールド、アルベルト・バンデラス、ドス、アルベルト・エル・パトロン）（2010年 - 2014年、2015年 - 2016年）
- マイキー（Mikey）（ライブ・ワイル、マイク・ブレンドリー、マイク・モンド、エル・モンド、マイティ・マイキー、モンド）（2006年 - 2007年、2016年）
- ヘッドバンガー・モッシュ（Headbanger Mosh）（チャズ・ウェア、スパイダー1号、チャールズ・ウォリントン、シスター・アンジェリカ、ビーヴァ・クリーヴェイジ、チャズ、ガーディアン・オブ・トルース2号）（1995年 - 2001年、2016年）
- ヘッドバンガー・スラッシャー（Headbanger Thrasher）（グレン・ラス、フランキー・フェイヴァリット、スパイダー、スパイダー2号、マザー・スマッカー、ガーディアン・オブ・トルース1号）（1995年 - 2000年、2016年）
- ジャック・ランザ（Jack Lanza）（ブラックジャック・ランザ）（1973年、1975年、1985年 - 2016年）（2021年12月8日死去）

### 2017年
- ジョーイ・マーキュリー（Joey Mercury）（ジョーイ・マシューズ）（2004年 - 2007年、2010年 - 2017年）
- ローザ・メンデス（Rosa Mendes）（ミレーナ・ルッカ、ルッカ）（2008年 - 2017年）
- ジャック・スワガー（Jack Swagger）（ジェイク・ヘイガー）（2008年 - 2017年）
- ミック・フォーリー（Mick Foley）（ジャック・フォーリー、ニック・フォーリー、カクタス・ジャック、マンカインド、デュード・ラブ）（1996年 - 2001年、2003年 - 2008年、2011年 - 2013年、2016年 - 2017年）
- サイモン・ゴッチ（Simon Gotch）（サイコ・セス、ライアン・ドラゴ）（2016年 - 2017年）
- TAJIRI（田尻義博、アクアリウス、キッコーマン、タイガー・ブランコ）（2001年 - 2005年、2016年 - 2017年）
- オースチン・エリーズ（Austin Aries）（ダン"カジュアル"セクソン、オースチン・スター、スーサイド）（2016年 - 2017年）
- ホーホー・ルン（HoHo Lun）（2016年 - 2017年）
- ジミー・ジェイコブス（Jimmy Jacobs）（2015年 - 2017年）
- サマー・レイ（Summer Rae）（2011年 - 2017年）
- ダレン・ヤング（Darren Young）（2010年 - 2017年）
- ジム・ジョンストン（Jim Johnston）（1985年 - 2017年）
- クリス・ジェリコ（Chris Jericho）（コラソ・デ・レオン、ライオン・ハート、ライオン道、スーパー・ライガー）（1999年 - 2005年、2007年 - 2010年、2012年 - 2013年、2014年 - 2017年）

### 2018年
- エンツォ・アモーレ（Enzo Amore）（2016年 - 2018年）
- リッチ・スワン（Rich Swann）（リッチ・市川、スワン・ハンセン、リッチ・マネー、エル・ネグロ・ミステリオ）（2016年 - 2018年）
- ビッグ・キャス（Big Cass）（コリン・キャサディ）（2016年 - 2018年）
- ジェームズ・エルスワース（James Ellsworth）（ジミー・ドリーム）（2016年 - 2017年、2018年）
- ネヴィル（Neville）（PAC、ジャングル・パック、ダークサイド・ハヤブサ、エイドリアン・ネヴィル、ベンジャミン・サッタリー、ベン・サシリー）（2015年 - 2018年）
- コリン・デラニー（Colin Delaney）（コリン・オルセン）（2007年 - 2008年、2017年 - 2018年）
- ロバート・アンソニー（Robert Anthony）（エゴイスティコ・ファンタスティコ、ディクソン・コックス、エル・ホムブル・シン・ノンブル、ココリソ）（2017年 - 2018年）
- レビィ・スカイ（Reby Sky）（レベッカ・スカイ、レビィ・ハーディ、レベッカ・ヴィクトリア・レイェス）（2018年）

### 2019年
- アーン・アンダーソン（Arn Anderson）（ダブルA、ジ・エンフォーサー）（1988年 - 1989年、2001年 - 2019年）
- ヒデオ・イタミ（Hideo Itami）（小林健太、KENTA）（2017年 - 2019年）
- TJP（ピノイ・ボーイ、ピューマ、TJパーキンス、コブラ2号、JTクィン、マニック、スイサイド）（2016年 - 2019年）
- タイ・デリンジャー（Tye Dillinger）（ショーン・スピアーズ、ギャビン・スピアーズ）（2008年 - 2009年、2017年 - 2019年）
- ダーシャ・フエンテス（Dasha Fuentes）（ダーシャ）（2016年 - 2019年）
- ジム・ロス（Jim Ross）（1993年　- 2013年、2017年 - 2019年）
- バティスタ（Batista）（リヴァイアサン、ディーコン・バティスタ）（2002年 - 2010年、2014年、2019年）
- ゴールダスト（Goldust）（ダスティン・ローデス、ダスティ・ローデスJr.、ジ・アーティスト・フォーマリー・ノウン・アズ・ゴールダスト、ダスティン・ラネルズ、ゴールダスティン、ブラック・レイン、ゴールド・ダスティン、ダークチャイルド、セヴン）（1990年 - 1991年、1995年 - 1999年、2002年 - 2003年、2006年、2008年 - 2012年、2013年 - 2019年）
- ディーン・マレンコ（Dean Malenko）（ディーン・ソルコフ）（2000年 - 2019年）
- ディーン・アンブローズ（Dean Ambrose）（ジョン・モクスリー、ジョナサン・モクスリー、モクスリー・モックス、ベアー）（2011年 - 2019年）
- ライノ（Rhyno）（2001年 - 2005年、2015年 - 2019年）
- エリック・ビショフ（Eric Bischoff）（2002年 - 2007年、2019年）
- アリシア・フォックス（Alicia Fox）（トーリ、ヴィクトリア・クロフォード）（2009年 - 2019年）
- シン・カラ（Sin Cara）（インコグニート、ミスティコ、エル・ミスティコ・デ・ユアレス、ホルヘ・アリアス、フニコ、シン・カラ・ネグロ）（2011年 - 2019年）
- コナー（Konnor）（コナー・オブライエン）（2014年 - 2019年）
- ビクター（Viktor）（リック・ビクター、ビショップ、シャドウ）（2014年 - 2019年）
- パーシー・ワトソン（Percy Watson）（ニック・マクニール）（2016年 - 2019年）
- マイク・カーマ（Mike Karma）（マイク・サイダル、ケン・ダーマ、リッゾ）（2018年 - 2019年）
- ジーン・オーカーランド（"Mean" Jean Okerlund）（ミーン・ジーン）（1984年 - 1993年、2001年 - 2019年）（2019年1月2日死去）
- ルーク・ハーパー（Luke Harper）（ハーパー、ブロディ・リー）（2013年 - 2019年）（2020年12月26日死去）

### 2020年
- マット・ハーディー（Matt Hardy）（ハイヴォルテージ、ワイルドー・ジンクス、サージ、コンキスタドール2号、ザ・ラーウェイ・リーパー、ジ・アイコン）（1998年 - 2010年、2017年 - 2020年）
- スコット・ドーソン（Scott Dawson）（KCアンダーソン）（2012年 - 2020年）
- ダッシュ・ワイルダー（Dash Wilder）（スティーブン・ウォルターズ）（2014年 - 2020年）
- マイク・ロトンド（Mike Rotundo）（IRS、マイケル・ウォールストリート）（1991年 - 1995年、2006年 - 2020年）
- マイク・キオーダ（Mike Chioda）（1989年 - 2020年）
- カート・アングル（Kurt Angle）（1999年 - 2006年、2017年 - 2020年）
- マリア・ケネリス（Maria Kanellis）（マリア）（2005年 - 2010年、2017年 - 2020年）
- ランス・ストーム（Lance Storm）（ザ・モンバ、アルティメット・ファイアフライ）（2001年 - 2005年、2019年 - 2020年）
- ザック・ライダー（Zack Ryder）（ブレット・マシューズ、ブレット・メジャー）（2007年 - 2020年）
- カート・ホーキンス（Curt Hawkins）（ブライアン・メジャー）（2007年 - 2014年、2016年 - 2020年）
- プリモ・コロン（Primo Colón）（エディ・コロン、プリモ、ディエゴ）（2008年 - 2020年）
- ヒース・スレイター（Heath Slater）（2010年 - 2020年）
- セリーナ・ディーブ（Serena Deeb）（セリーナ、セレナ・ディーブ、ペイジ・ウェッブ、マイア・マンチニ、セレナ・マンチニ）（2010年、2018年 - 2020年）
- エピコ・コロン（Epico Colón）（オーランド・コロン、ファイア・ブレイズ、ラ・ペサディラ、ドス・イークィス、エピコ、ティト・コロン、ティト・ニエベス、フェルナンド）（2011年 - 2020年）
- ルセフ（Rusev）（ミロスラフ・マカロフ、ザ・バッシュイング・ブルガリアン、アレクサンダー・ルセフ、ミロスラフ・バルニアシェフ、ミロスラフ・ペトロフ、ミロスラフ・ザ・ブルガリアン）（2014年 - 2020年）
- エイデン・イングリッシュ（Aiden English）（2016年 - 2020年）
- マイク・ケネリス（Mike Kanellis）（マイク・ベネット、マイケル・ベネット）（2017年 - 2020年）
- エリック・ヤング（Eric Young）（スーパー・エリック）（2018年 - 2020年）
- リオ・ラッシュ（Lio Rush）（レノン・ダフィ、ライ・グリーン、ライオネル・ジェラード・グリーン）（2018年 - 2020年）
- ノー・ウェイ・ホセ（No Way Jose）（マニー・ガルシア）（2018年 - 2020年）
- EC3（マイク・ハッター、ザ・デヴィアント、マイケル・ハッター、エージェントＤ、デリック・ベイトマン、イーサン・カーター三世）（2018年 - 2020年）
- ケンドー・カシン（Kendo Kashin）（石澤常光、ドラゴンソルジャーB、ミスターX）（2019年 - 2020年）
- ケイン・ヴェラスケス （Cain Velasquez）（2019年 - 2020年）
- スティング（Sting）（フラッシュ、ブレードランナー・フラッシュ、ブレードランナー・スティング）（2014年 - 2020年）
- ジャック・ギャラハー（Jack Gallagher）（ジャック・トキシック、ジャック・アンソニー）（2016年 - 2020年）
- ルネ・ヤング（Renee Young）（2012年 - 2020年）
- マウロ・ラナーロ（Mauro Ranallo）（2016年 - 2020年）
- ハワード・フィンケル（Howard Finkel）（1975年 - 2020年）（2020年4月16日死去）
- パット・パターソン（Pat Patterson）（1979年 - 2004年、2005年 - 2020年）（2020年12月2日死去）

### 2021年
- サンジェイ・ダット（Sonjay Dutt）（2019年 - 2021年）
- スティーブ・カトラー（Steve Cutler） （トミィ・マクリン、ステフェン・クプリク、トマス・マクリン、スティーヴ・マクリン）（2019年 - 2021年）
- ラーズ・サリバン（Lars Sullivan）（ディラン・マイリー、ディラン・ルード）（2019年 - 2021年）
- ビッグ・ショー（Big Show）（ポール・ワイト、ザ・ジャイアント）（1999年 - 2006年、2008年 - 2021年）
- クリスチャン（Christian）（クリスチャン・ケイジ、メイル・ナース、コンキスタドール2号）（1998年 - 2005年、2008年 - 2021年）
- チャーリー・カルーゾ（Charly Caruso）（チャーリー・アーノルト）（2016年 - 2021年）
- ミッキー・ジェームス（Mickie James） （エレクシス・ラレー、ラ・ルチャドーラ、プリンセス・エレクシス、クイーン・エレクシス、スーパーボール、ビッキー・アダムス）（2004年 - 2010年、2016年 - 2021年）
- ビリー・ケイ（Billie Kay）（ジェシー・マッケイ）（2018年 - 2021年）
- ペイトン・ロイス（Peyton Royce） （KCキャシディ、キャシー）（2018年 - 2021年）
- カリスト（Kalisto）（サムライ・デル・ソル、サムライ、オクタゴン・ジュニア）（2015年 - 2021年）
- タッカー（Tucker）（タッカー・ナイト）（2019年 - 2021年）
- チェルシー・グリーン（Chelsea Green）（ジェイダ、ラウレル・ファンネス、プリンセス・ゲイト、ミーガン・ミラー、レクラス）（2020年 - 2021年）
- ウェスリー・ブレイク（Wesley Blake）（コリー・ウェストン、ブレイク）（2019年 - 2021年）
- モジョ・ローリー（Mojo Rawley）（2016年 - 2021年）
- アレクサンダー・ウルフ（Alexander Wolfe）（2018年 - 2021年）
- ダニエル・ブライアン（Daniel Bryan）（アメリカン・ドラゴン、ブライアン・ダニエルソン）（2009年 - 2021年）
- トム・フィリップス（Tom Phillips）（トム・ハニファン）（2012年 - 2021年）
- アドナン・ヴィルク（Adnan Virk）（2021年）
- マーク・ヘンリー（Mark Henry）（1996年 - 2021年）
- アリスター・ブラック（Aleister Black）（トミー・ザ・エンド、トミー・エンド、トマス・ヴァンダイク）（2019年 - 2021年）
- マーフィー（Murphy） （マット・シルバ、バディ・マーフィー）（2018年 - 2021年）
- ルビー・ライオット（Ruby Riott）（ミス・ヘイディ、ヘイディ・ラヴラス、ヘイディ・ザ・リヴター、サリー・スティッチェス、ドリ・プランジェ、ルビー・リオ）（2017年 - 2021年）
- ラナ（Lana）（2014年 - 2021年）
- サンタナ・ギャレット（Santana Garrett）（サンタナ.Ｇ、サンタナ、ブリタニィ、サンタナ・ワンダー）（2019年 - 2021年）
- トニー・ニース（Tony Nese）（マット・マーヴェリック、アンソニー・ニース）（2016年 - 2021年）
- アリーヤ・デバリ（Ariya Daivari）（アライヤ・デヴァリ、シーク・ムスタファ・バシール）（2016年 - 2021年）
- タイラー・ブリーズ（Tyler Breeze）（マティアス・ワイルド、マット・クレメント、マイク・ダルトン、マイク・マクグラス）（2015年 - 2021年）
- ファンダンゴ（Fandango）（ジョニー・カーティス、ジョナサン、ジョナサン・カーティス）（2013年 - 2021年）
- サミル・シン（Samir Singh）（ハル・シラ）（2017年 - 2021年）
- スニル・シン（Sunil Singh）（グル・シラ、グルヴィンダー・シラ）（2017年 - 2021年）
- キリアン・デイン（Killian Dain）（ビッグ・ダモ）（2018年 - 2021年）
- リック・フレアー（Ric Flair）（ブラック・スコーピオ）（1991年 - 1993年、2001年 - 2009年、2012年 - 2021年）
- ジョジョ（JoJo）（2013年 - 2021年）
- グレッグ・ハミルトン（Greg Hamilton）（2015年 - 2021年）
- キース・リー（Keith Lee）（ケヴィン・ペイン、"ベアキャット"リー）（2020年 - 2021年）
- グラン・メタリック（Gran Metalik）（メタリク、プラタ2号、マスカラ・ドラダ、エル・ヒターノJr.）（2016年 - 2021年）
- リンセ・ドラド（英語版）（Lince Dorado）（バラム）（2016年 - 2021年）
- ハリー・スミス（Harry Smith）（DHスミス、デヴィッド・ハート・スミス、ブルドック・ハート、デイビーボーイ・スミス・ジュニア、ブラック・アサシン、）（2007年 - 2011年、2021年）
- エヴァ・マリー（Eva Marie）（2013年 - 2016年、2021年）
- ジョン・モリソン（John Morrison）（ジョニー・オニキス、ジョン・へニガン、ジョニー・ナイトロ、ジョニー・スーパースター、ジョニー・ムンド、ブーン・ザ・バウンティ・ハンター、ジョニー・インパクト、ジョニー・ブラッククラフト、ジョニー・デフィアンス、ジョニー・フックスウッズ、ジョニー・ブレイズ、ジョニー・ペニス、ジョニー・レリジオン）（2004年 - 2011年、2019年 - 2021年）
- ジャクソン・ライカー（Jaxson Ryker）（フィル・シャッター、ガンナー、チャド・レイル、シャッター）（2020年 - 2021年）
- シェイン・ソーン（Shane Thorne）（シェイン・ヘイスト、スラップジャック、ウィリアム・ケリー）（2020年 - 2021年）
- アイザイア "スワーブ" スコット（Isaiah "Swerve" Scott）（シェイン・ストリックランド、キルショット、Lt. ジャーメイン・ストリックランド）（2019年 - 2021年）
- ジェフ・ハーディー（Jeff Hardy）（キース・デイビス、インガス・ジンク、ウィロー・ザ・ウィスプ、ウルヴァリン、コンキスタドール1号、ウィロー、ブラザー・ネロ、イッチウィィド、アイスマン、ジェフ・ハーヴェイ、マスクド・マウンテン、ミーン・ジミー・ジャック・トムキンス）（1998年 - 2003年、2006年 - 2009年、2017年 - 2021年）
- トニー・ストーム（Toni Storm）（ストーム）（2017年 - 2021年）
- スコット・ガーランド（Scott Garland）（スコット・テイラー、スコッティ・ザ・ホッティ、スコッティ・2・ホッティ、ジェフ・テイラー）（1997年 - 2007年、2016年 - 2021年）
- ジョナサン・コーチマン（Jonathan Coachman）（2000年 - 2008年、2018年 - 2021年）

### 2022年
- ジ・ブライアン・ケンドリック（The Brian Kendrick）（スパンキー、ブライアン・ケンドリック、レオナルド・スパンキー、ダイアモンドバック、ザ・ジェット、リヴァー・ラット、ザ・ラフ・ライダー）（2002年 - 2004年、2005年 - 2009年、2014年 - 2022年）
- スコット・アームストロング（Scott Armstrong）（2006年 - 2022年）
- サモア・ジョー（Samoa Joe）（キング・ジョー）（2015年 - 2022年）
- セザーロ（Cesaro） （ダブルＣ、クラウディオ・カスタニョーリ、ベリー・ミステリアス・アイスクリーム、カスタグレリオス、アントニオ・セザーロ）（2011年 - 2022年）
- カルロス・カブレラ（Carlos Cabrera）（1993年 - 2022年）
- パット・バック（Pat Buck）（1999年 - 2022年）
- ゴールドバーグ（Goldberg）（2003年 - 2004年、2016年 - 2022年）
- ランジン・シン（Ranjin Singh）（2007年 - 2022年）
- "ストーン・コールド"スティーブ・オースチン（"Stone Cold" Steve Austin）（"スタニング"スティーブ・オースチン、リングマスター）（1995年 - 2002年、2003年 - 2004年、2005年、2022年）
- ペイジ（Paige）（ブリタニー・ナイト、ミス・ブリタニー、サラヤ、ブリタニー・フレイアリィ）（2014年 - 2022年）
- デビッド・オタンガ（David Otunga）（2010年 - 2022年）（ドーソン・アレキサンダー、Esp）
- カーティス・アクセル（Curtis Axel）（2010年 - 2020年、2022年）
- ジョン・ロウリネイティス（John Laurinaitis）（ジョニー・エース）（2001年 - 2022年）
- シェイン・マクマホン（Shane McMahon）（1993年 - 2009年、2016年 - 2022年）
- ジェフ・ジャレット（Jeff Jarrett）（1992年 - 1996年、1997年 - 1999年、2018年 - 2021年、2022年）
- ジミー・スミス（Jimmy Smith）（2021年 - 2022年）
- ナイジェル・マッギネス（Nigel McGuinness)（2016年 - 2022年）
- サーシャ・バンクス（Sasha Banks）（メルセデスKV、ミス・メルセデス、メルセデス・モネ）（2012年 - 2022年）
- マンディ・ローズ（Mandy Rose）（2015年 - 2022年）

### 2023年
- ディーボン・ダッドリー（D-Von Dudley）（ディーボン、リベレンド・ディーボン、ブラザー・ディーボン）（1999年 - 2005年、2015年 - 2023年）
- ステファニー・マクマホン（Stephanie McMahon）（ステファニー・マクマホン・ヘルムスリー）（1999年 - 2023年）
- ニッキー・ベラ（Nikki Bella）（ニコル・ベラ）（2008年 - 2023年）
- ブリー・ベラ（Brie Bella）（ブリ・ベラ、ブリアンナ・モニーク・ガルシア-コラス、ステファニー・ガルシア）（2008年 - 2023年）
- ロンダ・ラウジー（Ronda Rousey）（2014年 - 2017年、2018年 - 2023年）
- レイシー・エヴァンス（英語版）（Lacey Evans）（メイシー・エストレラ、メイシー・エヴァンス、ルビー、ルビー・モッブス）（2019年 - 2023年）
- マセ（Ma.çé）（メイス、ブレナン・ウィリアムズ、マーセラス・ブラック、ディオ・マディン）（2020年 - 2023年）
- マンソール（英語版）（Mån.sôöor）（マンスール、マンスール・アルシヘイル、マニー・ファブリノ、ビッグ・マニー・マニー）（2021年 - 2023年）
- マット・リドル（Matt Riddle）（リドル）（2020年 - 2023年）
- リディック・モス（Riddick Moss）（マイク・ローリス、マイケル・カーター、マッドキャップ・モス、ディッグ・ロウリス、マイケル・ローリス）（2021年 - 2023年）
- トップ・ドラ（Top Dolla）（AJフランシス、フラン￠）（2021年 - 2023年）
- リック・ブーグス（Rick Boogs）（エリック・ブーゲンハーゲン、リク・ブーグ、リク・ブゲズ、ジョセフ・アヴェレイジ）（2021年 - 2023年）
- イライアス（Elias）（ローガン・シューロ、イライアス・サムソン、エル・バガブンド、エゼキエル）（2017年 - 2023年）
- シェルトン・ベンジャミン（Shelton Benjamin）（シェルトン・X・ベンジャミン）（2002年 - 2010年、2017年 - 2023年）
- シャンキー（Shanky）（シャンキー・シン、ディルシャー・シャンキー、グルヴィンダー・シン・マルホトラ）（2021年 - 2023年）
- ドルフ・ジグラー（Dolph Ziggler）（ニック・ネメス、ダブルＮ、ニッキー、ニック・メトロ）（2005年 - 2023年）
- ムスタファ・アリ（Mustafa Ali）（ALTO、プリンス・アリ、プリンス・ムスタファ・アリ、アリ）（2016年 - 2023年）
- エマ（Emma）（テニール・タイラ、テニール・ダッシュウッド）（2014年 - 2017年、2022年 - 2023年）
- デイナ・ブルック（英語版）（Dana Brooke）（アシュリー・セブラ）（2016年 - 2023年）
- アリーヤ（英語版）（Aliyah）（ジャスミン）（2021年 - 2023年）
- エッジ（Edge）（アダム・インパクト、デーモン・ストライカー、セクストン・ハードキャッスル、アダム・コープランド、コンキスタドール1号）（1998年 - 2011年、2020年 - 2023年）
- "スーパースター"ビリー・グラハム（"Superstar"Billy Graham）（ウェイン・コールマン）（1972年 - 1978年、1983年 - 1986年、2004年 - 2009年、2015年 - 2023年）（2023年5月17日死去）
- ブレイ・ワイアット（ザ・フィーンド、ハスキー・ハリス、アクセル・マリガン）（2023年8月24日死去）

### 2024年
- ケビン・パトリック（Kevin Patrick）（2021年 - 2024年）
- ビンス・マクマホン（Vince McMahon）（ミスター・マクマホン）（1968年 - 2024年）
- ヴィア（Veer）（リンクゥ・シン、リンクゥ、ヴィア）（2018年 - 2024年）
- サンガ（Sanga）（サラブ・グルジャール）（2018年 - 2024年）
- ジンダー・マハル（Jinder Mahal）（タイガー・ラージ・シン、ラージ・シン、ラージャ・シン）（2010年 - 2014年、2016年 - 2024年）
- キャメロン・グライムス（Cameron Grimes）（トレバー・リー）（2019年 - 2024年）
- ザイア・リー（英語版）（Xia Li）（2017年 - 2024年）
- ザイオン・クイン（Xyon Quinn）（ダニエル・ビド）（2018年 - 2024年）
- ダイジャック(Dijak)    (クリストファー・ジェームス・ダイジャック)   (2017年-2024年)
- MVP（モンテル・ボンタビアス・ポーター、アントニオ・バンクス）[注釈 36][注釈 37]（2005年 - 2010年、2020年 - 2024年）
- ボビー・ラシュリー（Bobby Lashley）（ブラスター・ラシュリー、ラシュリー）（2005年 - 2008年、2018年 - 2024年）
- サマンサ・アーヴィン（Samantha Irvin）（2021年 - 2024年）

### 2025年
- Rトゥルース(R-Truth)（2000年 - 2001年、2008年 - 2025年）
- カリート(Carlito)（2003年 - 2010年、2013年 - 2025年）